# Extremadura
Extremadura (en extremeño: Estremaúra; en fala: Ixtremadura o Extremaúra) es una comunidad autónoma española situada en el centro-oeste de la península ibérica. Está compuesta por las dos provincias más extensas del país: Cáceres y Badajoz, cuyas capitales son sus dos ciudades más pobladas. La región, cuya población asciende a 1 054 681 habitantes (INE 2024), tiene su capital en Mérida. 
La región está delimitada al norte por el sistema Central, donde se encuentra el punto más elevado de la comunidad autónoma, el Calvitero (2405 m), y al sur por las estribaciones occidentales de sierra Morena, con la mayor parte de su superficie formando parte de las cuencas hidrográficas de los ríos Tajo y Guadiana, separadas por los montes de Toledo. El clima es cálido en el sur y templado en el norte. Por el oeste hace frontera con Portugal. 
El reino de León, bajo el mandato de Alfonso IX de León conquistó la taifa de Badajoz en 1230. Tras la formación de la Corona de Castilla por la unión de ambos reinos en 1230, la provincia de Extremadura se creó en 1371. Extremadura es cuna de los más famosos conquistadores del Nuevo Mundo: Francisco Pizarro y Hernán Cortés, conquistadores de los imperios incaico y azteca, respectivamente, y de Pedro de Valdivia, conquistador de Chile, además de otros como Pedro de Alvarado, Vasco Núñez de Balboa y Hernando de Soto.
Entre los productos agrícolas de la región se encuentran muchos como pimentón, tomate, corcho, tabaco y arroz. El territorio tiene varias denominaciones de origen tales como Ribera del Guadiana en vinos; Dehesa de Extremadura en jamón; torta del Casar, queso de la Serena y Queso Ibores en quesos; aceite Gata-Hurdes, aceite Villuercas-Ibores-Jara, aceite Monterrubio en aceite de oliva y otras materias como el pimentón de la Vera, la ternera de Extremadura, el cordero de Extremadura, la miel Villuercas-Ibores o las cerezas del valle del Jerte. El sector turístico se concentra en las ciudades de Mérida, Cáceres, Plasencia, Badajoz, Trujillo, Coria, Cuacos de Yuste, Guadalupe o Hervás, y en comarcas como el Valle del Jerte, el Valle del Ambroz o La Vera.
El Día de Extremadura se celebra el 8 de septiembre, que coincide con la fiesta católica de la Virgen de Guadalupe, patrona de Extremadura.

## Toponimia
Sobre los orígenes del nombre de Extremadura hay varias hipótesis: 
- El nombre de Extremadura deriva del latín Extrema Dorii —«Extremos del Duero», o más bien «en el otro extremo» del Duero, haciendo referencia a su posición al sur de este río—, con el que se designaban los territorios situados al sur de la cuenca del río Duero y sus afluentes.[5]
- Sin embargo, varios medievalistas explican el nombre de Extremadura como derivación de «extremo», del mismo modo que «raspadura», «matadura», etc. Así significaría simplemente el extremo sur de un reino,[6] la frontera de los reinos cristianos del norte, en particular, de los reinos de León y Castilla con al-Ándalus. Así, Extremadura es el nombre que reciben las tierras de frontera de Castilla, en torno a la actual provincia de Soria ya que el escudo de su capital dice Soria pura cabeza de Estremadura; se trataría de la Extremadura castellana y Extremadura es el nombre que reciben también los territorios «extremos», más alejados y en primera línea de defensa frente al enemigo islámico durante la Reconquista, del reino de León, que ocupaba inicialmente buena parte de la actual provincia de Cáceres, para extenderse hacia el sur tras la conquista del reino taifa de Badajoz: se trataba, sensu stricto, de la Extremadura leonesa.[7]

No se debe confundir con la antigua provincia portuguesa de Estremadura, aunque el origen etimológico sea el mismo.[cita requerida]
Los gitanos o romaníes de la región llaman Marochandé («Tierra del Pan») a Extremadura, que proviene de las palabras manró, «pan», y chao, «tierra», en lengua caló.

## Símbolos

### Bandera

Bandera de Extremadura:
Verde por la Orden de Alcántara
Blanco por el reino de León
Negro por el reino aftásida de Badajoz

La bandera de Extremadura, según determina el artículo 4-1 del Estatuto de Autonomía está formada por tres franjas horizontales iguales: la superior, de color verde, la central blanca, y la inferior, negra. Estos colores tienen una explicación histórica: el color verde era el color emblemático de la venera de la Orden de Alcántara, cuyos territorios y encomiendas se extendieron por gran parte de las provincias de Badajoz y Cáceres. El color blanco era utilizado en el pendón real de los monarcas leoneses que reconquistaron la región incorporándola al Reino de León. El color negro se tomó del estandarte de los reyes aftásidas de Badajoz, que crearon un gran reino musulmán sobre la mayor parte de Extremadura, en el siglo XI, y aportando un esplendor literario y cultural como nunca antes fue conocido.

### Escudo
El escudo de Extremadura es descrito en el título I de la Ley 4/1985, de 3 de junio, «del escudo, la bandera y del Día de Extremadura».

Es un escudo con boca a la española. Timbrado en coronel abierto; compuesto de ocho florones de hojas de acanto, visibles cinco, engastado en piedras preciosas. Escudo medio partido y cortado. En el primer cuartel, de oro, un león rampante de gules linguado y uñado. En el segundo en campo de gules un castillo de oro mazonado de sable. En el tercero en campo de azur dos columnas corintias de oro rodeadas de una cinta de plata con leyenda «Plus Ultra» cargada de letras de gules. En punta ondas de azur y plata. Sobre el todo un escusón de plata con una encina de sinople fustada.

El escudo de Extremadura debe figurar en:
- 1.º Los edificios de la comunidad autónoma.
- 2.º Las banderas de Extremadura que se exhiben en los edificios o establecimientos de los distintos organismos públicos sitos en el territorio de la comunidad autónoma de Extremadura.
- 3.º Los medios de transporte oficial de las instituciones autonómicas.
- 4.º Los diplomas o títulos de cualquier clase, expedidos por autoridades representativas de instituciones autonómicas.
- 5.º Los documentos, impresos, sellos y membretes de uso oficial de las instituciones autonómicas.
- 6.º Las publicaciones oficiales de las Instituciones de la comunidad autónoma.
- 7.º Los distintivos oficiales, si los hubiere, usados por las autoridades representativas de instituciones autonómicas.
- 8.º Los lugares u objetos de uso oficial que por su carácter especialmente representativo así se determine.

Las medidas del escudo estarán en proporción 5/6 por lo que se refiere a la relación altura-anchura.

## Historia

### Prehistoria
La prehistoria humana en Extremadura tuvo su inicio cuando grupos de cazadores recorrieron las cuencas de los ríos más importantes para encontrar medios de supervivencia, allá por el paleolítico inferior y medio. De estos periodos existen abundantes restos como piedras de cazadores, talladas en piedra, que se corresponden con los periodos achelense y musteriense. Aunque los restos de la época en la que apareció el Homo sapiens sapiens son bastante escasos, algunos de ellos son de gran calidad e interés, como los encontrados en la cueva de Maltravieso.

#### Paleolítico inferior

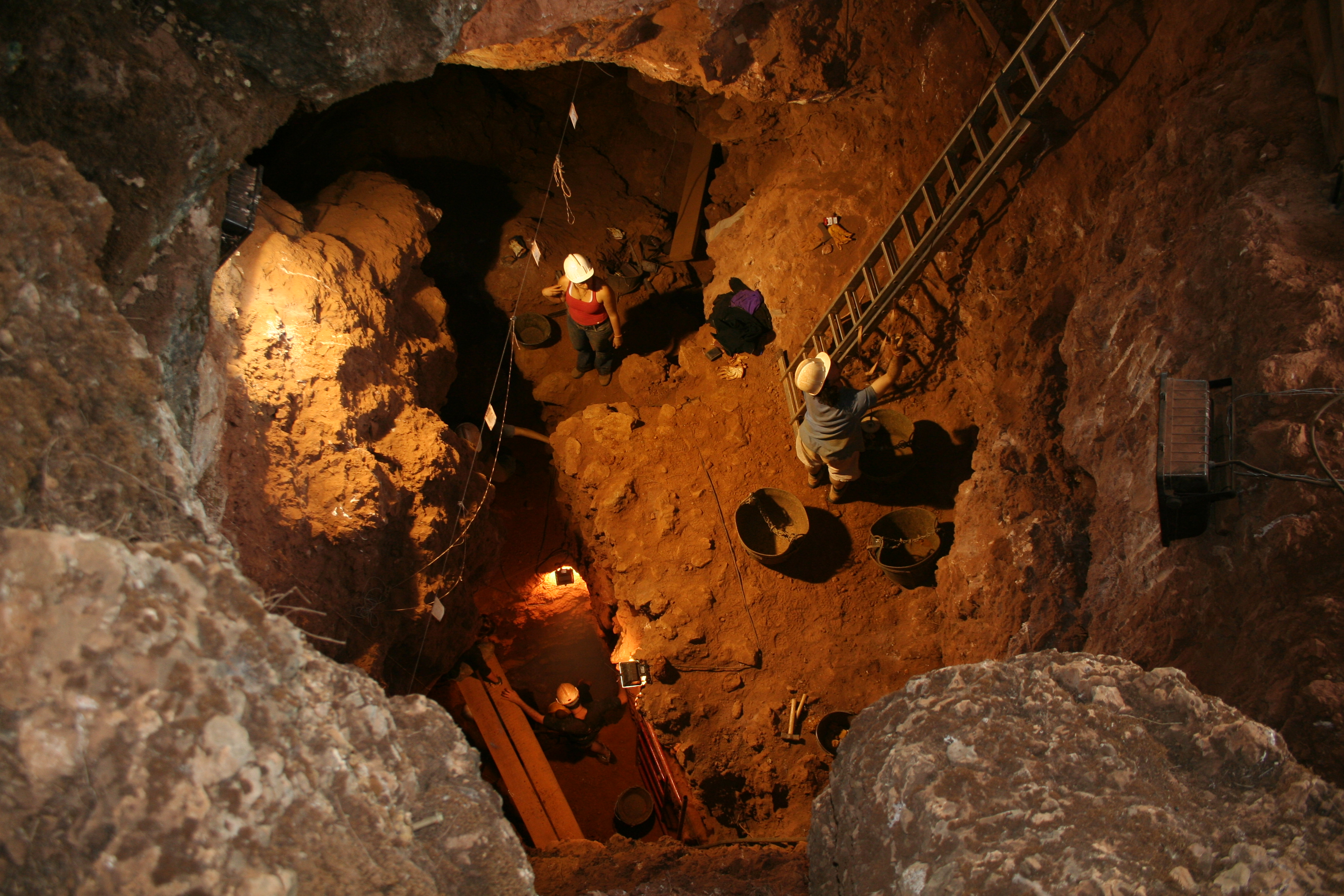
En la cueva de Santa Ana, en Cáceres, se han hallado restos de fauna de hace 800 000 años

Las pruebas de presencia humana más antiguas en el territorio actual de Extremadura datan del periodo Paleolítico Inferior. En los yacimientos —en su mayoría superficiales— se han hallado herramientas toscas de cuarcita y, en menor medida, de granito, pero no se han encontrado restos de cadáveres humanos. La técnica usada para construir las herramientas consistía en golpear la piedra con un percutor de piedra o cuerna hasta conseguir filos, puntas, muescas, hachas, picos, etc. Los restos más antiguos se corresponden con la fase media del periodo achelense, hace unos 700 000 años. Los yacimientos más antiguos están cerca de donde hay piedra adecuada para tallar y construir las herramientas y útiles, o junto a los ríos y los grandes afluentes. Las áreas de mayor concentración de yacimientos del periodo achelense son los alrededores de Mérida en el río Guadiana, río Zújar, pantano de Valdecañas, río Alagón, Jerte y El Sartalejo. Los instrumentos más destacados de esta época son el bifaz, el hendidor y el pico triédrico.

#### Paleolítico medio
Se han encontrado muy pocos restos en la región y todos ellos son del periodo Musteriense. Se crearon con una técnica mediante la cual sus artífices calculaban el tamaño del instrumento antes de extraer de la piedra matriz un fragmento adecuado al instrumento que pretendían fabricar. Los útiles más característicos eran las raederas, denticulados y puntas. Todos ellos son menos pesados y menos toscos ya que fueron construidos con una tecnología más avanzada que los del Paleolítico Inferior. Los lugares donde se encontraron yacimientos del periodo musteriense se corresponden con los del periodo achelense, es decir, cerca de los ríos. Sin embargo, también se han hallado restos en zonas bajas y medias de sierras en Badajoz, lo que da a entender que estos habitantes tuvieron una mayor capacidad de dispersión territorial, así como una mejor adaptación para habitar ciertos lugares y conseguir caza, alimento y trabajo.

#### Paleolítico superior

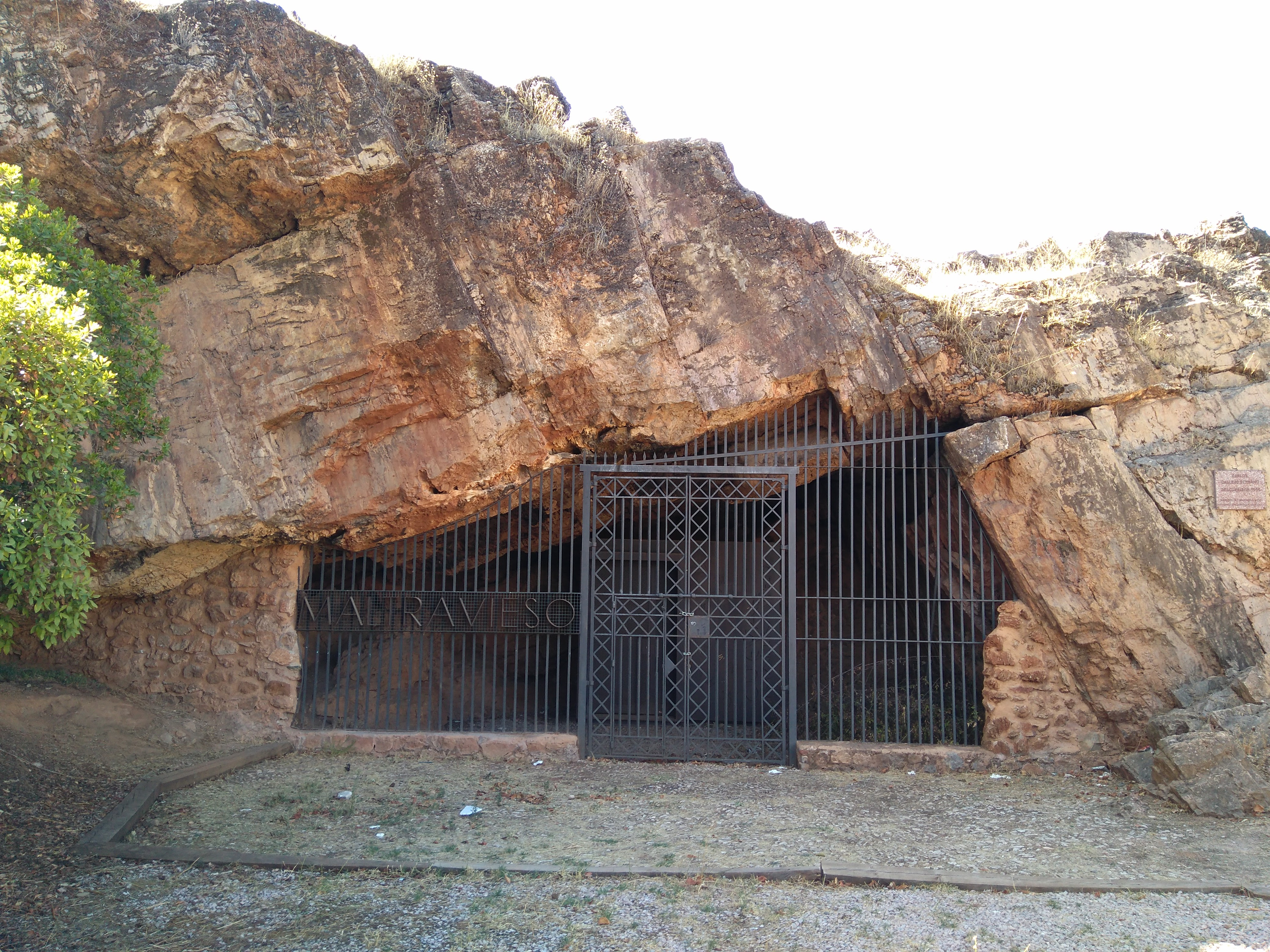
La cueva de Maltravieso tiene pinturas de manos de hace 66 700 años

Durante esta etapa llegó desde África el Homo sapiens sapiens —el ser humano actual— hace unos 50 000 años. En este momento fueron hechos los grabados y pinturas de la cueva de Maltravieso, santuario del arte cuaternario, y de las minas de Castañar de Ibor, todas de estilo Magdaleniense. En Maltravieso se encuentran grabados de la silueta de una cierva, varios triángulos y otras figuras geométricas, pero sobre todo se han encontrado más de treinta manos pintadas en negativo y, la mayoría de ellas, sin dedo meñique. No se han encontrado restos que sugieran que fuera habitada durante esta época, aunque sí de épocas posteriores, por lo que se puede deducir que era un lugar sagrado, no de habitación. Los restos encontrados se agrupan en tres tipos diferenciados: los óseos, los líticos y las hechas con astas de animales. Destacan las hachas encontradas en el yacimiento de «Cabezo de Galisteo».

#### Neolítico
Aunque son muy pocos los datos que se conocen sobre el Epipaleolítico en la actual región de Extremadura, el Neolítico asistió a la eclosión del fenómeno megalítico y otros restos que aportan conocimientos acerca de algunas modificaciones en la subsistencia de las comunidades humanas que habitaban la región. Las más importantes fueron la introducción de la ganadería y la agricultura, que se incorporaron a las actividades de caza y recolección ya existentes. En cuanto a la tecnología se refiere, la incorporación más importante fueron los recipientes de cerámica que permitían el almacenamiento de los excedentes agrícolas.

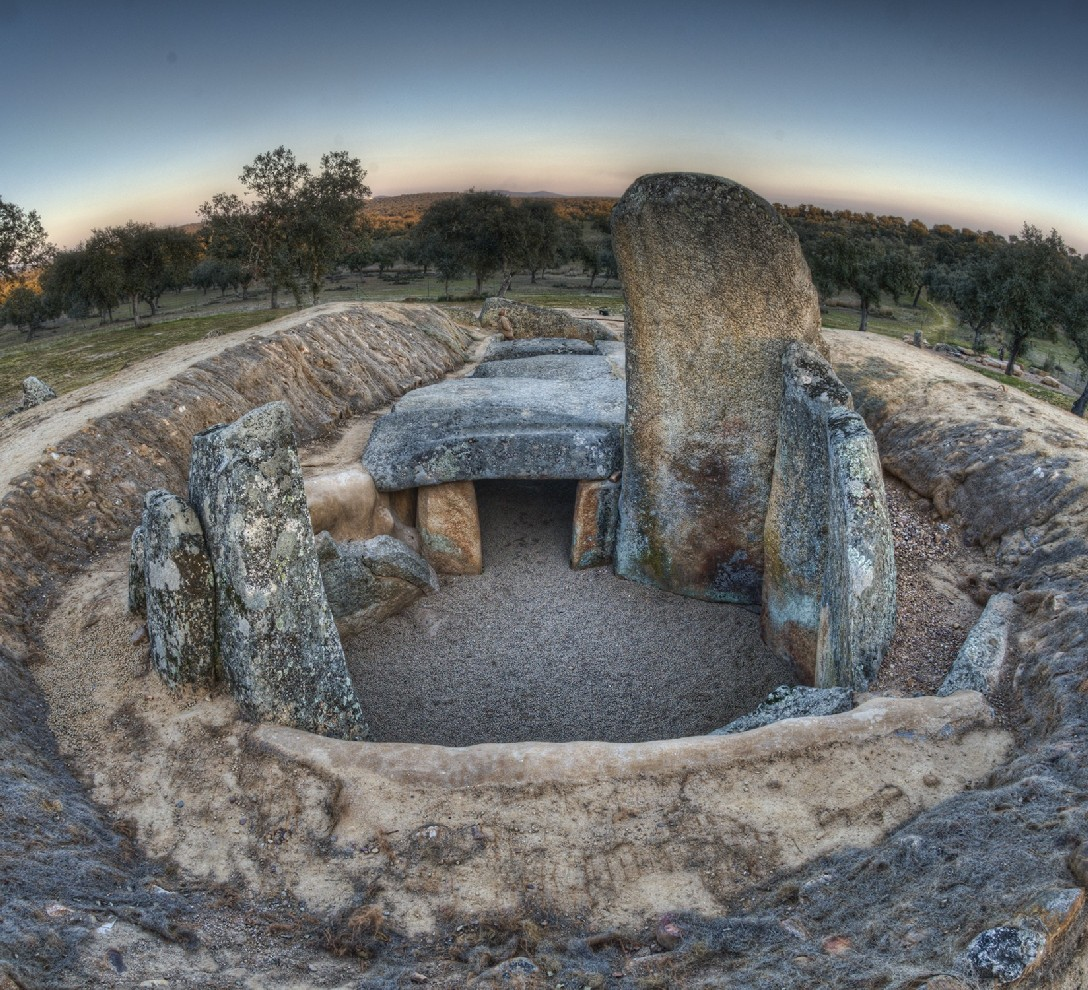
El dolmen del prado de Lácara, 15 km al noreste de Mérida y construido al final del iv milenio a. C., es la mayor tumba de corredor de Extremadura

Los estudios más recientes consideran que el Neolítico en Extremadura comenzó en la transición del v al iv milenio a. C. Se superó así el concepto de Neolítico Tardío que algunos autores habían empleado, creyendo que la aparición de la agricultura habría sido mucho más tardía en esta zona de España. Los yacimientos más representativos del Neolítico Antiguo son la cueva de la Charneca en Oliva de Mérida, el cerro de la Horca en Plasenzuela, la cueva de Boquique en Plasencia, la cueva de El Conejar en Cáceres y Los Barruecos en Malpartida de Cáceres. De este último yacimiento proceden las evidencias agrícolas más antiguas de la región, que fueron datadas a finales del vi milenio a. C. Los indicios de domesticación animal son débiles, pero puede suponerse que es contemporánea a la introducción de la agricultura. En estos yacimientos se han encontrado cerámicas decoradas, sobre todo la variedad conocida como «boquique», por haberse documentado por primera vez en esta cueva de Plasencia.

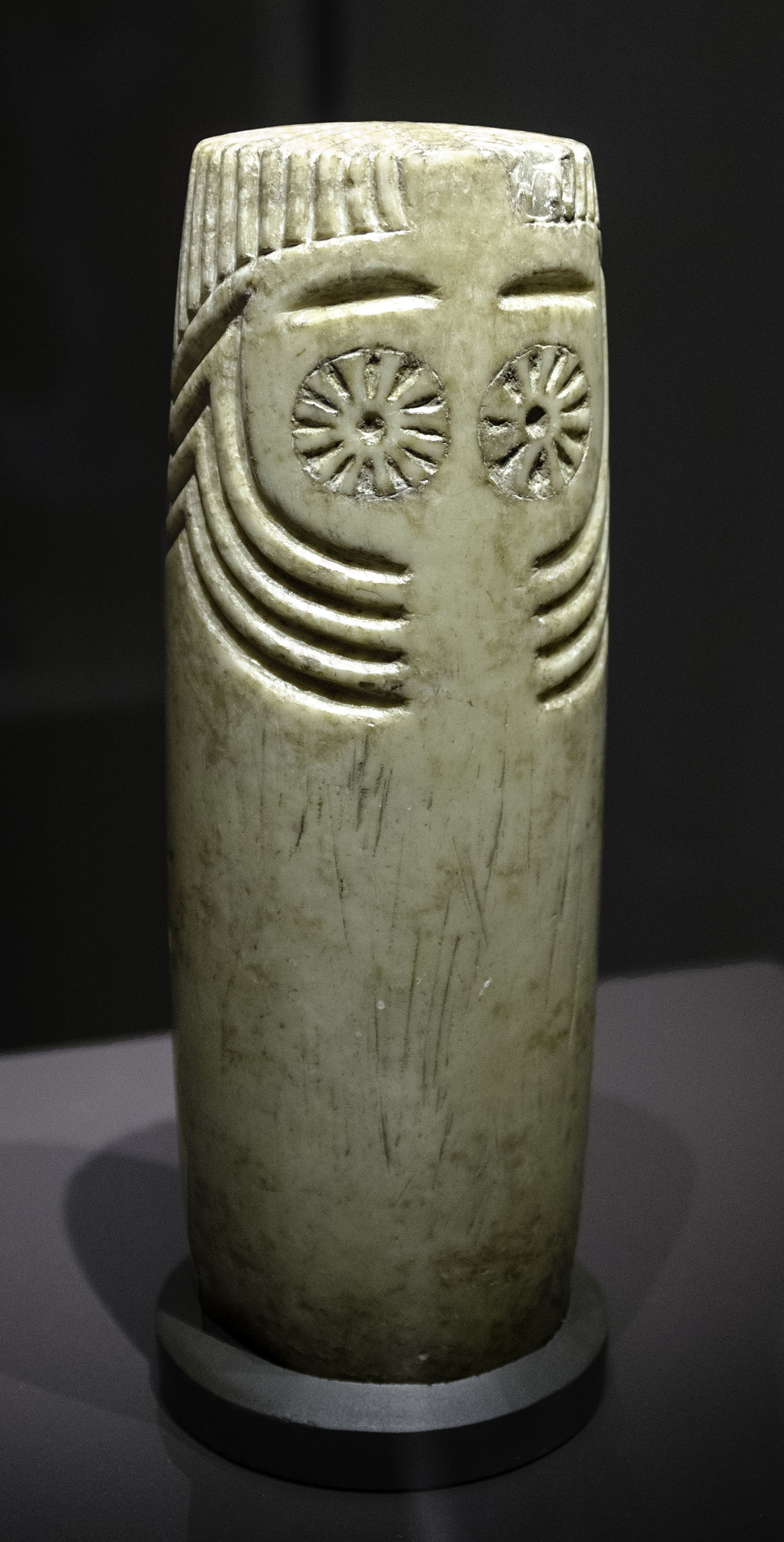
Ídolo de Extremadura, del iii milenio a. C. Museo Arqueológico Nacional

A partir del Neolítico Medio, a comienzos del v milenio a. C., se produjo la proliferación del megalitismo en la región. Existen pocos poblados conocidos de esta época, tan solo algunos datos del yacimiento de Los Barruecos. El fenómeno megalítico es, en cambio, bien conocido pues existen grandes concentraciones de dólmenes en diversas comarcas de la región. Conjuntos de este tipo de sepulcros megalíticos pueden encontrarse en Valencia de Alcántara, Cedillo, Santiago de Alcántara o Barcarrota, además de otros ejemplares aislados de gran interés como el gran dolmen del prado de Lácara. Este fenómeno tuvo una gran perduración en el tiempo, hasta los inicios de la Edad del Bronce. Los enterramientos de esta fase solían caracterizarse por la presencia de microlitos de sílex, cerámicas lisas y algunos ídolos placa.
El Neolítico Final es mejor conocido en las márgenes del Guadiana, con yacimientos como los de Araya o El Lobo, a los que se podría sumar el de Los Caños de Zafra. Estos asentamientos se desarrollaron a partir del 3500 a. C. y sentaron las bases para la aparición del Calcolítico, a partir del iii milenio a. C. Estos poblados tenían una verdadera vocación agrícola y ganadera. Su situación, próxima a tierras fértiles, es en suaves lomas próximas a cauces de ríos. Las cerámicas se caracterizan por ser prácticamente lisas, con escasas decoraciones y formas simples. La cerámica más indicativa es la «cazuela carenada», que aparece corrientemente en los yacimientos de todo el suroeste peninsular, demostrando la integración de Extremadura dentro de una dinámica cultural común caracterizada por el incremento demográfico y el afianzamiento, cada vez más claro, de la agricultura y la ganadería.

#### Calcolítico
Durante el Calcolítico o Edad de Cobre, las comunidades humanas prehistóricas realizaron avances en la explotación agropecuaria del medio y se desarrolló la metalurgia con el inicio de la transformación del cobre hacia el iii milenio a. C. en Los Castillejos, cerca de Fuente de Cantos. Se produjo un desarrollo de la complejidad social tanto estructural como ideológicamente: había desigualdad de roles y de bienes.

### Extremadura prerromana

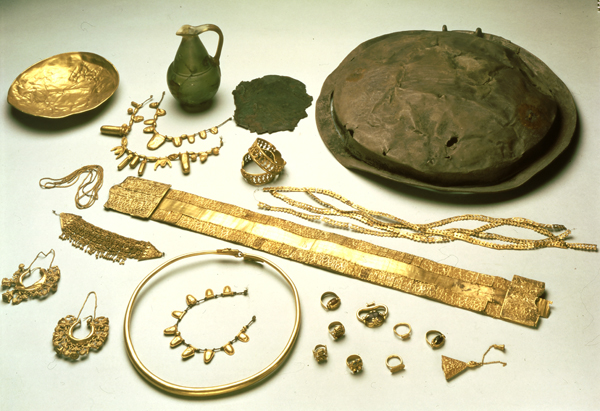
Tesoro de Aliseda, del a. C. Museo Arqueológico Nacional

Entre los pueblos prerromanos más importantes que habitaron Extremadura se encontraron los vettones (Vettoni), que habitaron las actuales provincias de Cáceres (norte) y Salamanca, la provincia de Ávila y parte de la de Toledo. Los lusitanos (Lusitani) (los más arquetípicos de Extremadura), que se extendían por casi la totalidad de la actual Extremadura y centro de Portugal, pueblos pastores dedicados al pillaje y la guerra. Reseñable fue el líder lusitano Viriato y su resistencia férrea frente a los romanos. Situados al sur, próximos al Guadalquivir, se encontraban los célticos (Celtici), pueblo principalmente urbano que ofreció poca resistencia a las tropas romanas.

### Extremadura romana

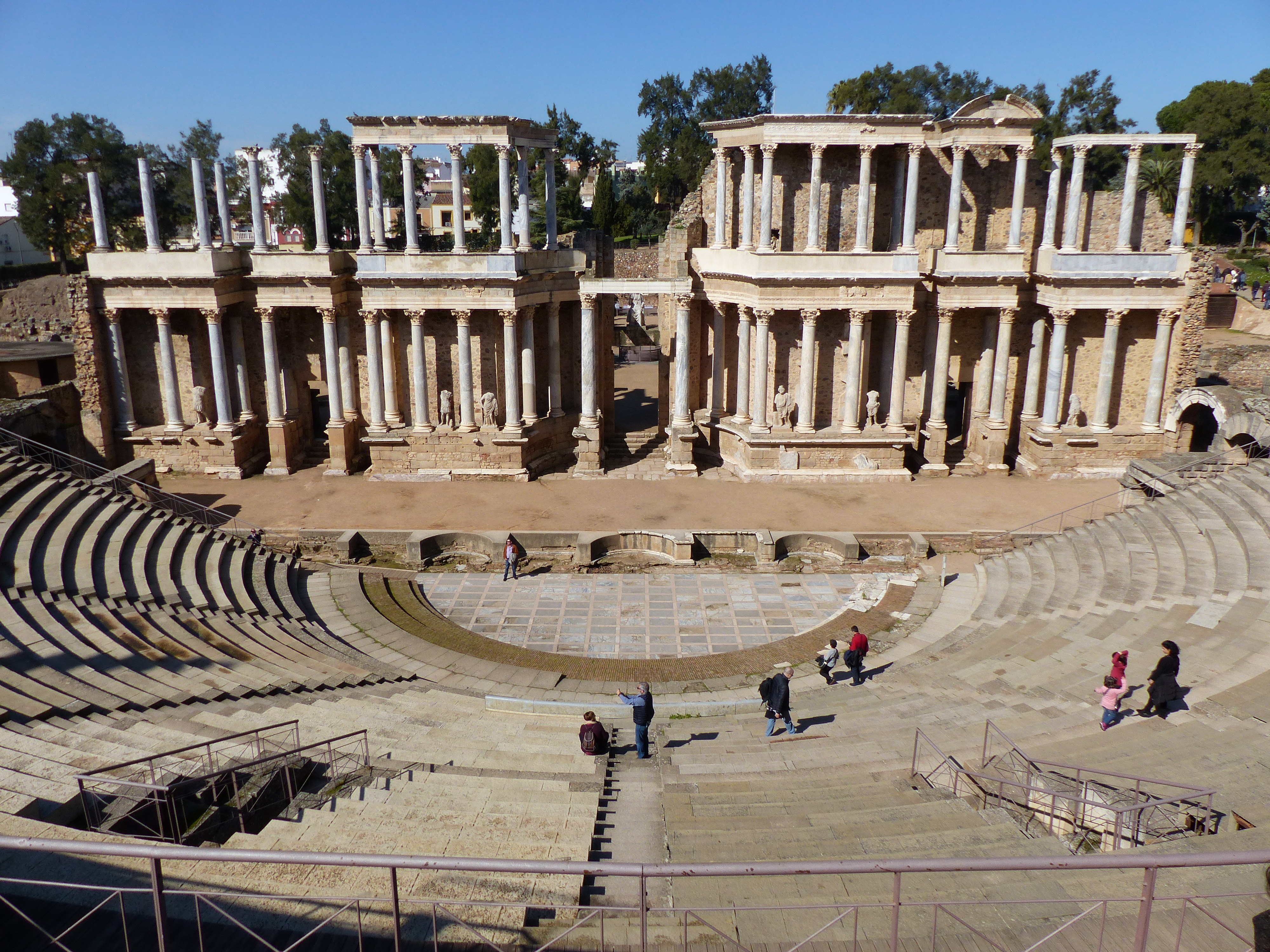
Teatro romano de Mérida, levantado en el a. C. y remodelado en el d. C.

La tierra de la confederación lusitana vivió una romanización completa y profunda. El grado de romanización alcanzado y la extensión de la provincia Ulterior aconsejaban un gobierno aparte, por lo que se formó la Lusitania como provincia independiente en tiempos de Augusto (siglo I a. C.), la cual comprendía gran parte de la actual Extremadura y Portugal central. Se construyeron numerosas vías de comunicación (calzadas), grandes urbes, destacando Augusta Emerita, fundada en el 25 a. C., ciudad muy significativa en el Imperio romano y capital de Lusitania, una de las provincias en que se dividió definitivamente la península ibérica. Un aspecto importantísimo fue la adopción de la lengua del Imperio, base de todos las futuras lenguas romances peninsulares.

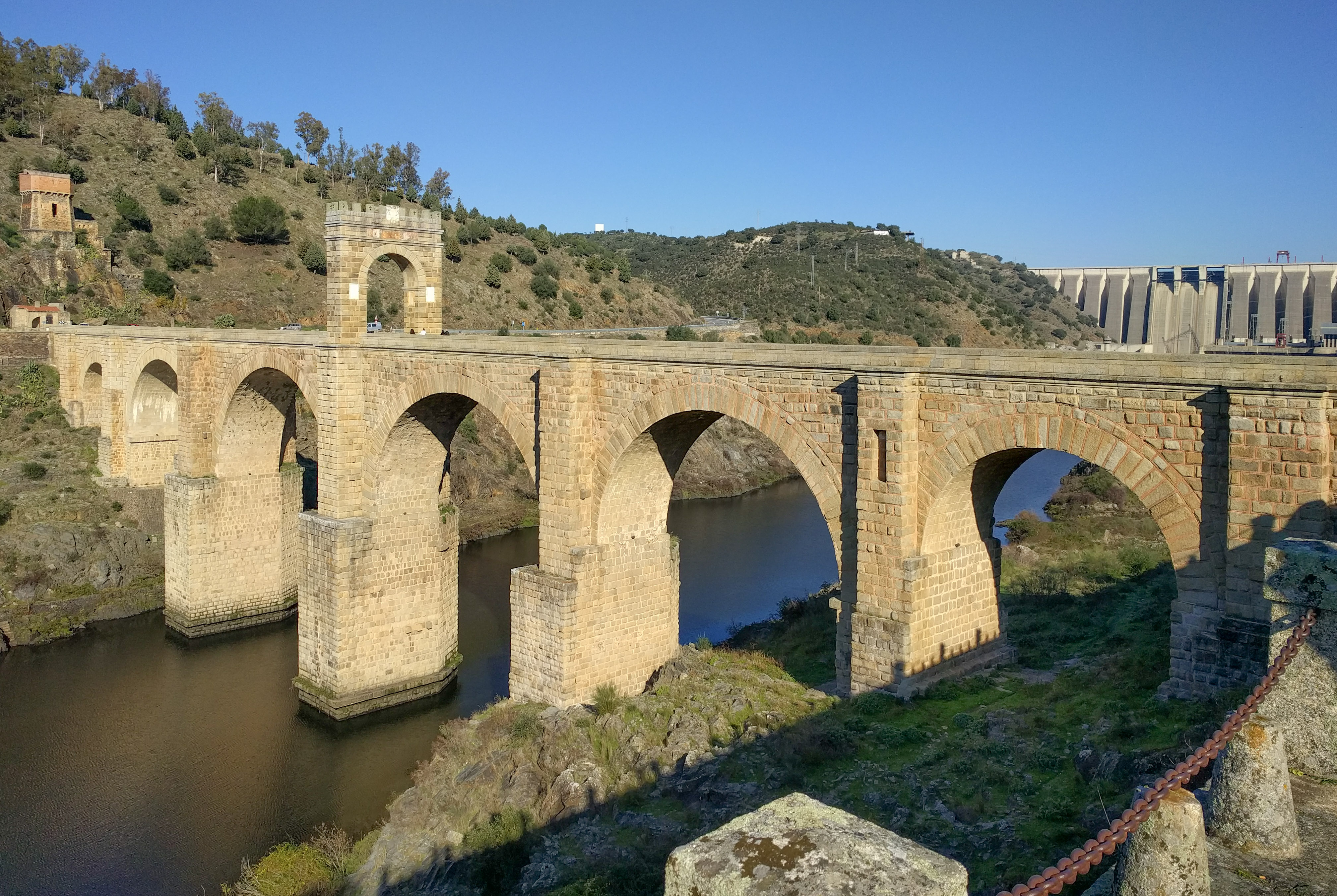
Puente romano de Alcántara sobre el Tajo, del d. C.

La capital de la provincia de Lusitania, Augusta Emerita, se convirtió pronto en una ciudad rica y culturalmente floreciente, que en nada tenía que envidiar a las otras dos capitales de provincia hispanas, Tarraco y Corduba. Contó con una amplia y cuidada red de comunicaciones que la cruzaban para enlazarla con las restantes capitales de provincia y con otras ciudades; así, la Ruta de la Plata unía Asturias con Augusta Emerita y con Itálica; otras rutas conducían a Corduba, a Olisipo o a Conimbriga pasando por el imponente puente de Alcántara. Mérida canalizó el comercio y la vida de la provincia hacia Roma, norte de África y Grecia. No cabe duda de que en la urbe se alcanzó un alto grado de bienestar, como demuestra el circo romano de Mérida, capaz de acoger a 30 000 espectadores. Se estima que su población llegó a superar los 50 000 habitantes en época romana, tanto como para que el poeta Ausonio afirmara en el siglo IV d. C. que era la novena ciudad más importante del Imperio romano, por delante de la misma Atenas.
Vespasiano dio otro paso en la romanización al conceder el derecho de ciudadanía romana a todos los habitantes de la península ibérica, facilitando de este modo que los hispanos pudieran acceder a un cargo público. En el siglo III d. C. los invasores bárbaros saquearon la provincia a su paso, lo que aconsejó fortificar las ciudades; de este tiempo datan las murallas de Mérida, Coria y Cáceres. El temido peligro llegaría finalmente en el s. V, dejando a la provincia abandonada y en ruinas. La ciudad de Norba Caesarina se extinguió. Otras, como Augustobriga, Cáparra y Iulipa cayeron en el olvido, a pesar de quedar en pie formidables monumentos. La Lusitania fue invadida primero por los alanos, después por los suevos y finalmente por los visigodos.

### Edad Media

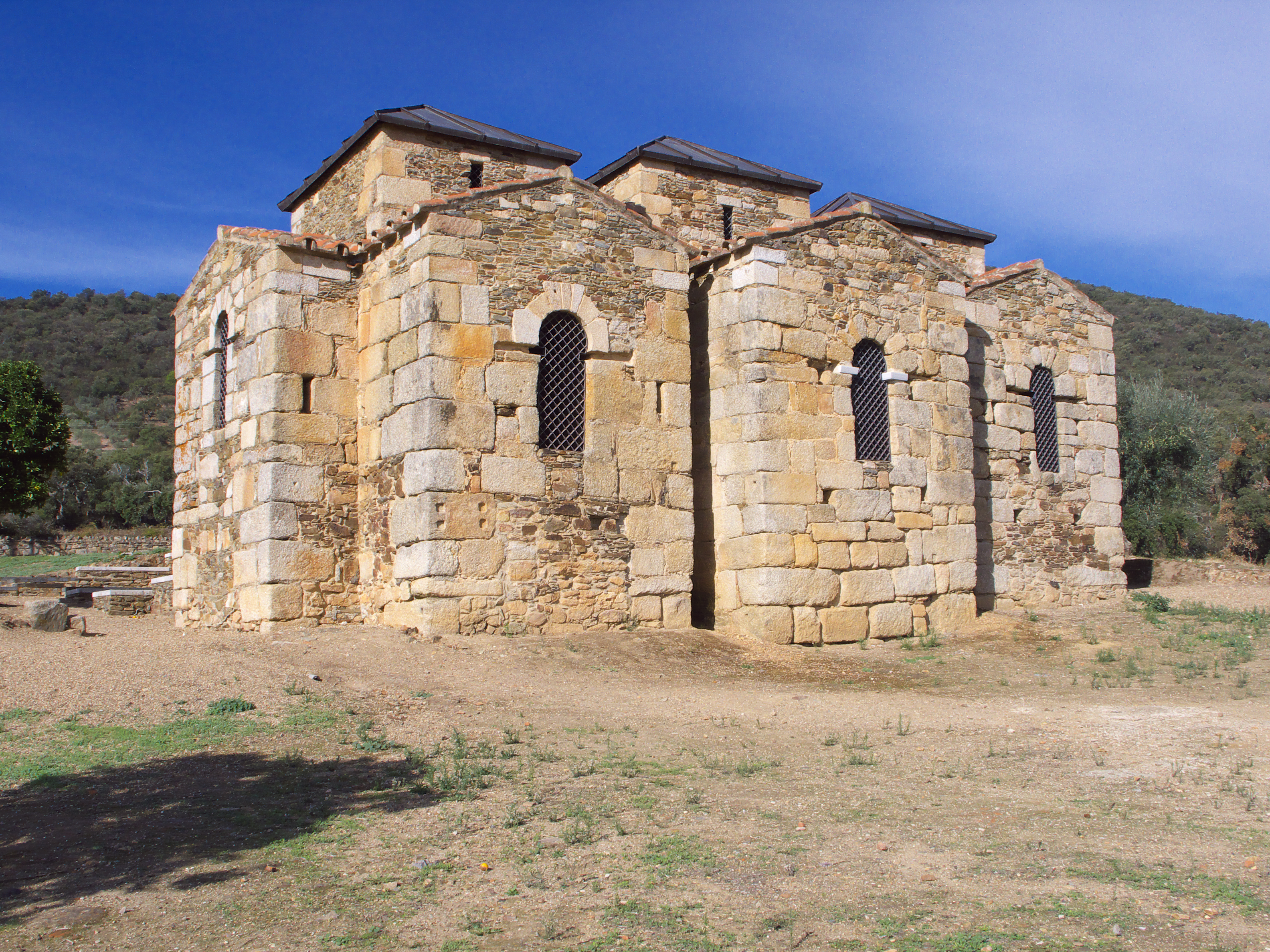
Iglesia de Santa Lucía del Trampal en Alcuéscar (c. siglos -)

Con la llegada de los sarracenos la Lusitania visigótica pasó a ser una cora con capital en Mérida, una de las más extensas y poderosas de la península, con una extensión mayor al área actual de la región extremeña. Esta cora existió hasta la caída del califato de Córdoba en el siglo XI, cuando se constituyó el reino taifa de Badajoz. En Extremadura se conservan numerosas huellas del periodo musulmán, que se prolongó más de 500 años hasta 1248, como la Alcazaba de Mérida, primera de la península ibérica, los restos de la fortaleza de Alange, la alcazaba de Badajoz, el aljibe de Cáceres, el castillo de Trujillo, y en Galisteo las murallas de la época almohade levantadas a base de piedras de río. En 1031 se creó el reino taifa de Badajoz, sucesor geográficamente y en extensión de la cora de Mérida. 

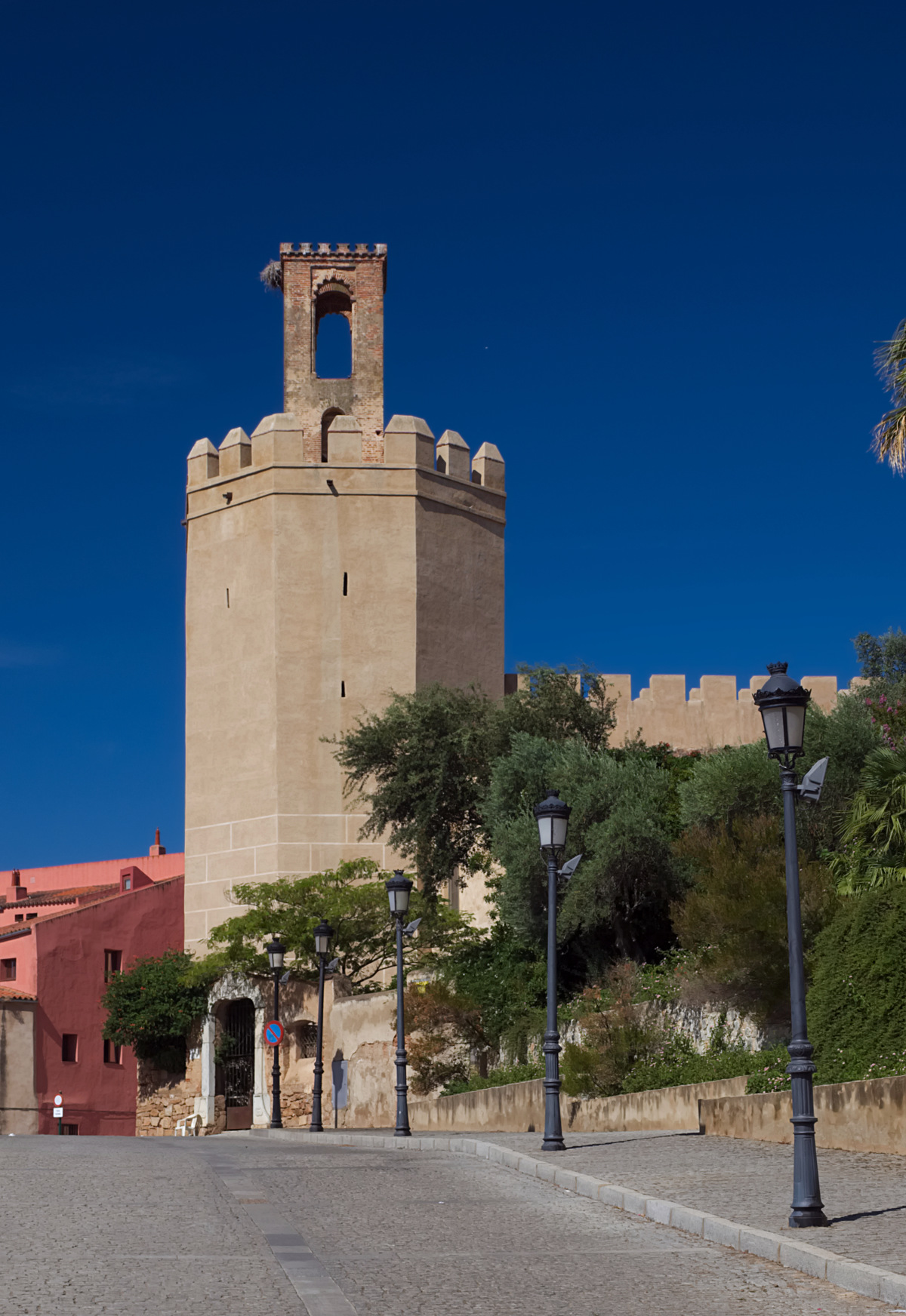
Torre de Espantaperros, en la alcazaba de Badajoz,

Durante el período de la Reconquista, los reinos de Portugal, León y Castilla conquistaron territorios de lo que hoy conocemos como Extremadura. El reino de Portugal, bajo el mandato del rey Alfonso I de Portugal y con la ayuda del guerrero Geraldo Sempavor, disputó con el reino de León varios territorios del antiguo reino de taifas de Badajoz. La parte occidental de este reino musulmán fue reconquistada por Enrique de Borgoña, el cual recibió el condado portucalense (Oporto y tierras circundantes), con el título de «Conde de Portus Cale». Este condado se convertiría en un reino independiente años después y comenzaría su expansión hacia el sur hasta llegar a Faro.
Extremadura leonesa
El reino de León reconquistó parte del territorio extremeño. El 17 de enero de 1213 Alfonso IX conquistó Alcántara, localidad a la que convirtió en la sede de la «Orden Militar de San Julián de Pereiro», posteriormente llamada Orden de Alcántara. En 1229 Alfonso IX tomó Cáceres tras varios intentos fallidos, como el de Fernando II en 1169. El 19 de marzo de 1230 Alfonso IX conquistó Badajoz y más tarde ese año hizo lo propio con Mérida, ciudad muy importante para los monarcas leoneses por ser sede episcopal de un obispado visigodo, lo cual lo encadenaba a la antigua tradición eclesiástica mozárabe. El 25 de enero de 1233 un ejército encabezado por Fernán Ruiz conquistó la villa de Trujillo a los almohades. A esta región del reino de León se la conoció como Extremadura leonesa desde las «Cortes de Benavente de 1202», que dividieron el reino de León en cuatro regiones: León, Galicia, Asturias y Extremadura (leonesa). Desde 1230 Badajoz tuvo, como capital de un antiguo reino, fueros y privilegios de un extenso territorio, denominado también como «reino de Badajoz» en las intitulaciones reales. En 1258 este incluía los concejos de Badajoz, Cáceres, Ciudad Rodrigo, Galisteo, Granadilla, Jerez de los Caballeros, Montemayor y Salvatierra de Tormes.
Extremadura castellana

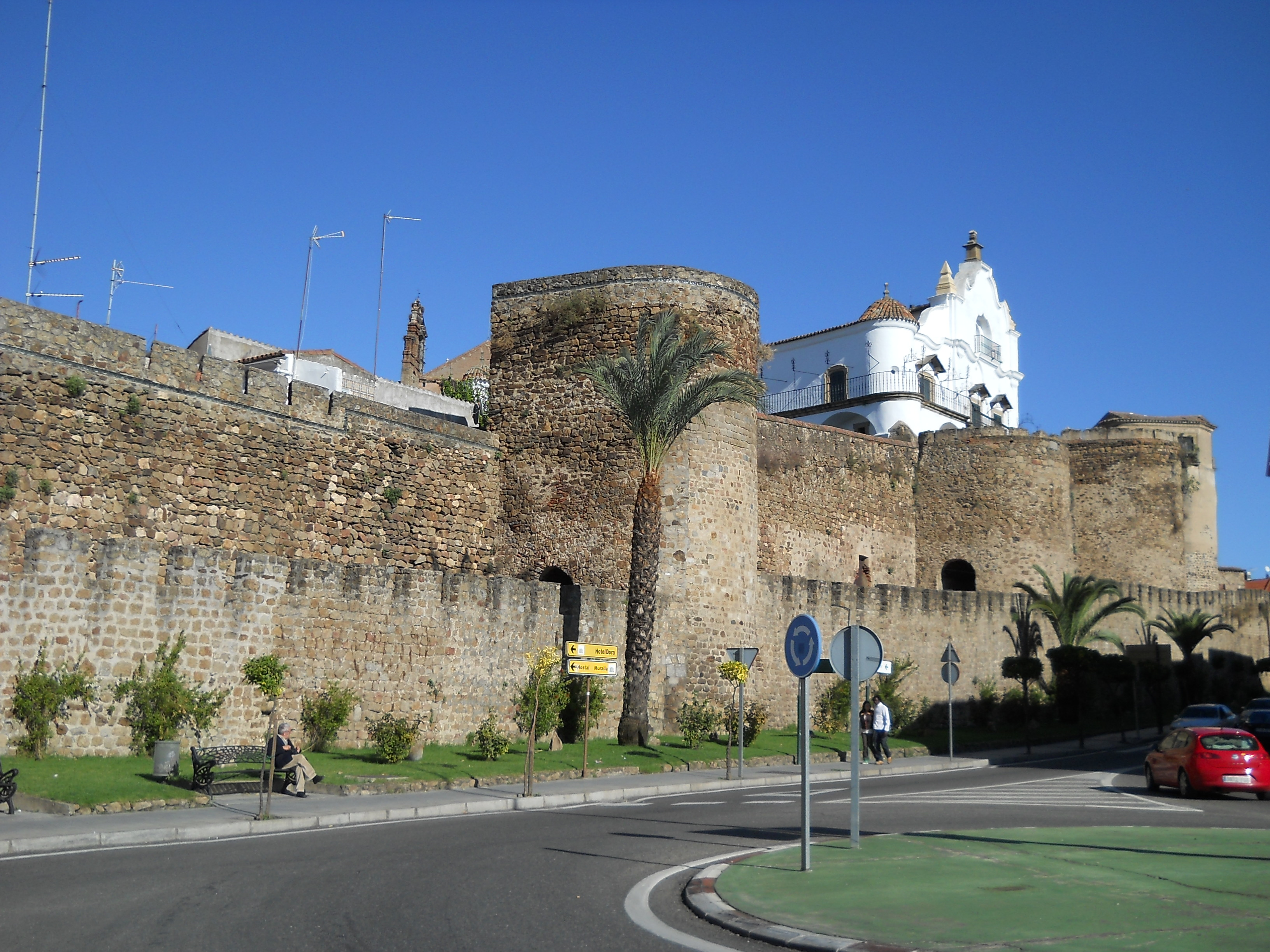
Muralla de Plasencia,

Por su parte, el reino de Castilla también avanzó en la reconquista y en el año 1186 el rey Alfonso VIII fundó la ciudad de Plasencia sobre un asentamiento anterior para así asegurar la posesión de Gredos y del Valle del Jerte. Se estableció la Vía de la Plata como frontera entre los reinos de León y Castilla. En este reino existió la región conocida como Extremadura, Extremaduras o Extremaduras de Castilla, que comprendía un amplio territorio, muy superior al actual, desde el río Ebro hasta el Sistema Central. Esta zona incluía cuarenta comunidades de villa y tierra, las vicarías de Serón y Monteagudo y las villas episcopales de las mitras de Osma, Segovia y Ávila. Además, pertenecían a la región los territorios de los obispados de Ávila, Segovia, Sigüenza y Plasencia situados al sur del Sistema Central.

#### Provincia de Extremadura
Con la unión de los reinos de León y Castilla en la Corona de Castilla, se unificaron ambas regiones. En las Cortes de Toro de 1371, Extremadura fue reconocida como región administrativa, con la denominación de provincia de Extremadura desde las Cortes de Segovia de 1390. Es reseñable que durante esta época convivieron pacíficamente islam, judaísmo y cristianismo, llamadas las tres culturas, hasta que los Reyes Católicos, después de finalizar la Reconquista en 1492 decretaron para sus vasallos la conversión obligatoria al cristianismo de todo individuo judío o musulmán o la expulsión de los que no aceptaran la nueva doctrina oficial. En el siglo XIV se había producido un hecho relevante para la religiosidad del pueblo extremeño: la aparición de la Virgen de Guadalupe.

### Edad Moderna

#### SigloXVI

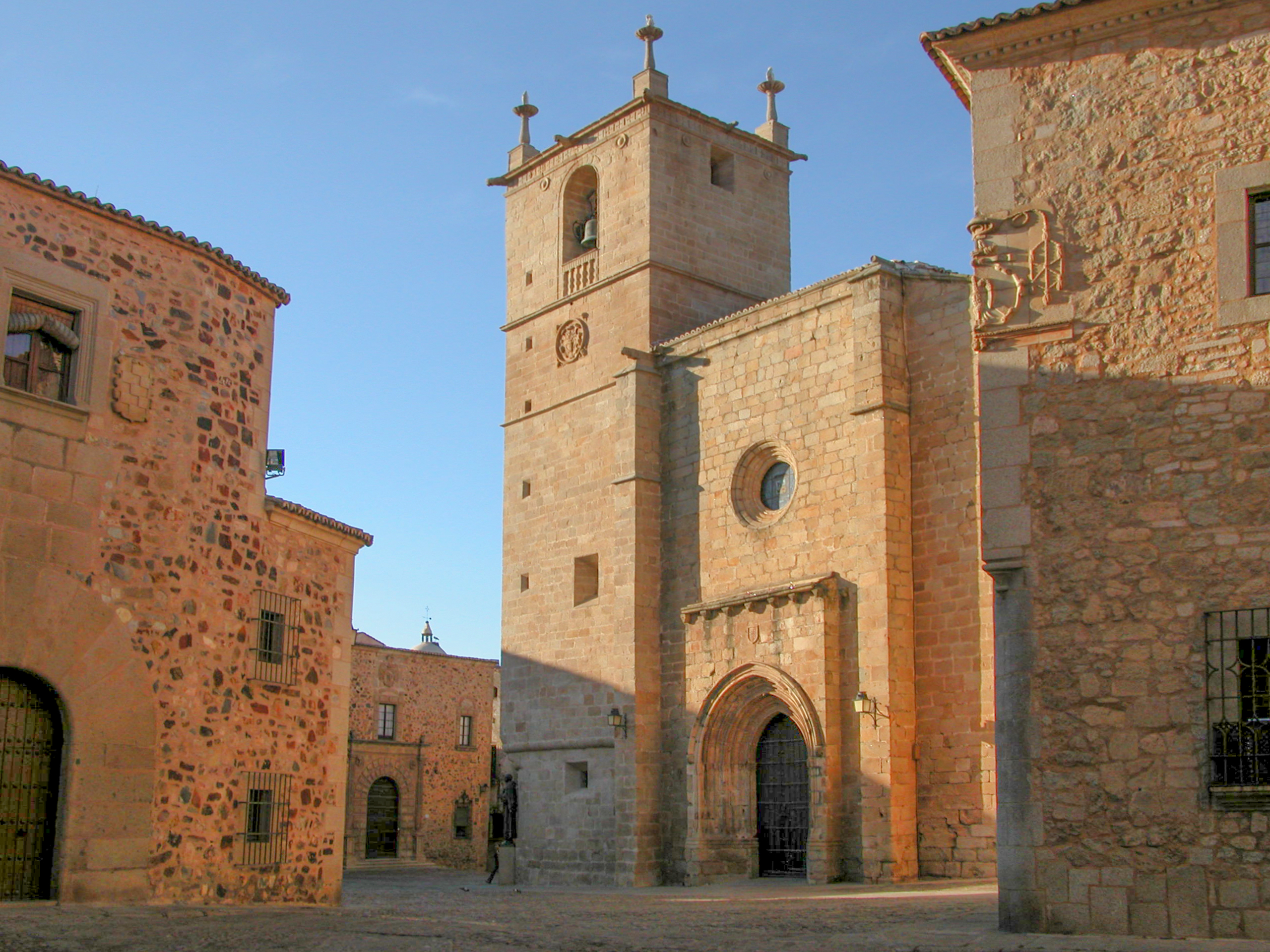
Concatedral de Santa María, en el casco antiguo de Cáceres, uno de los conjuntos urbanos tardomedievales y modernos mejor conservados de Europa

Durante el siglo XVI se produjo una emigración masiva de extremeños a América. Muchos eran hombres en busca de una fortuna y fama que España ya no podía ofrecer tras la caída del Reino de Granada en 1492, el mismo año que se descubrió América. Entre los conquistadores de las nuevas tierras destacaron varios extremeños, como Hernán Cortés, conquistador de México; Alonso Valiente, secretario de Hernán Cortés, que además contribuyó en la conquista de San Juan Bautista (Puerto Rico), Nueva Galicia, Honduras y contribuyó a descubrir el Canal viejo de Bahama; Francisco Pizarro quien anexionó los territorios incaicos a la Monarquía Hispánica, Alonso de Mendoza quien participó en campañas con Pizarro fue comisionado para fundar una ciudad con el nombre de Nuestra Señora de La Paz en Bolivia, Ñuflo de Chaves, explorador y conquistador del Paraguay y la zona suroriental de la actual Bolivia, fundador de Santa Cruz de la Sierra en Bolivia, Diego García de Paredes, fundador de Trujillo (Venezuela) y Pedro de Valdivia, conquistador de Chile, territorio inicialmente bautizado como Nueva Extremadura, cuya capital fue Santiago de Nueva Extremadura.

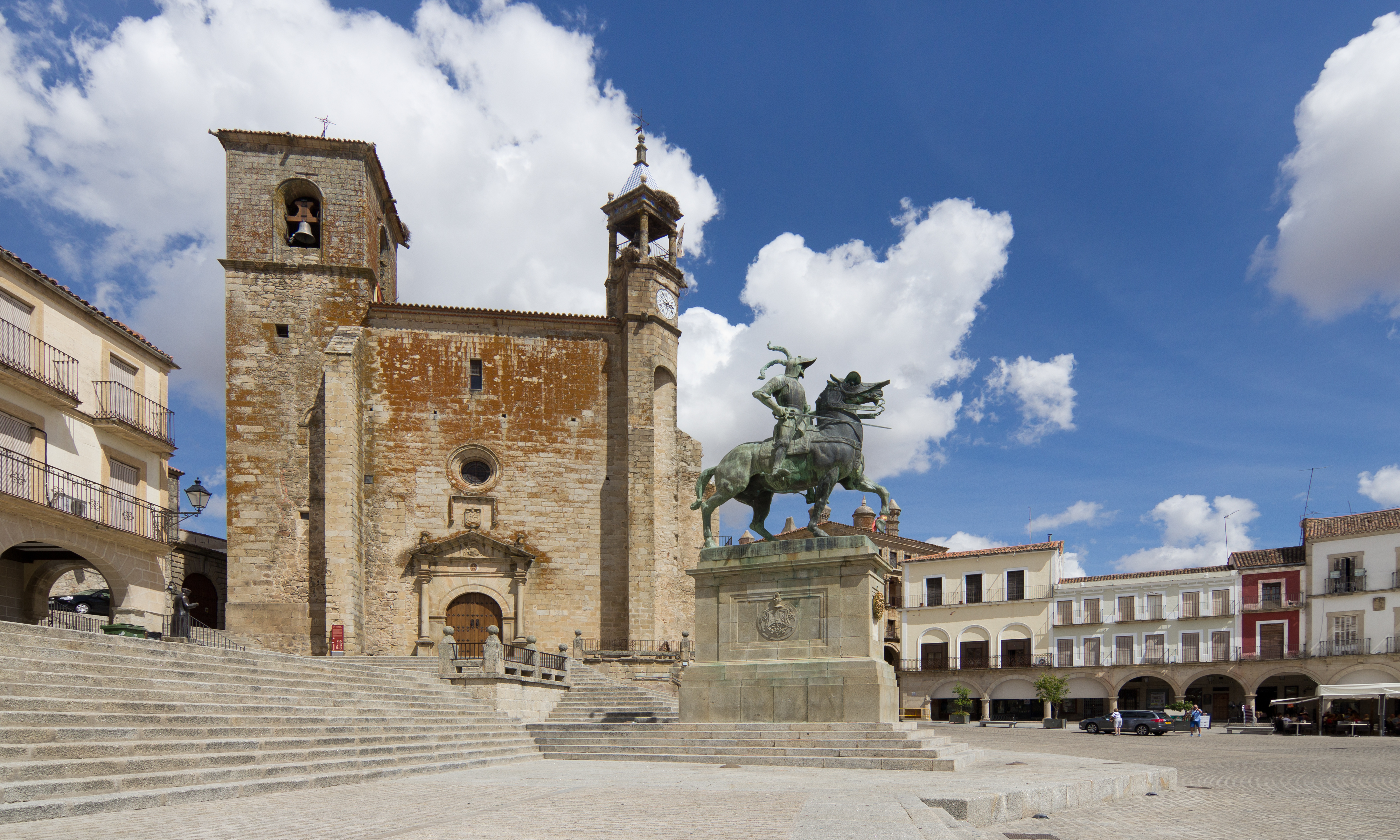
Plaza mayor de Trujillo, presidida por la estatua de Francisco Pizarro

Desde 1528, Trujillo fue la única capital del territorio extremeño, que tenía según el censo de Pecheros de Carlos I, 48 789 vecinos pecheros, el 6,75 % de la población de la Corona de Castilla. El Censo de los Millones reconoció en 1591 la provincia de Trujillo como una de las provincias de España, a la que pertenecían la mayoría de localidades de la actual Extremadura. El resto estaban en la provincia de Salamanca y la provincia de León de la Orden de Santiago. Esta provincia no contaba con derecho a voto en las Cortes de Castilla y dependía a nivel administrativo de la de Salamanca.
Uno de los acontecimientos determinantes de la historia moderna de Extremadura se produjo en 1580 con la unión bajo una misma corona, la de Felipe II, de los Imperios de España y Portugal, las dos superpotencias de la época. Por su situación intermedia entre las capitales de ambos imperios, ciudades extremeñas como Badajoz vivieron una época de esplendor que quedaría truncada con el estallido de la Guerra de Restauración portuguesa (1640-1668) que supuso la definitiva separación de ambos reinos y que marcó la decadencia de Extremadura en los siglos posteriores.

#### SiglosXVIIyXVIII

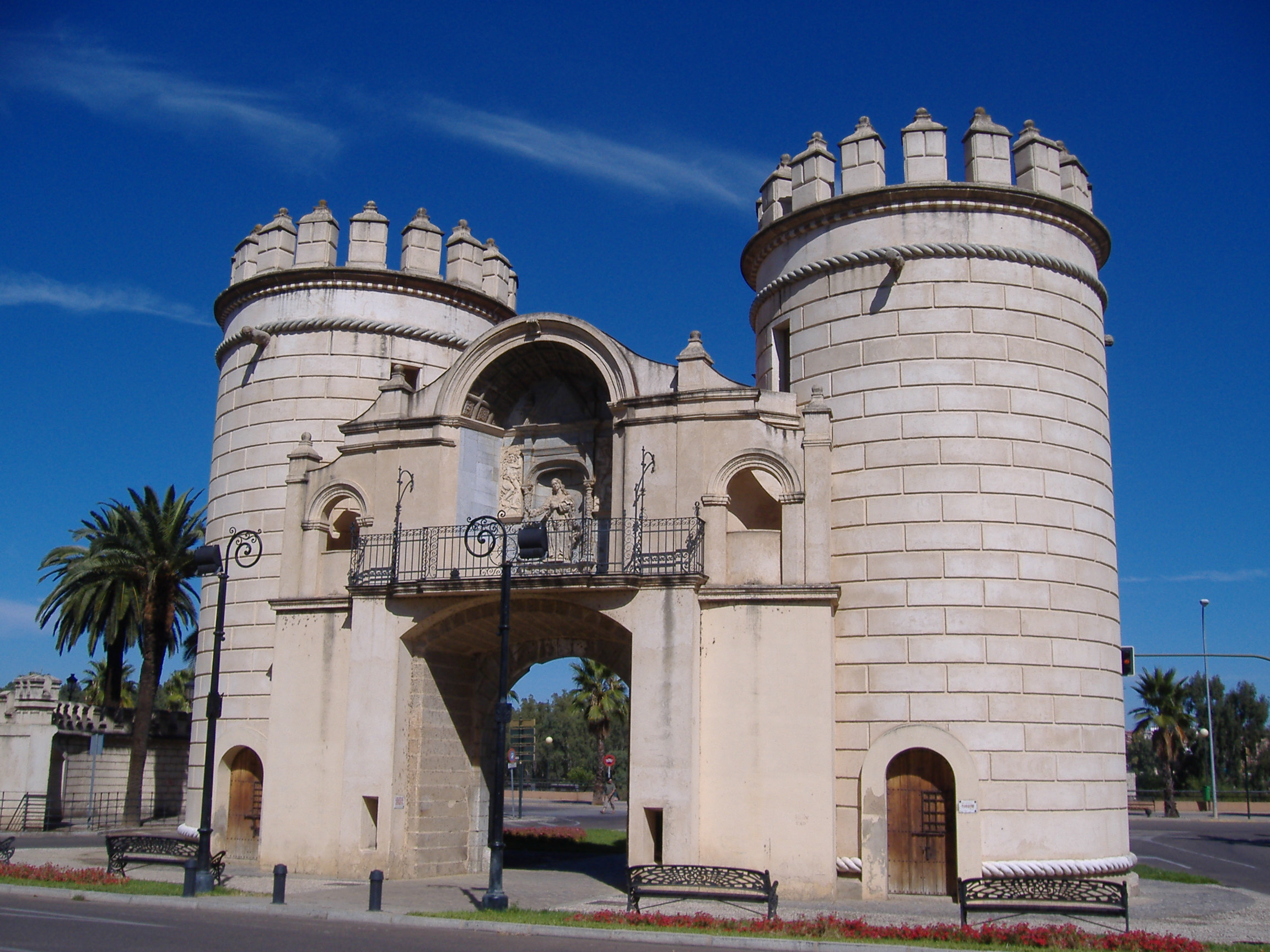
Puerta de Palmas, Badajoz

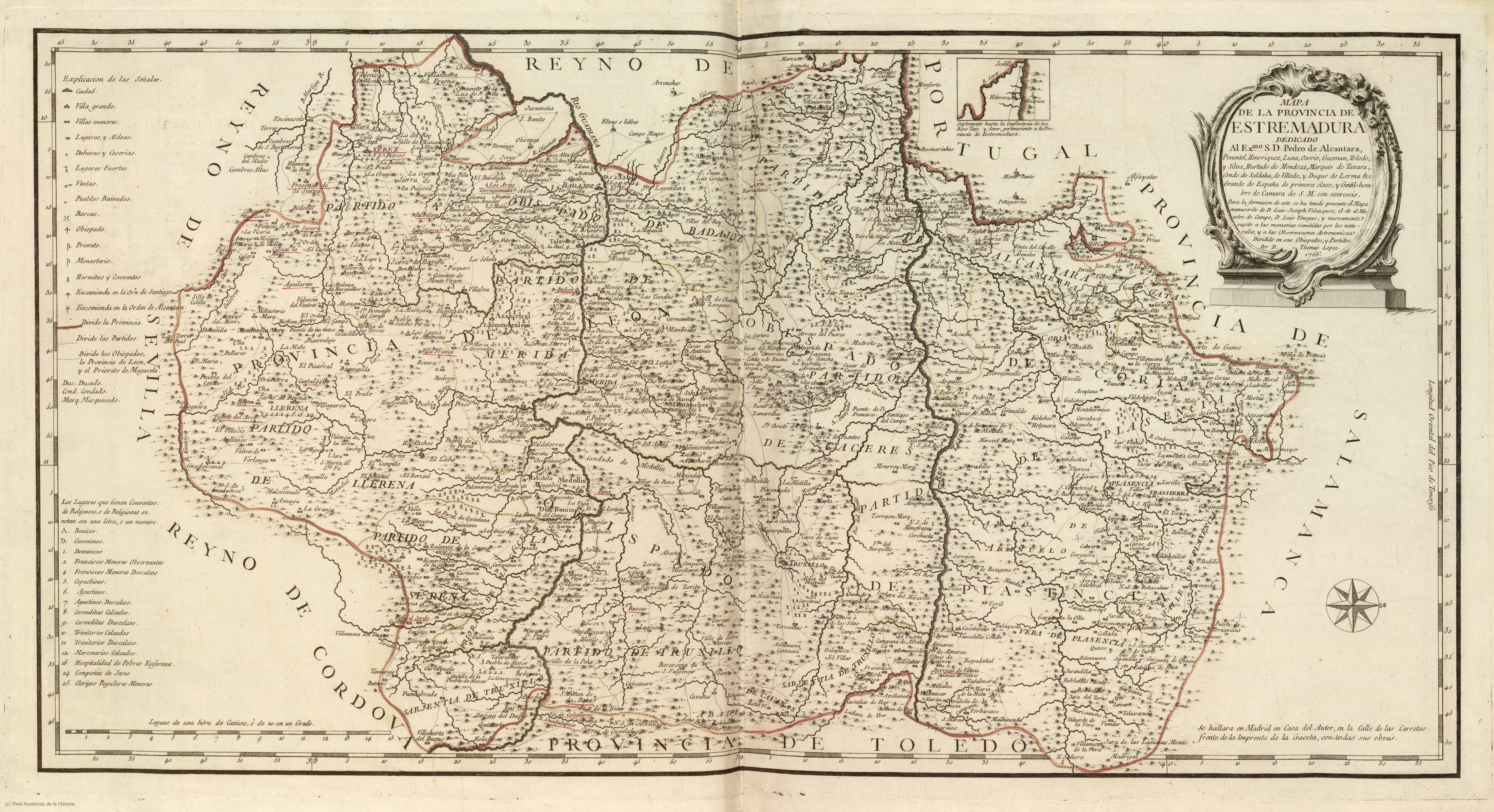
Mapa de la «provincia de Estremadura» en 1766 (orientado con el norte a la derecha)

La guerra de 1640 fue el inicio de una sucesión trágica de guerras devastadoras para Extremadura que no acabó hasta la finalización de las guerras napoleónicas a principios del siglo XIX. La llamada Guerra de Restauración portuguesa —Guerra da Restauração, en portugués— mantenida con Portugal desde 1640 hasta 1668, transformó a Extremadura de una manera determinante y marcó su destino hasta tiempos muy recientes. La prepotencia de la nobleza española trató a Portugal, su vasto imperio, su singular cultura y su importancia naval y comercial, como un territorio más de un imperio por otra parte difícilmente gobernable en muchos aspectos, por lo complejo y extenso, durante el periodo en el que Portugal formó parte de la Monarquía Hispánica —1580 a 1640—, desde el reinado de Felipe II, hasta el de Felipe IV.

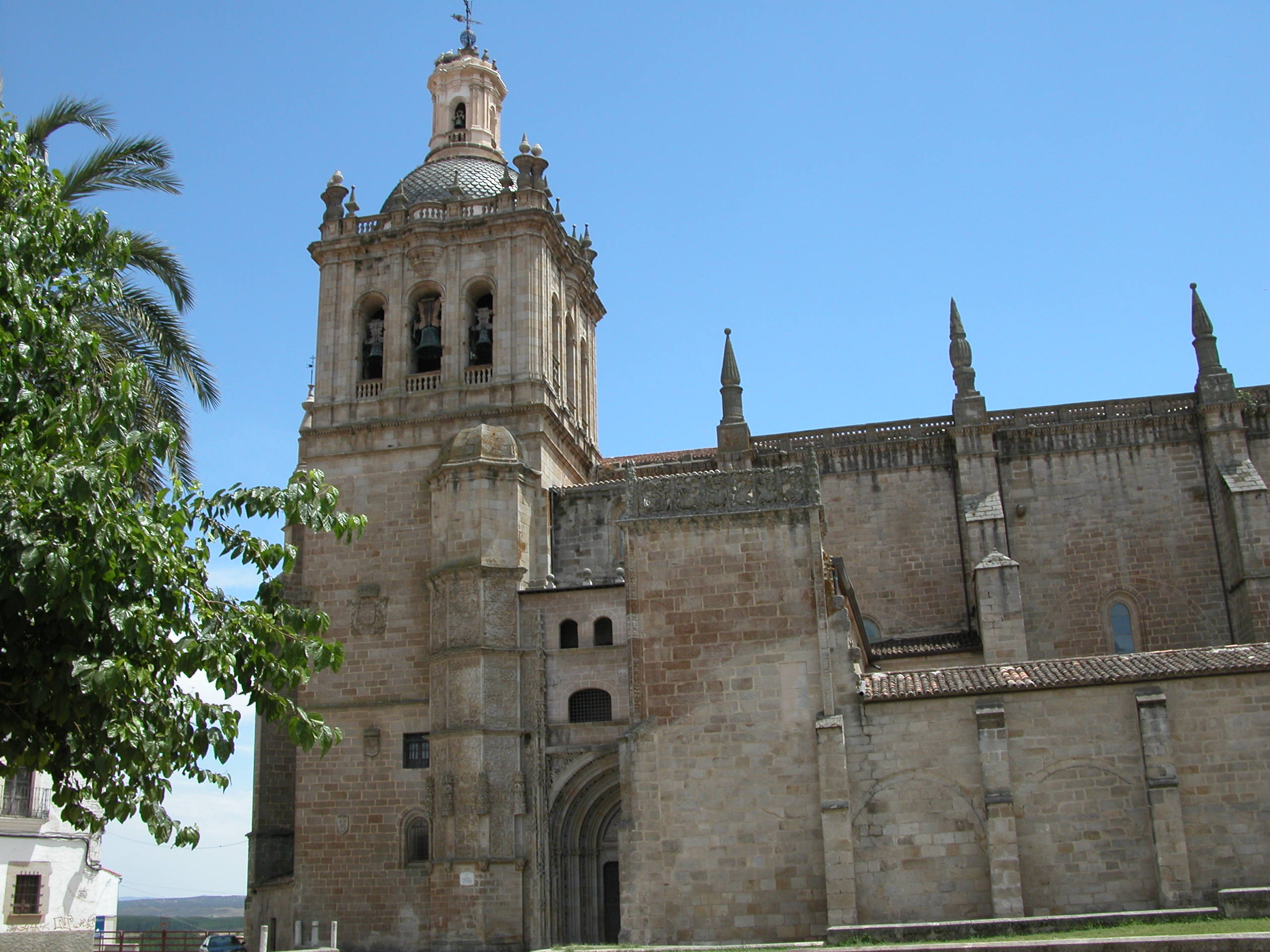
Catedral de Coria, con partes de estilo gótico, renacentista y barroco (siglos -)

La guerra con Portugal transformó las ciudades y los pueblos extremeños de una manera notable, que sufrieron una gran despoblación y abandono de tierras de labor. Las continuas escaramuzas por la frontera y el asentamiento casi durante treinta años de los soldados en las poblaciones extremeñas provocó una crisis que se acrecentó tras el final de la guerra, al convertirse este territorio de nuevo en la «Extremadura». Otra vez territorio de frontera, con un imperio muy poderoso como vecino y con un continuo recelo tras el largo período de hostilidades.
En 1653 se pusieron a la venta dos votos en las Cortes. Uno lo compró Galicia y otro, por iniciativa de la ciudad de Plasencia, lo compraría Extremadura, por valor de 80 000 ducados. Las ciudades de Plasencia, Badajoz, Mérida y Trujillo y las villas de Cáceres y Alcántara se unieron para comprar dicho voto.
No habían pasado treinta y cinco años del final de la guerra con Portugal y España se vio envuelta en la guerra de sucesión española (1702-1713), que acabó de arruinar Extremadura, con la práctica destrucción de Badajoz a manos austriacas y la de los pueblos del valle del Tajo y del Guadiana. A efectos transfronterizos, fue una nueva guerra con Portugal, que vino a abrir aún más la brecha que separa a ambos países. Buena prueba de ello es la destrucción por parte de los españoles del puente de Ajuda en 1709, cuyas ruinas han sido durante siglos la expresión material del desencuentro ibérico.

### Edad Contemporánea

#### SigloXIX

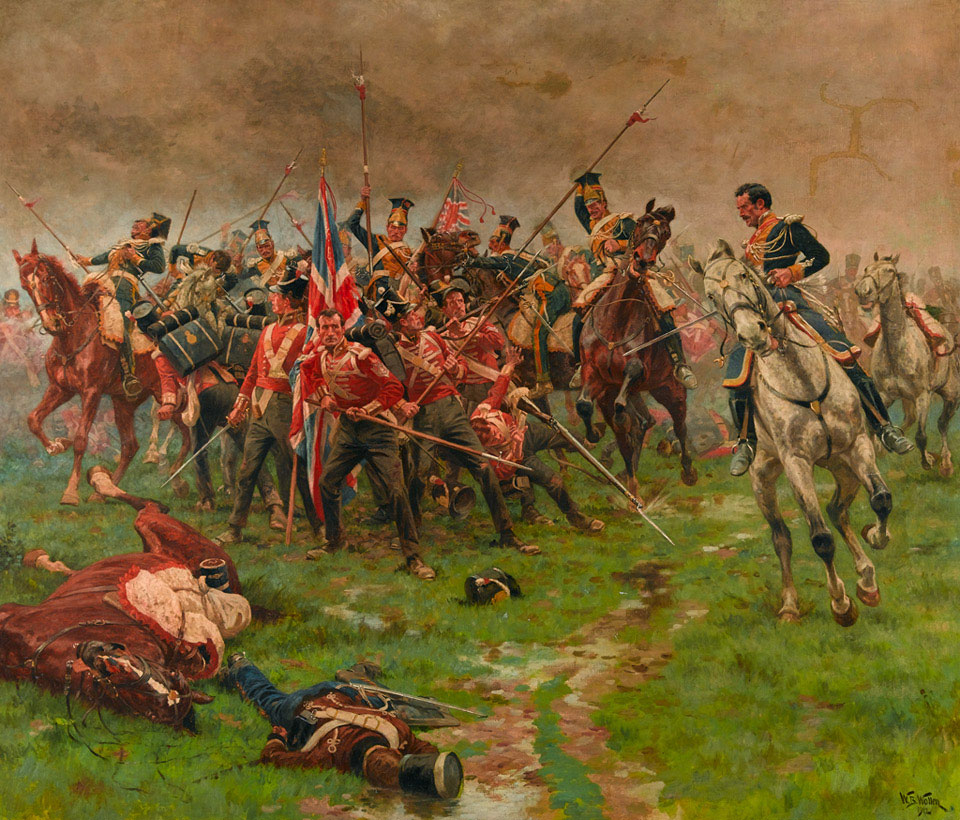
Soldados británicos en la Batalla de La Albuera, el 16 de mayo de 1811. Pintura al óleo de William Barnes Wollen (1912)

Durante la guerra de la Independencia española (1808-1814), Extremadura registró un nuevo periodo de convulsiones y penurias al estar situada en una encrucijada estratégica por la que pugnaron las tropas ocupantes francesas y las nacionales, ayudadas por el ejército inglés al mando del duque de Wellington. Durante este periodo, la guerra y las hambrunas contribuyeron aún más a la despoblación de la región. A modo de ejemplo, durante el verano de 1809 se produjo en la localidad de Hoyos la ejecución de Juan Álvarez de Castro, obispo de Coria, a manos de las tropas francesas mandadas por el mariscal Soult.
En 1810, los franceses dividieron la provincia brevemente en las prefecturas de Cáceres y Mérida, antecedentes de las actuales provincias. En 1822 se produjo la división definitiva en provincia de Cáceres y provincia de Badajoz. La reforma administrativa de 1833 impulsada por el ministro Javier de Burgos fijó definitivamente las capitales provinciales, no sin ciertas resistencias por parte de Plasencia y Mérida.

#### SigloXX
El pensador y médico Antonio Elviro es considerado el padre del regionalismo extremeño, y en lengua extremeña escribieron obras Luis Chamizo y José María Gabriel y Galán.
El 25 de marzo de 1936 se produce la llamada Rebelión campesina en la que más de 85000 yunteros ocuparon pacíficamente unas 250000 hectáreas de tierra. Cuando en julio comenzó la Guerra Civil se llevó a cabo la masacre de Badajoz entre el 14 y 15 de agosto en la que 4.000 personas, un 10% de la población pacense, fueron asesinadas en represalias por ello por órdenes del coronel Juan Yagüe, popularmente conocido como el carnicero de Badajoz.

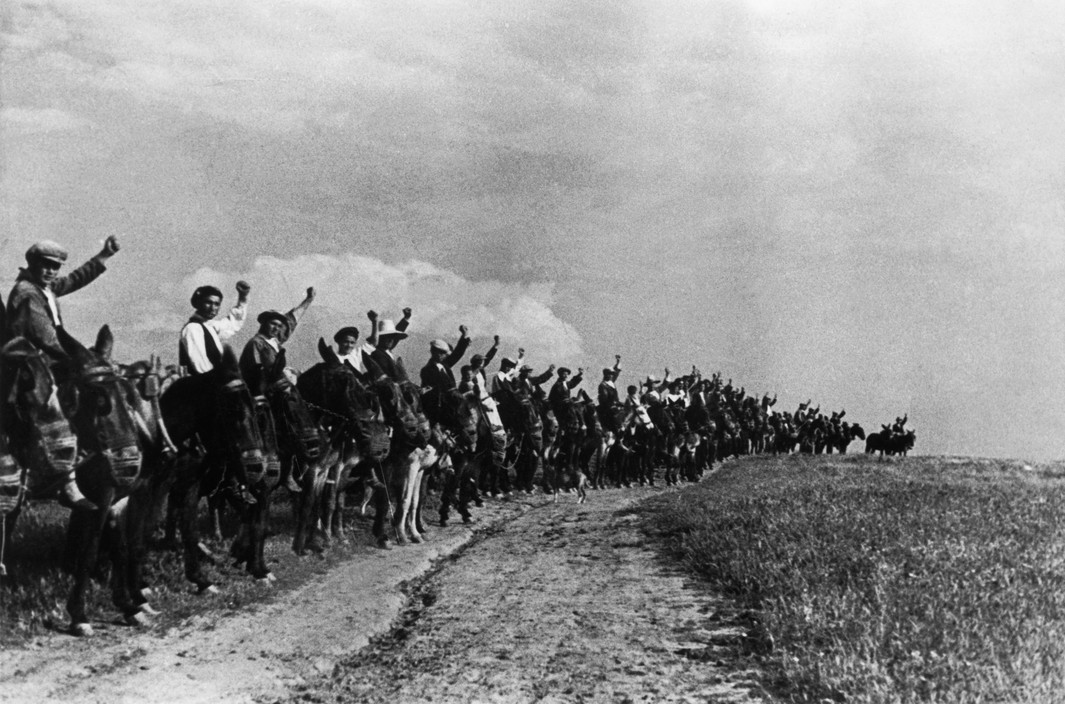
Campesinos extremeños con el puño en alto (1936)

La segunda mitad del siglo XX estuvo marcado por otra sangría, la demográfica, en la región, coincidiendo con el llamado milagro económico español (1959-1973). Se calcula que más de 800 000 personas abandonaron Extremadura para buscar una mayor prosperidad en otras regiones españolas, como País Vasco, Madrid o Cataluña y en otros países como Francia, Alemania u Países Bajos.

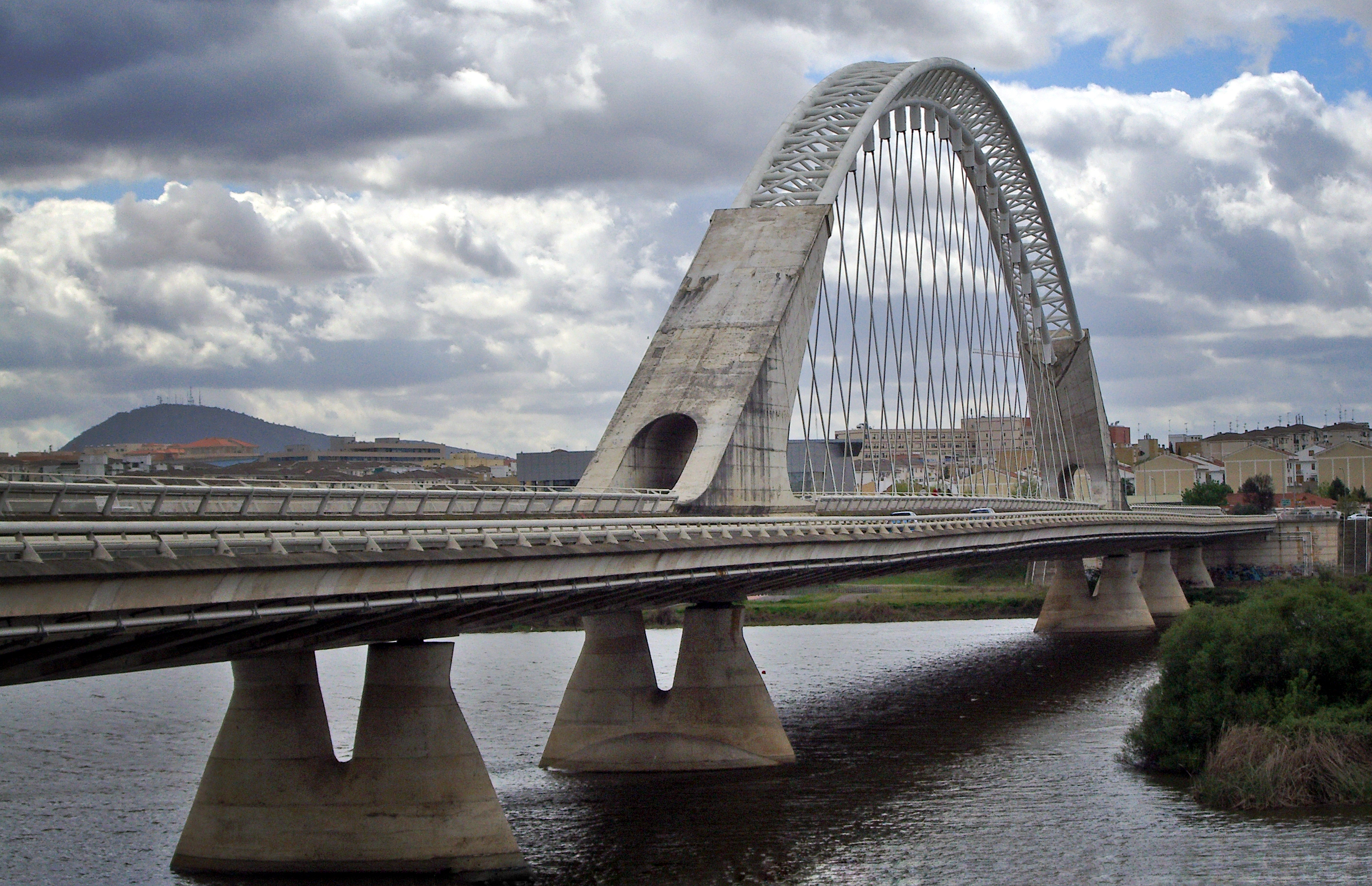
Puente Lusitania, diseñado por Santiago Calatrava, atraviesa el río Guadiana en Mérida

El 26 de febrero de 1983 se promulgó el estatuto de autonomía de Extremadura mediante la Ley Orgánica 1/83 de 25 de febrero, por lo que Extremadura se convirtió en una comunidad autónoma. Su capital es Mérida, reconocida por el Estatuto de Autonomía y el Estatuto de Capitalidad como sede de la Junta de Extremadura.
El 8 de mayo de 1983 se celebraron las primeras elecciones a la Asamblea de Extremadura con victoria por mayoría absoluta del PSOE que obtuvo el 53,34 % de los votos y 35 diputados. El 8 de junio de 1983 fue nombrado presidente de la Junta de Extremadura Juan Carlos Rodríguez Ibarra, primer presidente del Ejecutivo Autonómico. El 8 de septiembre de 1985 se celebró el primer Día de Extremadura en Guadalupe tras su designación institucional. El 23 de noviembre de 1986 Cáceres fue nombrada ciudad Patrimonio de la Humanidad por la Unesco y Tercer Conjunto Monumental de Europa por el Consejo de Europa.
El 26 de mayo de 1991 se celebraron elecciones a la Asamblea de Extremadura con victoria del PSOE con 39 escaños. El 31 de diciembre de 1994 se declaró, mediante la Ley 40/1994, de 30 de diciembre, la paralización definitiva del proyecto de construcción de la Central Nuclear de Valdecaballeros. La reclamación ciudadana de esta paralización es considerado como uno de los primeros símbolos de la identidad regional. El 28 de mayo de 1995 nuevas elecciones a la Asamblea de Extremadura, en las que el PSOE, con 31 escaños, obtuvo una mayoría minoritaria que le permitió gobernar en solitario durante toda la legislatura.
El 25 de febrero de 1998 se celebró el debate de Política General en la Asamblea de Extremadura, en el que el presidente de la Junta Juan Carlos Rodríguez Ibarra lanzó su proyecto de atrochar en el modelo de desarrollo y lanzarse a la conquista de la sociedad de la información, anunciando la incorporación del ordenador en las aulas educativas como medida estratégica general. El 21 de junio de 1999, al constituirse el Consejo de Gobierno, se creó la Consejería de Educación, Ciencia y Tecnología, primera con esa denominación en España, que asumió las competencias de nueva creación relativas a Sociedad de la Información.

#### SigloXXI

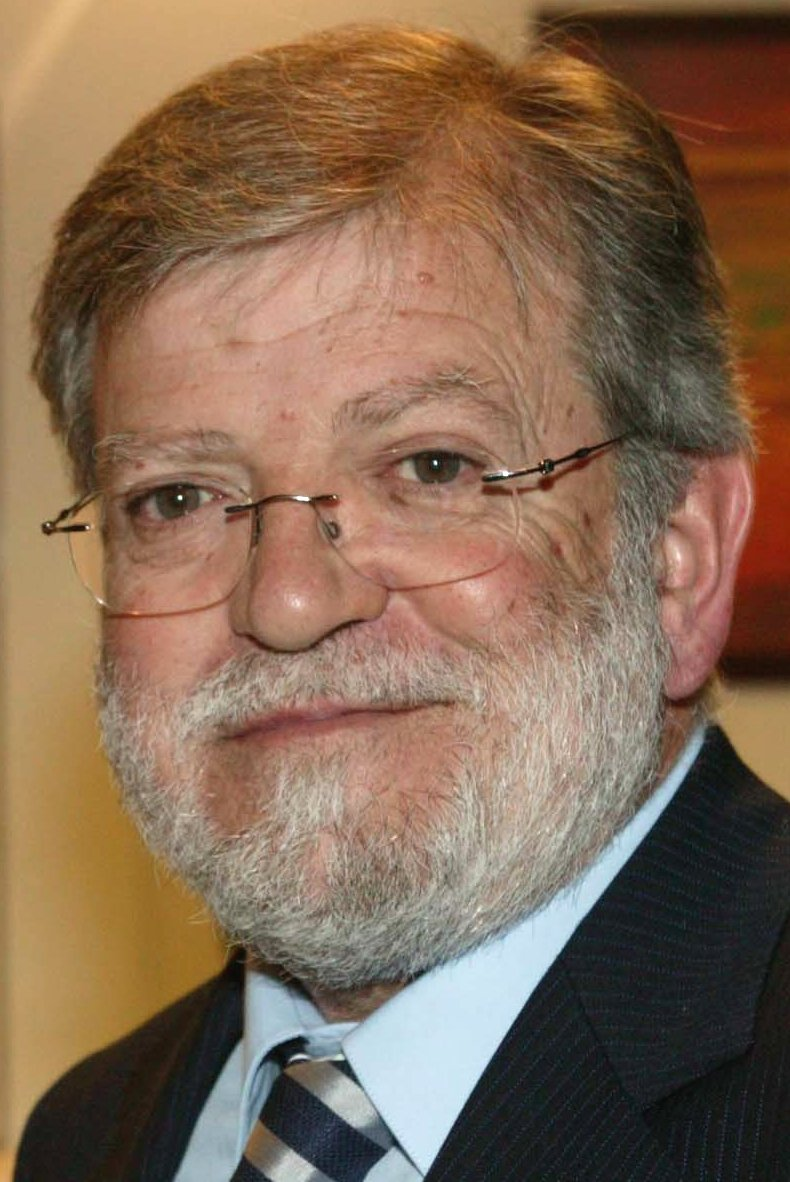
Juan Carlos Rodríguez Ibarra, presidente de la Junta de Extremadura desde 1982 a 2007

El 25 de mayo de 2003 se celebraron elecciones a la Asamblea de Extremadura, en las que el PSOE amplió su mayoría absoluta obteniendo 36 escaños. El 31 de julio de 2004 el presidente del Gobierno José Luis Rodríguez Zapatero dio a conocer en Mérida el «Plan Especial de Dinamización Económica y Empleo para Extremadura». El 1 de diciembre de 2005, tras algo menos de un año de trabajos preparatorios, se iniciaron las emisiones de la televisión y la radio públicas autonómicas de Extremadura, Canal Extremadura TV y Canal Extremadura Radio, unos medios de comunicación de titularidad pública que apuestan por un modelo de explotación diferente y que son los de menor presupuesto, con enorme diferencia, del panorama de entes públicos españoles. 
El 19 de septiembre de 2006, tras veintitrés años siendo presidente de la Junta de Extremadura, Juan Carlos Rodríguez Ibarra anunció la decisión de no volver a presentarse a las elecciones a la Junta como candidato.
El 18 de agosto de 2018 se celebró por primera vez el Día de las Lenguas de Extremadura.

## Geografía
La superficie de Extremadura es de 41 633 km² lo que la sitúa como la quinta comunidad autónoma de España por superficie. Sus dos provincias son las de mayor superficie en España. Limita al norte con las provincias de Salamanca y Ávila (Castilla y León), al sur con Huelva, Sevilla y Córdoba (Andalucía); al este, con Toledo y Ciudad Real (Castilla-La Mancha) y al oeste, con Portugal.

### Relieve

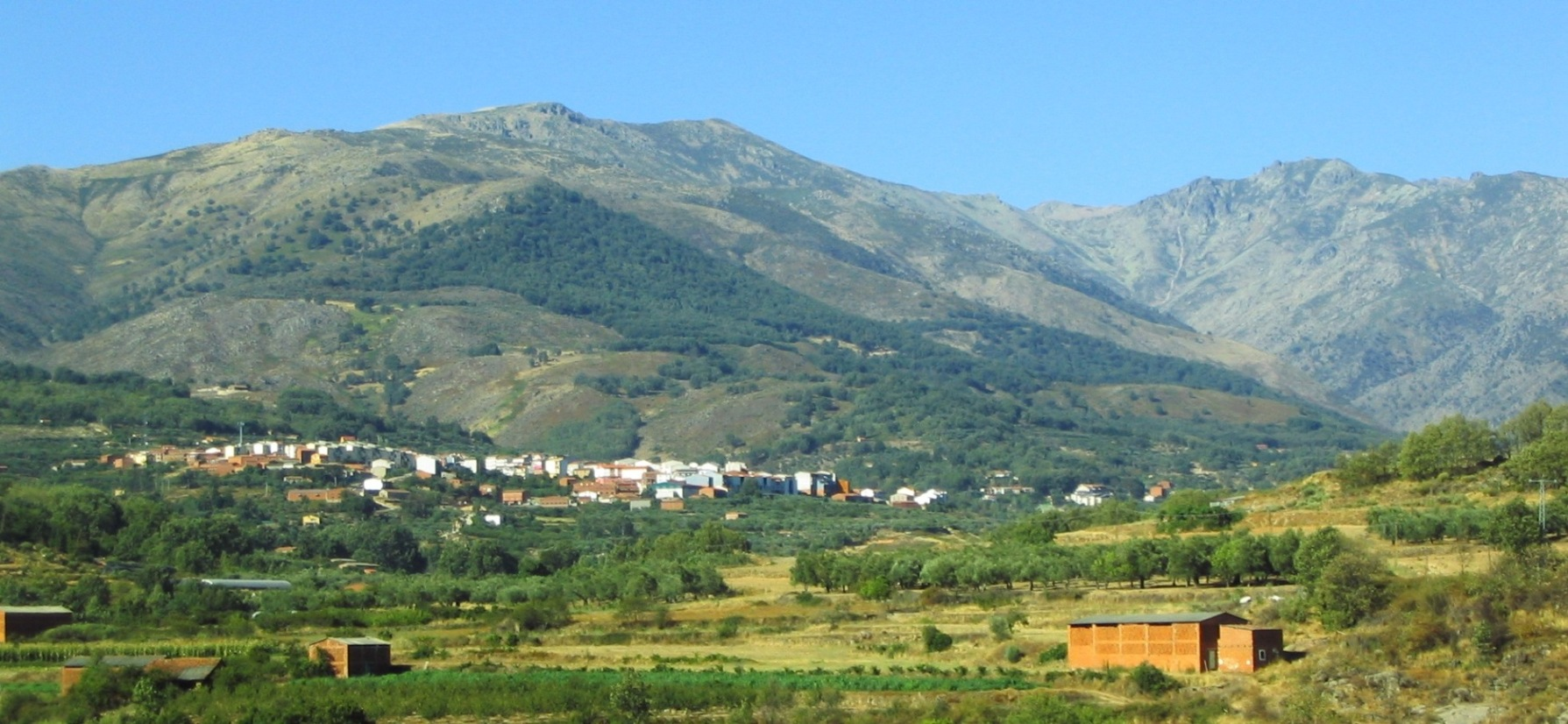
Sierra de Gredos en su vertiente extremeña

Extremadura reparte su territorio entre dos grandes cuencas hidrográficas, la del Tajo (Cáceres) y la del Guadiana (Badajoz) y tres cadenas montañosas paralelas: el sistema Central, los montes de Toledo y Sierra Morena. En la mayor parte de la región aflora el zócalo paleozoico aunque existen depresiones interiores más o menos grandes que acumulan arcillas y arenas del Terciario. La omnipresencia del granito y la pizarra obliga a los ríos a encajarse profundamente en el terreno. Las sierras interiores tienen un claro carácter apalachense, que es el tipo de relieve que predomina en las montañas de Extremadura.
A pesar de la aparente homogeneidad de su geografía Extremadura posee gran variedad ecológica. Las mayores elevaciones se encuentran en el sistema Central: Calvitero (2404 m), El Torreón (2401 m), Canchal de Ballesteros (2342 m), El Turmal (2338 m), La Nijarra (2214 m) todos ellos en el valle del Jerte, Peludillo (2250 m), Alto del Horco (2162 m), Mesas Altas (2070 m) y Peña Negra (1637 m). En los montes de Toledo de Las Villuercas se alcanzan los 1601 m con el pico Villuercas.

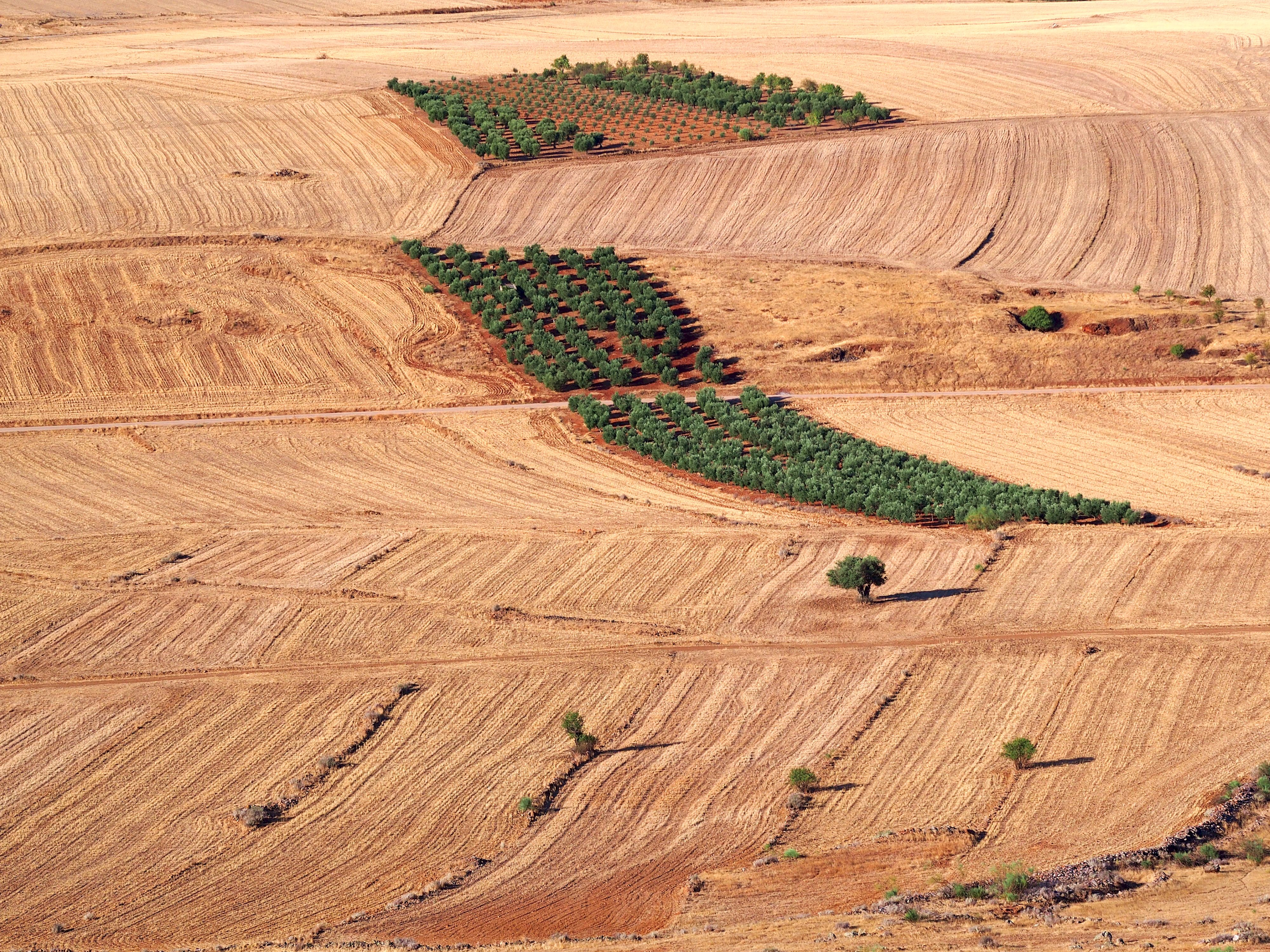
Campos de cultivo en Magacela

La mayor parte de las rocas del sistema Central se formaron durante el Carbonífero, en el seno de una antigua orogenia, la orogenia varisca o hercínica, posteriormente desmantelada durante el Pérmico y el Mesozoico. El relieve actual corresponde a la orogenia alpina. Se trata de un conjunto de fallas y bloques elevados y hundidos. En Extremadura se desarrollan las sierras y valles de la vertiente suroccidental: sierra de Gata, Las Hurdes, Montes de Tras la Sierra-Valle del Jerte, La Vera y la depresión del Tajo, con los valles del Tiétar, Alagón y Arrago. En este conjunto distinguimos cinco paisajes con personalidad propia: Gata, desde la sierra de Malvana en la frontera con Portugal hasta Las Hurdes. Las Hurdes, entre Puerto Viejo y el Alagón. El Alagón, entre Riomalo y el Puerto de Baños. El valle del Jerte, entre la sierra de Candelario y la sierra de Tormantos-Gredos. La Vera, entre la sierra de Tormantos y el Tiétar, es la vertiente sur de la sierra de Gredos.
Sobre el valle del Tajo se asientan una serie de cuencas sedimentarias, topográficamente más deprimidas que la penillanura y recubiertas por sedimentos por los ríos de la región. La más occidental es la de la vega de Moraleja, a los pies de la sierra de Gata y regado por el río Arrago a la altura de embalse de Borbollón. La vega de Coria-Galisteo se encuentra a continuación, sobre el río Alagón. Hacia el nordeste se encuentran las vegas de Granadilla, hoy ocupadas por el embalse de Gabriel y Galán. Por último se encuentran la cuenca del valle del Tiétar y Campo Arañuelo, la más grande, limitada por el escalón de La Vera y el propio Tajo, al sur de Gredos.
En el centro de la región aparece la penillanura, el zócalo paleozoico que es el soporte de todo el relieve. Se trata de una región llana, suavemente ondulada pero con los ríos profundamente encajados. En la penillanura central distinguimos dos sectores: los Llanos del Salor, al oeste sobre el curso del Tajo, y las Tierras de Cáceres y Trujillo en el centro a la izquierda del Tajo. Aparecen todos los tipos de formas de relieve sobre rocas metamórficas: berrocales, bolos, torres, rocas caballeras, tors, dorso de ballena, etc.

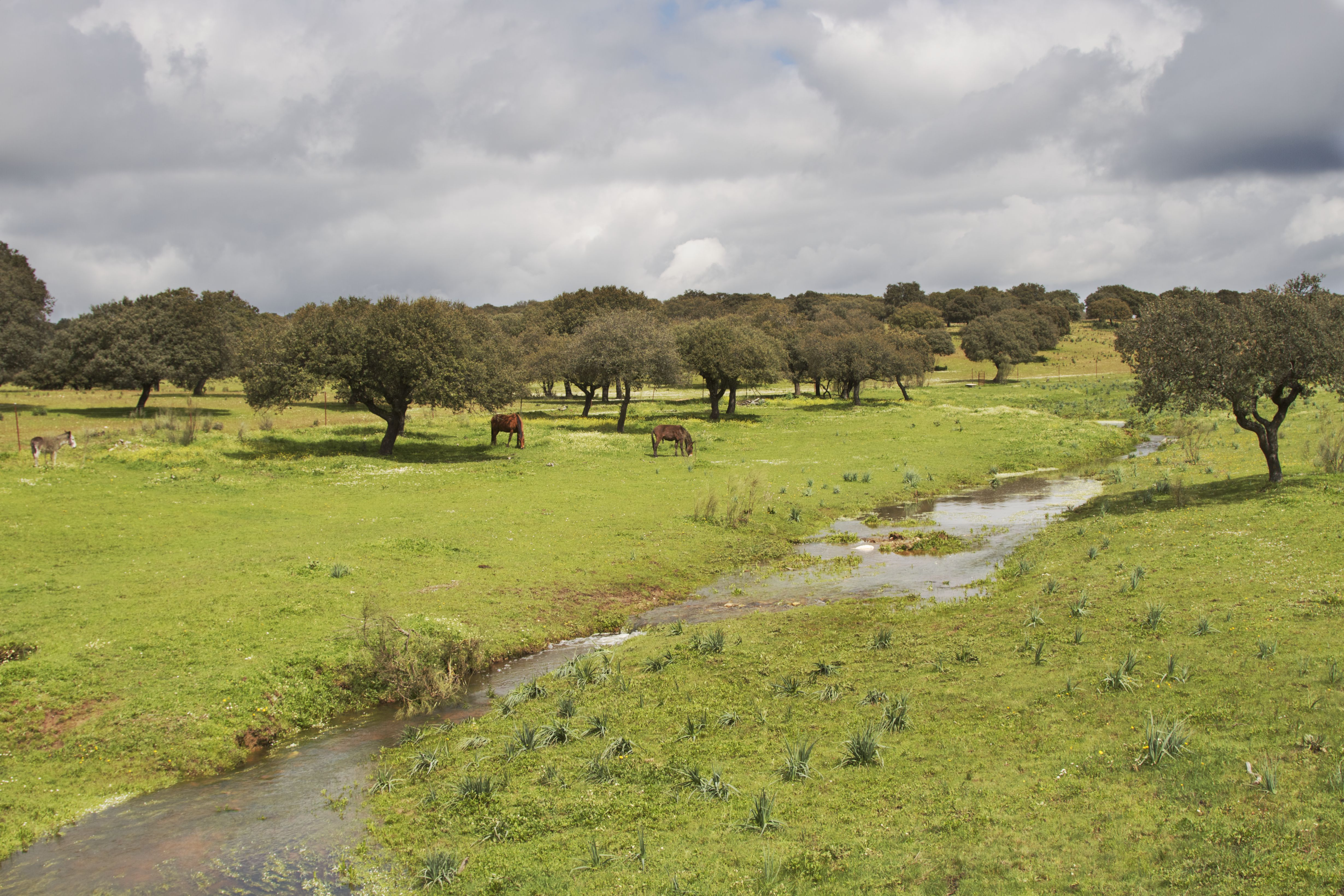
Riachuelo atravesando la dehesa

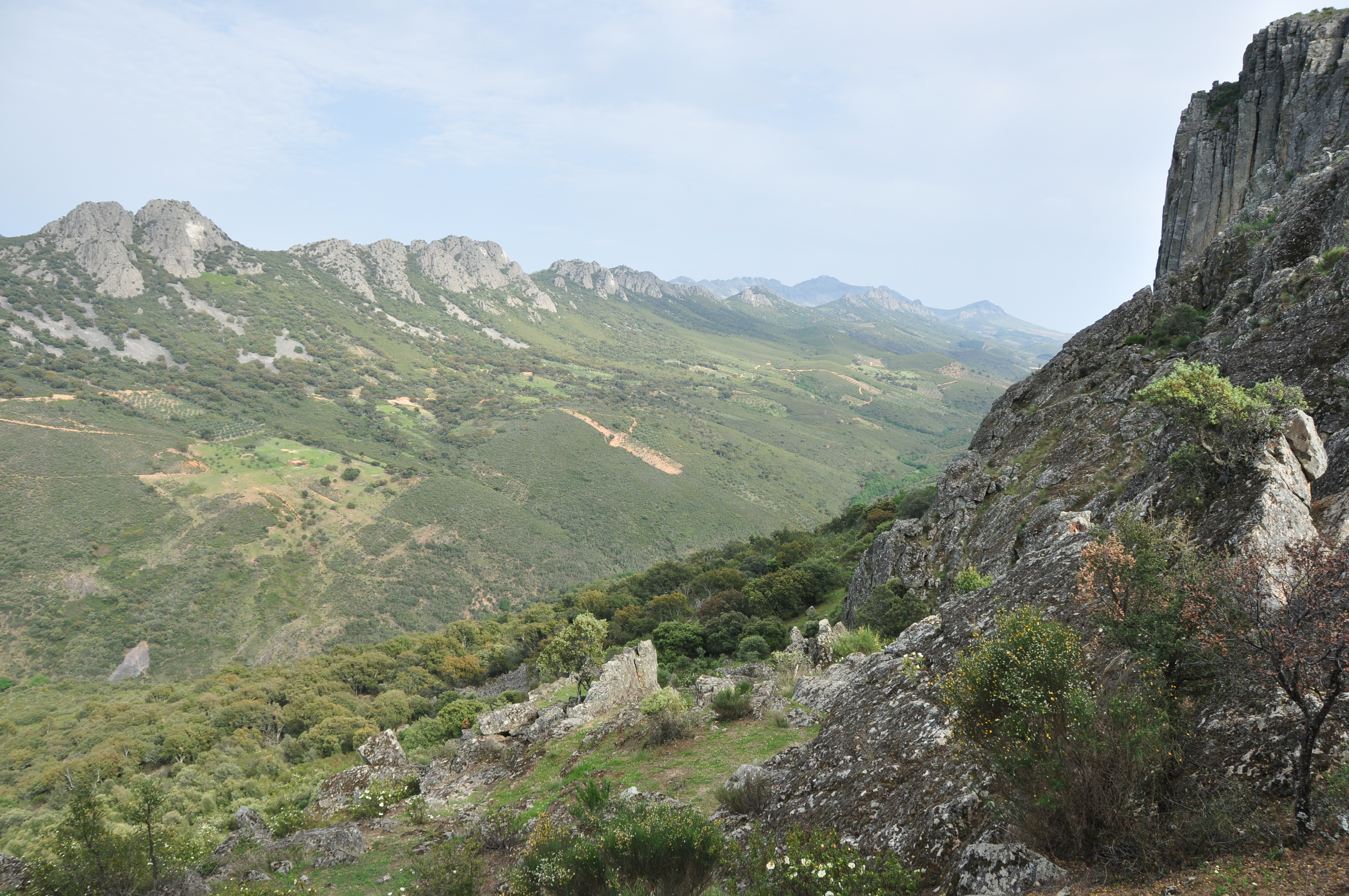
Sierra de las Villuercas

Las Sierras Centrales Extremeñas son, en realidad, las estribaciones más occidentales de los montes de Toledo. Hacen de divisoria entre el Tajo y el Guadiana. Se trata de antiguos pliegues que fueron recubiertos por sedimentos y más tarde exhumados de nuevo, por lo que forman un típico relieve apalachense. Distinguimos tres conjuntos: Las Villuercas, Montánchez y San Pedro. Las Villuercas están formados por una serie de sierras de dirección noroeste-sureste y que llegan hasta Monfragüe en el Tajo. Su límite oriental es la sierra de Altamira que hace de frontera con Toledo. Montánchez se sitúa en el centro de la región entre las sierras de Guadalupe y San Pedro. La sierra de San Pedro es la más occidental. Está formada por multitud de pequeñas sierras paralelas de altitudes similares. Montánchez y San Pedro tienen una dirección general de este a oeste.
Sobre el valle del Guadiana se asientan una serie de depresiones recubiertas de sedimentos, pero que tienen mayor continuidad y extensión que en el Tajo. Las Vegas del Guadiana, en torno a Mérida, en las que se distinguen la Vega Alta, en torno a Don Benito y la Vega Baja, entre Mérida y Badajoz. Hacia Portugal aparece de nuevo la penillanura, el Guadiana adopta una dirección norte-sur y las vegas se prologan por los Llanos de Olivenza.
La penillanura vuelve a cobrar protagonismo en el sur de la región. Vuelve a ser una región llana, suavemente ondulada pero con los ríos profundamente encajados, pero con pequeñas depresiones colmatadas por arcillas y arenas, y pequeñas sierras de tipo apalachense. Se distinguen tres comarcas: Tierra de Barros, un sector ligeramente deprimido recubierto de arcillas en torno a Almendralejo; La Serena, entre el río Zújar y el río Guadamez, un amplio glacis que pone en contacto la penillanura extremeña con la manchega y el valle de Alcudia; y Sierra Morena, una flexión de la penillanura que da paso al valle del Guadalquivir, en donde resaltan múltiples sierras de escasa altitud.

#### Sistemas montañosos
Al norte de la comunidad se alzan las sierras del sistema Central, con la sierra de Gredos, sierra de Béjar donde Extremadura alcanza su mayor altitud en el Calvitero con 2405 m y la sierra de Gata que la separan de la meseta norte castellana. En el centro se encuentran, de este a oeste, la sierra de las Villuercas, la sierra de Montánchez y la sierra de San Pedro, que forman parte de los montes de Toledo. Al sur se eleva Sierra Morena que separa Extremadura de Andalucía.

### Hidrografía

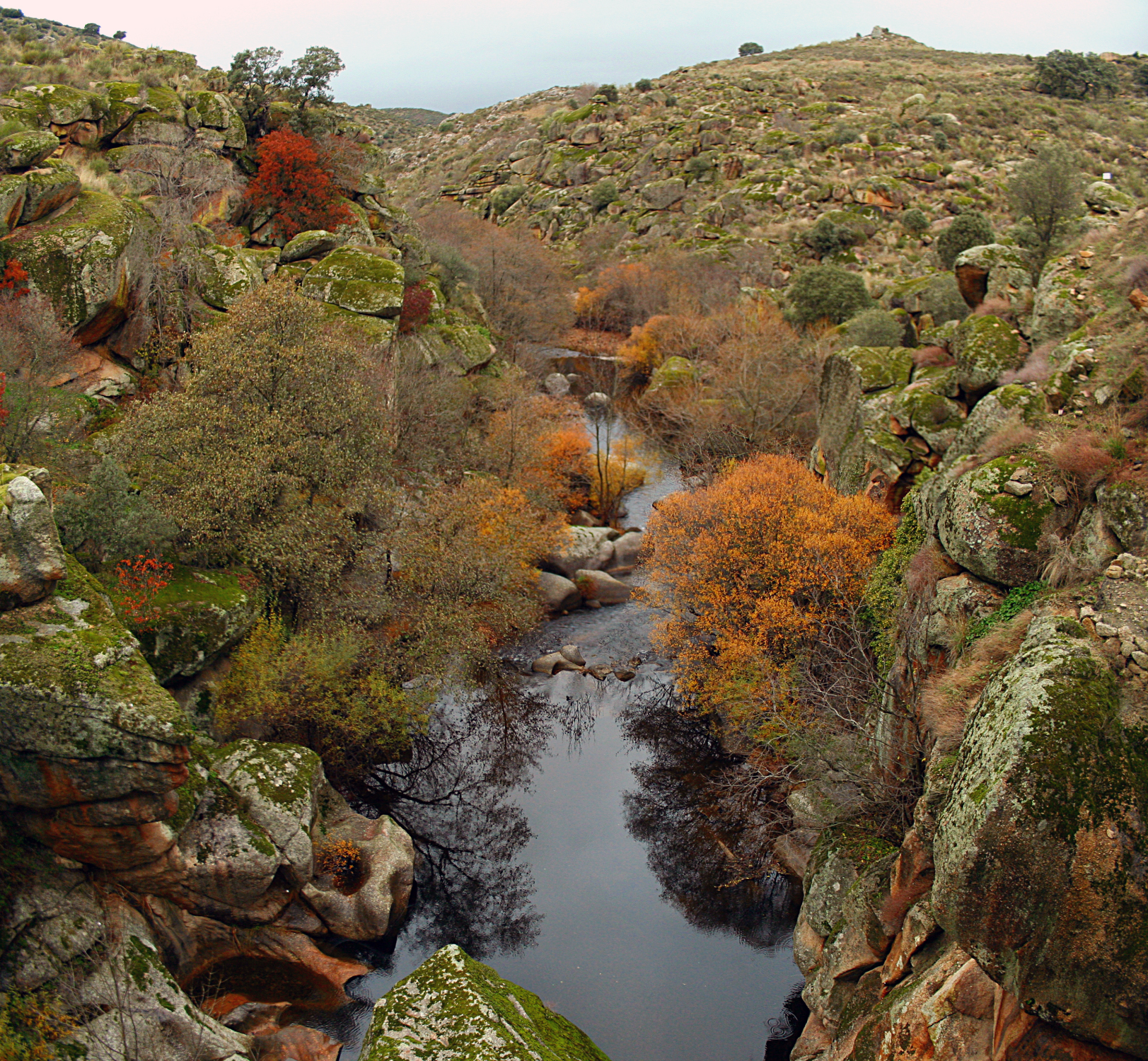
Río Ibor a su paso por la localidad cacereña de Bohonal de Ibor

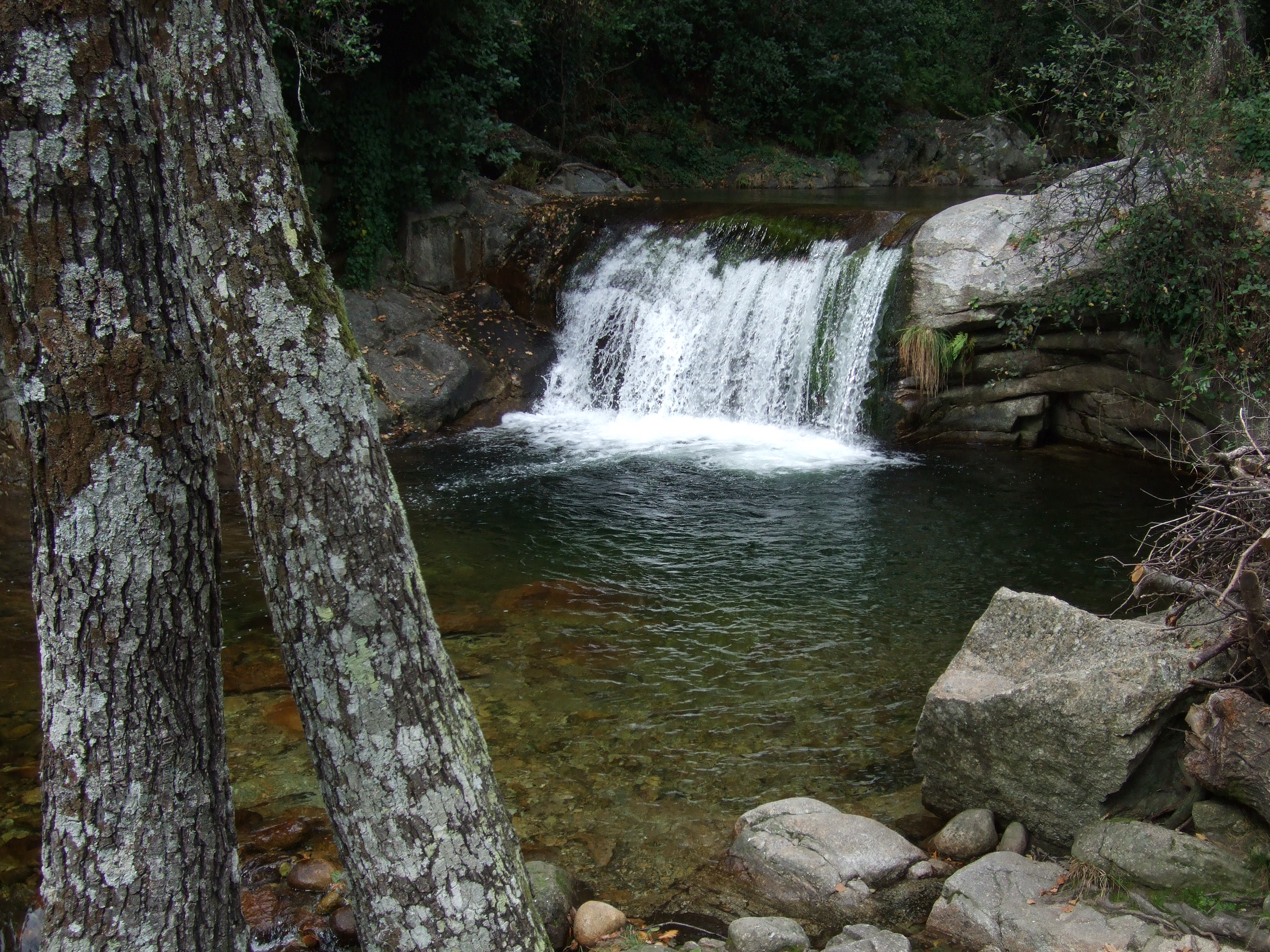
Garganta Mayor de Garganta la Olla, en la sierra de Tormantos

Extremadura reparte sus aguas entre dos grandes cuencas hidrográficas, la del Tajo y la del Guadiana, se estructura en torno a dos ríos que nacen fuera de la región.
Todos los ríos extremeños son ríos mediterráneos con un fuerte estiaje en verano, un máximo en primavera, un máximo secundario en otoño y un mínimo secundario en invierno. Son ríos de alimentación pluvionival. Una de las características más destacables de los ríos extremeños es que a lo largo de la mayor parte de su curso se encuentran numerosos embalses. Frecuentemente la cola de uno se encuentra a poca distancia de la presa de otro. Son embalses tanto para regadío como para producción hidroeléctrica. Los canales para regadío son muy son modernos ya que la mayoría aparecen en los años de implantación del Plan Badajoz. Extremadura no es tierra de lagos, los pocos que existen son de carácter endorreico y muy pequeños, sin embargo en las numerosas dehesas de Extremadura existen innumerables charcas artificiales, que forman humedales más o menos grandes excavados en diversas partes de la dehesa para retener el agua de lluvia, y que hoy en día se han convertido en zonas húmedas de importancia.

#### Cuenca del Tajo
El río Tajo es el que estructura Cáceres. Nace en los Montes Universales, en la provincia de Teruel, y desemboca en Lisboa. Entra en Cáceres tras pasar por El Puente del Arzobispo y forma frontera entre las provincias de Toledo y Cáceres hasta llegar a la cola del embalse de Valdecañas. El río se encaja profundamente en la penillanura lo que facilita la construcción de embalses. En la actualidad desde que se hace extremeño se encuentra, prácticamente, embalsado hasta Alcántara. Debido a este profundo encajamiento no se han asentado en sus orillas grandes poblaciones, siendo la más emblemática la villa de Alcántara. Aguas abajo hace de frontera con Portugal y abandona definitivamente España tras el embalse de Cedillo. En Extremadura el Tajo recibe alguno de sus principales afluentes. Los principales afluentes por la derecha son:
- El río Tiétar, que nace en las estribaciones occidentales de la sierra de Gredos, al oeste de Peña Cenicientos (Ávila-Madrid). Entra encajado en Cáceres tras el embalse de Rosarito y recoge las aguas de La Vera y el Campo Arañuelo. Se trata de múltiples afluentes, tanto por la derecha como por la izquierda en cuyos márgenes se encuentran las principales poblaciones. Desemboca en el Tajo entregando las aguas en la cola del embalse de Alcántara, poco más abajo de la presa de Torrejón, en el parque nacional de Monfragüe.

- El río Alagón nace en la sierra de Herreros, en plena penillanura salmantina, tributaria del Duero. También sus principales afluentes tienen su cabecera en territorios robados al Duero. Entra en Extremadura muy encajado por Las Hurdes y así continúa hasta llegar a Coria, en Cáceres. Desemboca en el Tajo muy cerca del embalse de Alcántara. Tiene importantes afluentes, por la derecha el río Hurdano, el río Los Ángeles y el río Arrago; y por la izquierda el río Caparra, y el río Jerte un río que sorprende por su trazado rectilíneo entre Plasencia y el Puerto de Tornavacas, que da paso a Ávila.

Los principales afluentes por la izquierda son de mucha menor entidad, ya que nacen en las Sierras Centrales Extremeñas. Los principales son el río Gualija, el río Ibor, el río Almonte y el río Salor. De todos ellos solo el Almonte tiene una cuenca hidrográfica de cierta entidad. Recoge las aguas de las Tierra de Cáceres y recibe por la izquierda afluentes como el río Tozo y el río Tamuja. Se trata de un río encajado en la penillanura. El embalse de Alcántara ejerce su influencia hasta su curso medio.

#### Cuenca del Guadiana

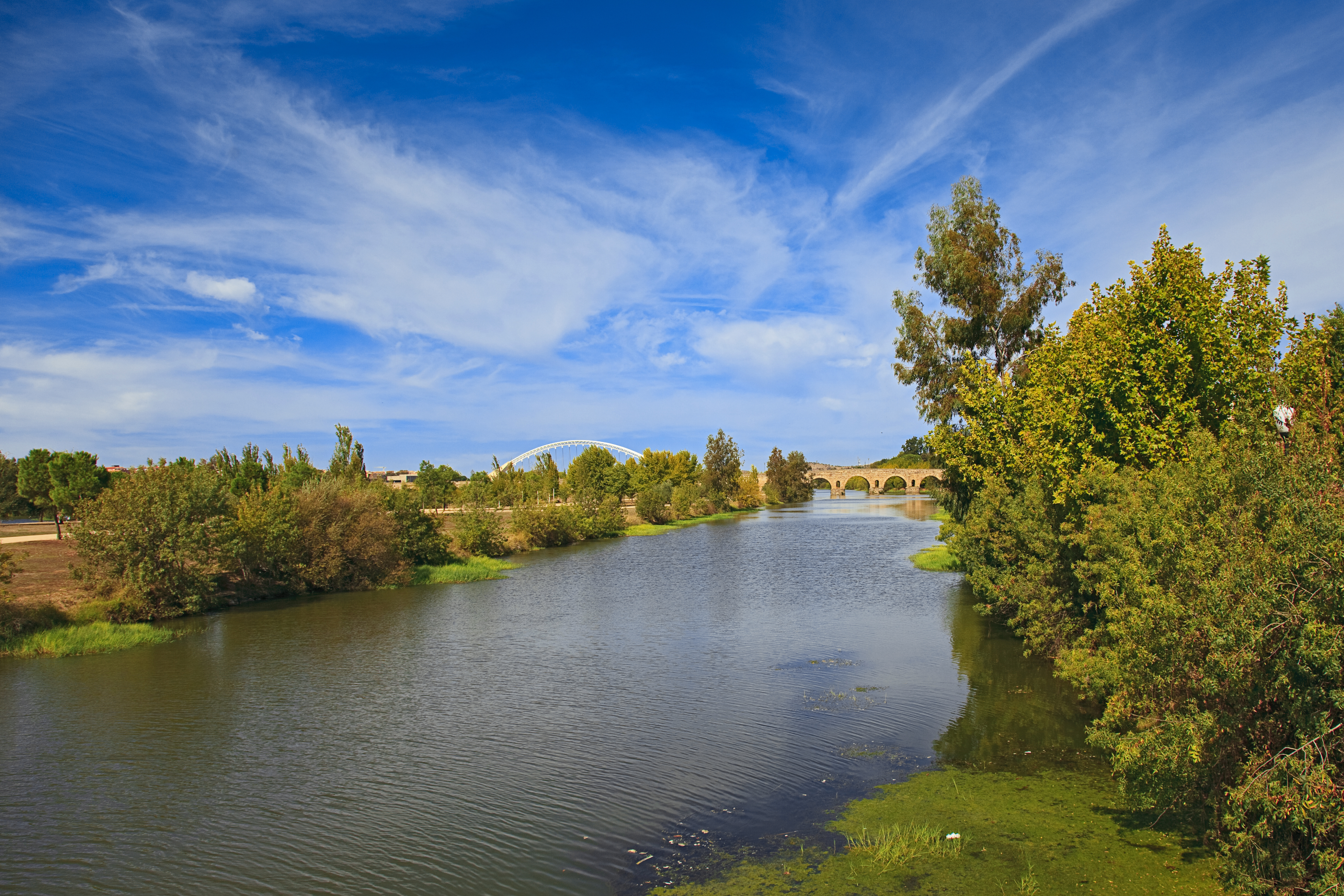
El río Guadiana en Mérida

El río Guadiana es el que estructura Badajoz. Nace en los manantiales de Pinilla, en Albacete y desemboca en un gran estuario en Ayamonte, en la provincia de Huelva, haciendo frontera con Portugal. Entra en Badajoz por el Estrecho de las Hoces, en la sierra de La Umbría, y a su salida se encuentra ya embalsado. Discurre por las Vegas Altas y por la Tierras de Mérida-Vegas Bajas del Guadiana, por lo que en sus orillas hay importantes poblaciones, como Villanueva de la Serena, Don Benito, Mérida y Badajoz. Tras pasar Badajoz hace de frontera entre España y Portugal y hasta que abandona definitivamente Extremadura después de regar los llanos de Olivenza. Los afluentes del Guadiana son mucho más numerosos, pero más cortos y menos caudalosos.
Por la derecha destacan: el río Estena, el río Estenilla, el río Guadarranque, el río Guadalupejo y su afluente por la derecha el río Silvadillos que riegan Las Villuercas, el río Gargáligas y sus afluentes por la izquierda río Cubilar y por la derecha el río Ruecas y el río Alcollarín, el río Aljucén y el río Gévora. Toda esta zona está regada por dos importantes canales el canal de Orellana y el canal de Montijo.

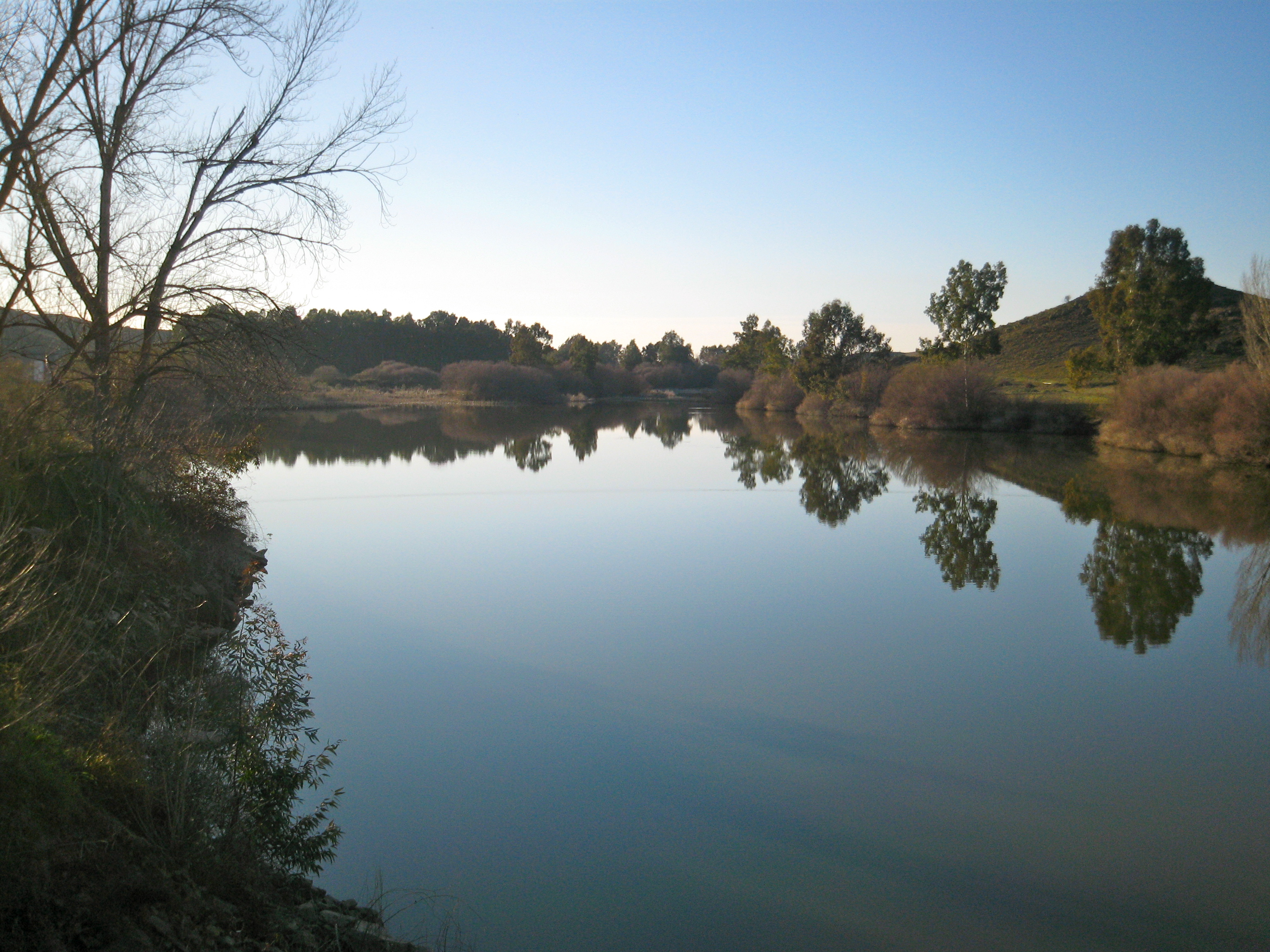
Río Zújar

Por la izquierda destacan: el río Zújar y sus afluentes por la derecha el río Guadalmez que recibe las aguas del río Alcudia, el río Guadamez, el río Matachel, el río Guadajira, el río Olivenza y el río Alcarrache. También la margen izquierda está regada por dos importantes canales, el canal del Zújar y el canal de Lobón. El afluente más importante es el Zújar, que nace cerca de la Granja de Torrehermosa, en Badajoz y recoge las aguas de Los Pedroches y el valle de Alcudia.

#### Cuenca del Guadalquivir
La vertiente meridional de Sierra Morena entrega sus aguas al río Guadalquivir. En Extremadura se encuentran las cabeceras de algunos de sus afluentes como el río Bencébar y el río Viar.

### Clima

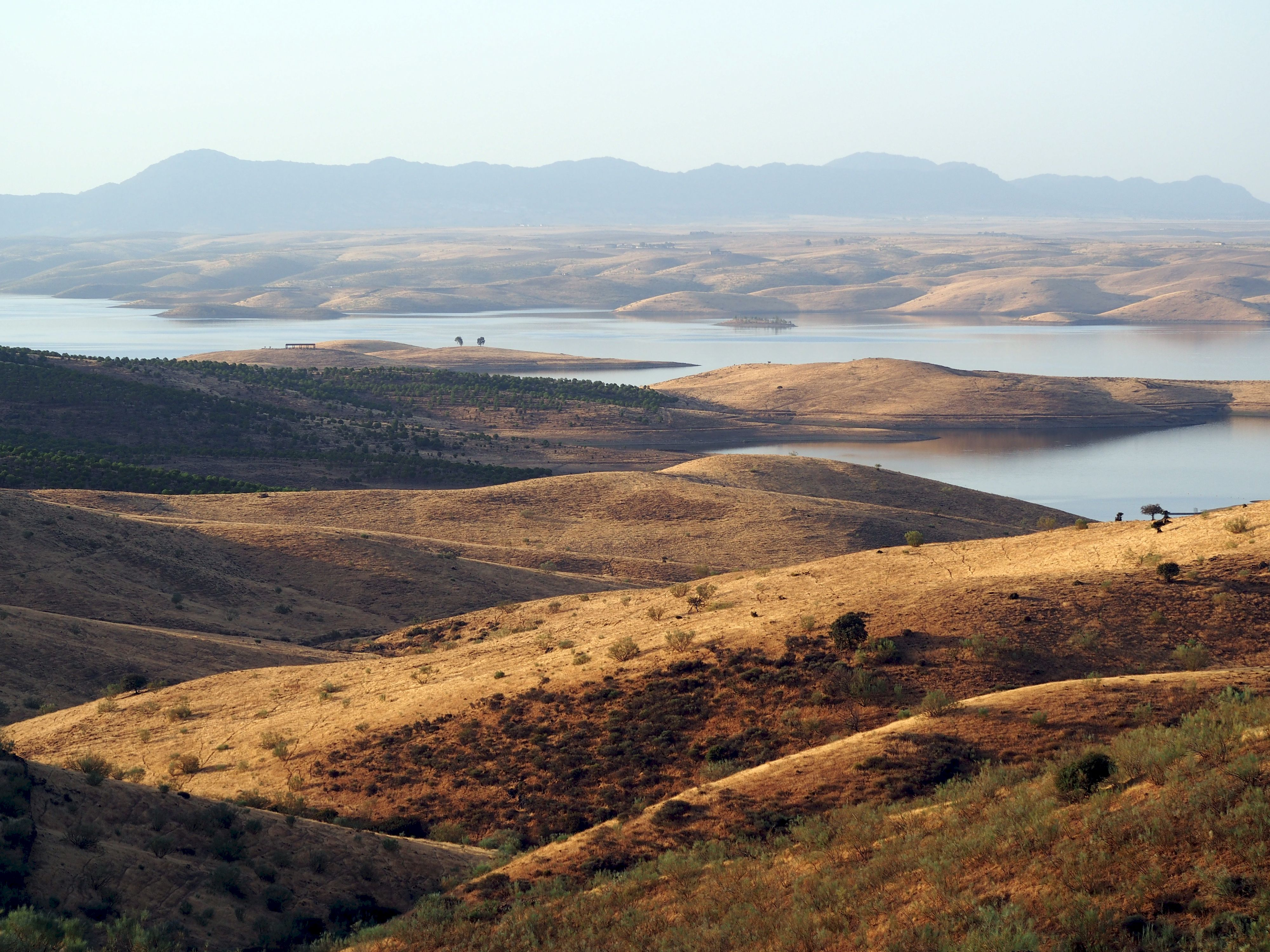
Entorno del embalse de La Serena a finales de agosto

El clima dominante en Extremadura es el mediterráneo, pero suavizado por la advección de masas de aire marítimo procedentes del Atlántico. Los centros de acción principales son el frente polar, que descarga sus masas de aire húmedas y el anticiclón de las Azores. En invierno a la región le alcanzan los efectos de los anticiclones térmicos que aparecen sobre La Mancha, que dan a la región un tiempo seco y frío, en esta situación son frecuentes las nieblas en el valle del Tajo y del Guadiana. No obstante, el murallón del sistema Central dificulta la entrada de la mayoría de los ciclones cargados de lluvia que atraviesan la península debido al efecto barrera, mientras que el efecto foehn proporciona a la región vientos secos y cálidos, que pueden llegar a ser fuertes. Los días nublados son escasos, aunque hay grandes diferencias entre las montañas, del sistema Central y el resto de la región. La insolación sobrepasa las 2600 horas. Las situaciones de gota fría en otoño son raras, ya que la región se encuentra relativamente lejos de las principales masas de agua. Cuando se producen están asociadas a gotas frías de mayor radio situadas sobre el golfo de Cádiz. La mayoría de las lluvias entran en la región por el suroeste. La orografía influye decisivamente en el clima de algunas partes de la región, creando microclimas muy húmedos en las sierras del norte, particularmente en las comarcas de la Sierra de Gata, Valle del Ambroz, Hurdes, Valle del Jerte y La Vera, donde las precipitaciones son muy abundantes.

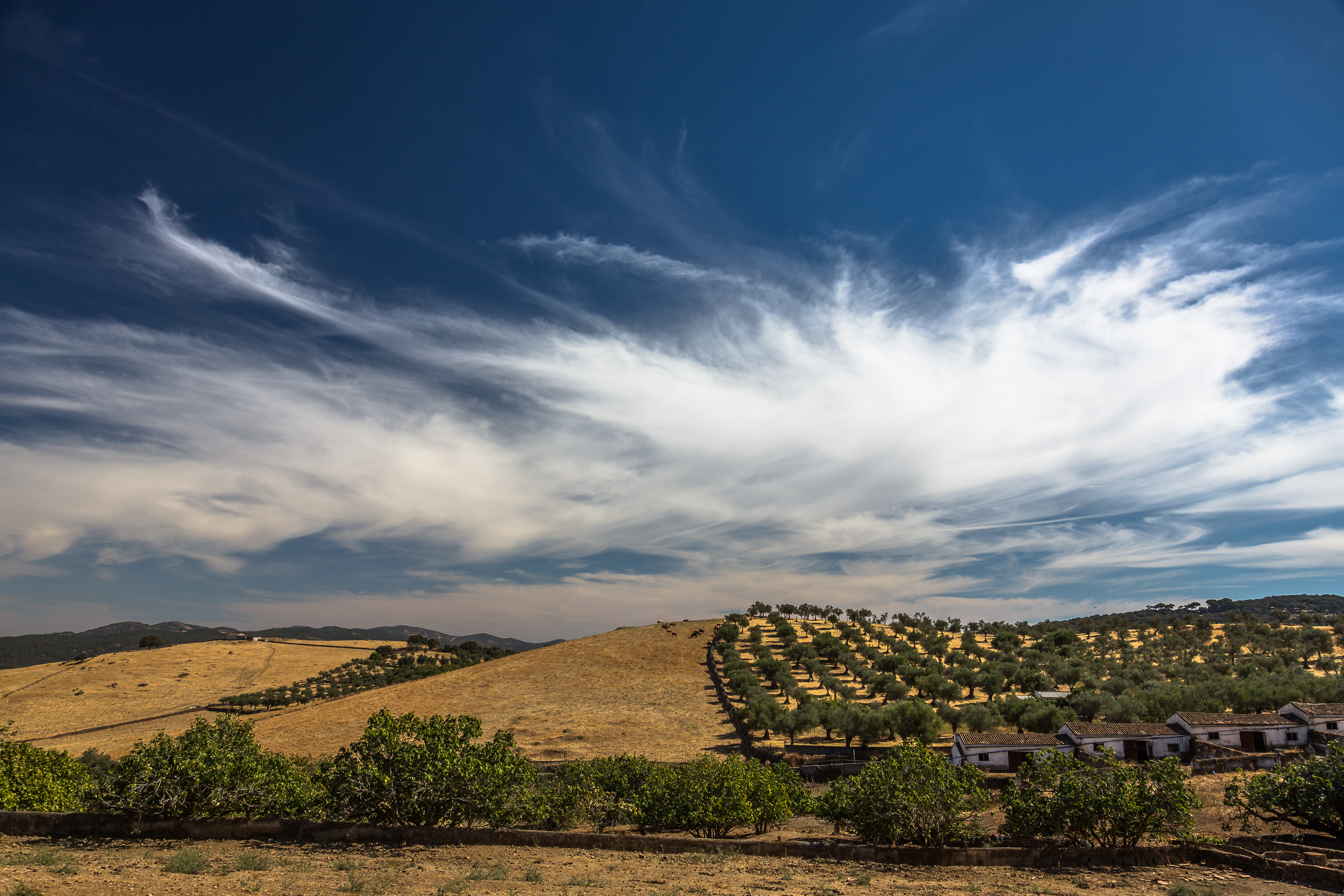
Nubes en Fuentes de León

Las precipitaciones son escasas en casi toda la región excepto el norte. La mayor parte de ella recoge menos de 600 mm anuales, y en el centro del valle del Guadiana no se alcanzan los 400 mm. En la sierra de Guadalupe alcanzan los 1000 mm, pero donde más lluvias caen son en las montañas del sistema Central, donde se superan los 1000 mm. El máximo se alcanza en la vertiente sur de la sierra de Gredos (valle del Jerte, Ambroz y La Vera), donde se superan los 1500 mm. Una de las características más notables, sobre todo en las regiones más secas es la irregularidad interanual. La época más lluviosa del año es la primavera, seguida del otoño. Son las épocas en las que llegan las masa de aire polar marítimo que trae el frente polar. El anticiclón de las Azores predomina en verano y aleja las lluvias. Encontramos tres, y hasta cuatro, meses de aridez en casi toda la región. A medida que se asciende por las montañas los meses de aridez se reducen y en las montañas más altas quedan reducido a dos.

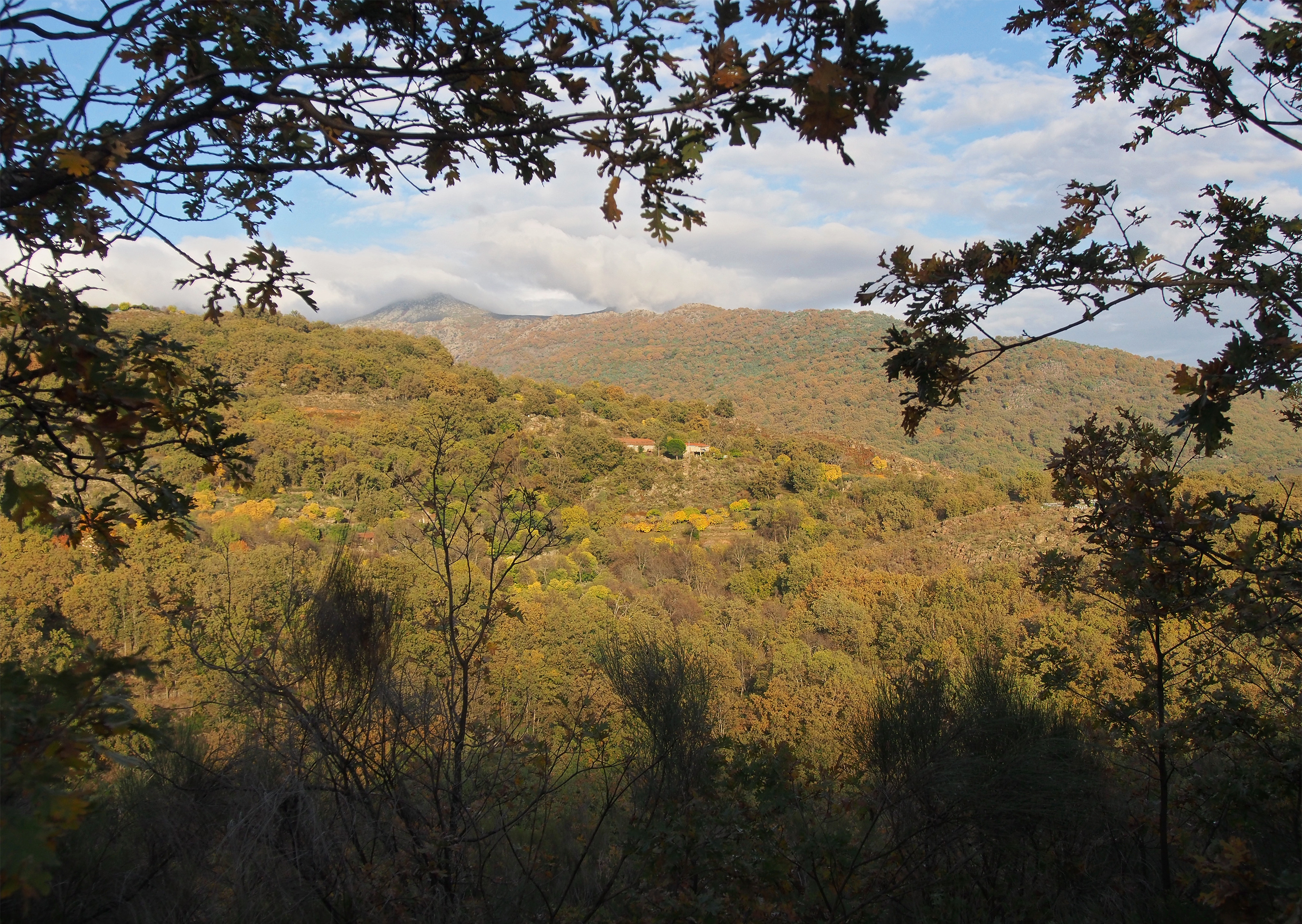
Bosque otoñal en Losar de la Vera

Las temperaturas medias anuales oscilan entre 16 y 17 °C de año en año. En el norte de Extremadura, las temperaturas medias, de 13 °C, son más bajas que en el sur, de 18 °C, y los valores van subiendo escalonadamente a medida que se avanza hacia el sur hasta llegar a las inmediaciones de Sierra Morena, donde disminuyen por la altitud.
Durante el verano, la temperatura media del mes de julio es mayor de 26 °C, alcanzándose unas máximas diurnas que superan los 41 °C. Es pues un verano caluroso cuyas temperaturas son mayores de las que debería tener, en teoría, por la proximidad atlántica. La latitud de la región determina que el grado de insolación sea elevado. Esto, unido a la influencia del anticiclón de las Azores y a la reducida altitud media de la región, que oscila entre 200 y 400 m, determina la elevada temperatura media de la región.
Los inviernos son suaves. Las temperaturas invernales más bajas se registran en las zonas de montañas altas, como el Sistema Central, la sierra de Guadalupe y algunas áreas de Sierra Morena, con una temperatura media de 7,5 °C.
Con estas características de precipitaciones y temperaturas en Extremadura, el balance hídrico es claramente negativo, con un mínimo muy acusado en verano y un largo periodo de recarga que no garantiza la total recuperación de los acuíferos en los años de sequía.

### Vegetación

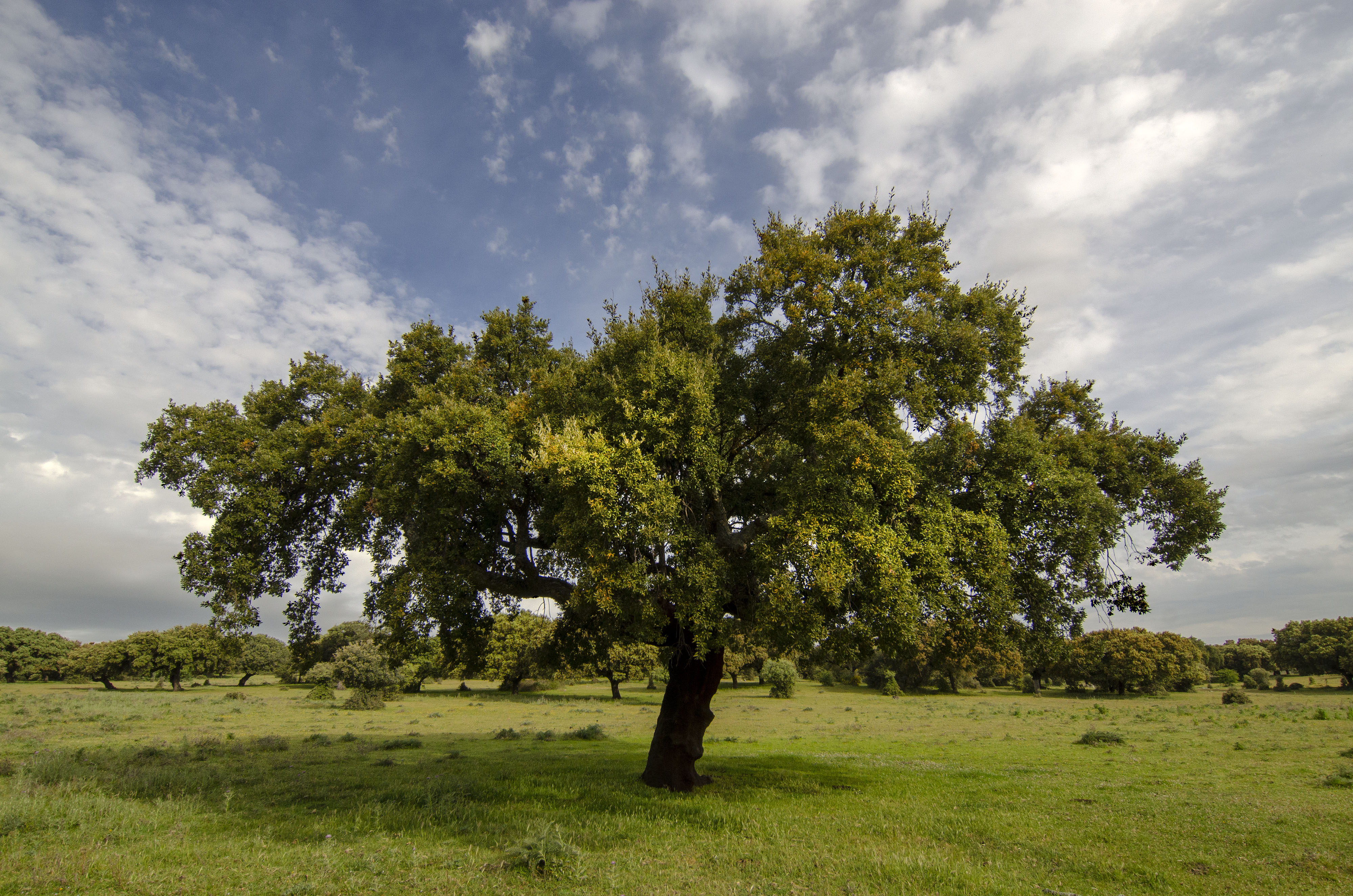
Dehesa de Montehermoso

El contraste que introducen en la región las montañas proporcionan a la comunidad autónoma de Extremadura cierta variedad ecológica, aunque la mayor parte de la región pertenece al ámbito del bosque mediterráneo. Esta ha sido una región intensamente explotada desde tiempos de la Prehistoria en la que, no obstante, existen zonas menos explotadas. Sin embargo, el modelo de explotación del bosque, la dehesa, ha alcanzado tal nivel de equilibrio ecológico que permite al mismo tiempo la explotación del medio natural y el desarrollo de la vida salvaje. La dehesa es un modo de explotación del bosque en el que se arrancan las especies competidoras de aquellas que se explotan agrícolamente. Aparece, así, el estrato arbóreo, con encinas y alcornoques, y el prado, con hierba para que paste el ganado. También se intercalan explotaciones agrícolas. Se trata de un sistema de explotación que se remonta, al menos, a la época romana.

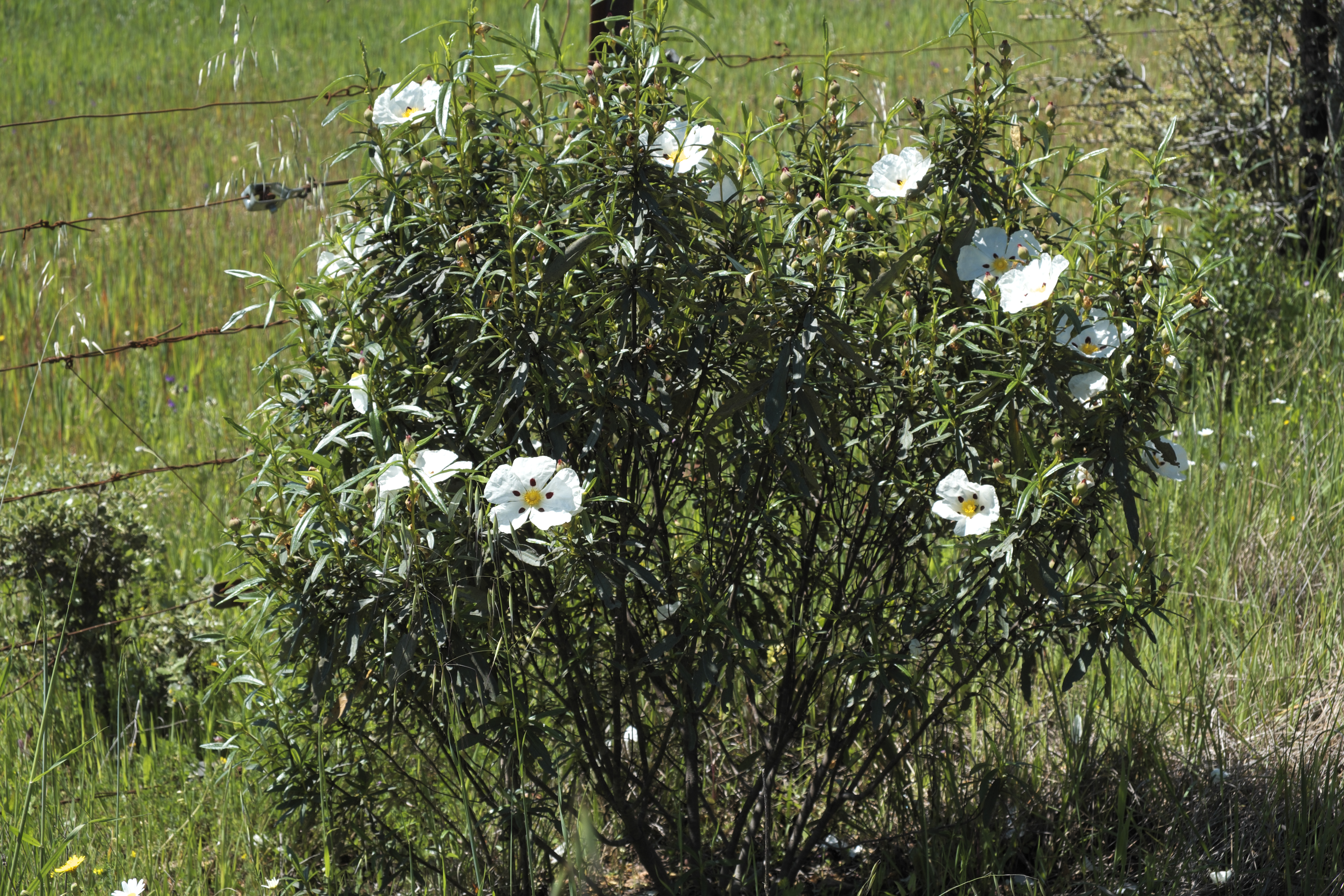
Jaras en la comarca de La Siberia

El piso basal domina en la mayor parte de la región en él aparece el bosque mediterráneo. La vegetación típica es xerófila, ya que tiene que soportar la aridez estival. La especie dominante es la encina. El sotobosque es leñoso, espinoso y aromático, con especies perennifolias como el lentisco y el aladierno. En el cortejo florístico aparecen especies como la sabina, el madroño, el romero, el tomillo y las jaras. En las zonas más húmedas aparece el roble como especie dominante. Es muy importante el bosque galería, en el que aparecen especies frondosas como el álamo, el chopo o el olmo, que se encuentran en los márgenes de los ríos y las charcas.
En el piso montano aparece el roble como especie dominante, y es el piso más alto de la mayor parte de las montañas de la región. Esta zona ha sufrido la presión antrópica, por lo que se encuentran especies de repoblación, principalmente de pinos alóctonos de rápido crecimiento.
El piso subalpino solo aparece en el sistema Central. Aquí aparece el roble y el haya. En el piso alpino, que solo se da en el entorno de la sierra de Gredos (Valle del Jerte, Ambroz y La Vera) aparece la pradera alpina. Este piso ha sido utilizado para pasto de verano al menos desde la Edad Media y hasta mediados del siglo XX.

### Espacios naturales protegidos

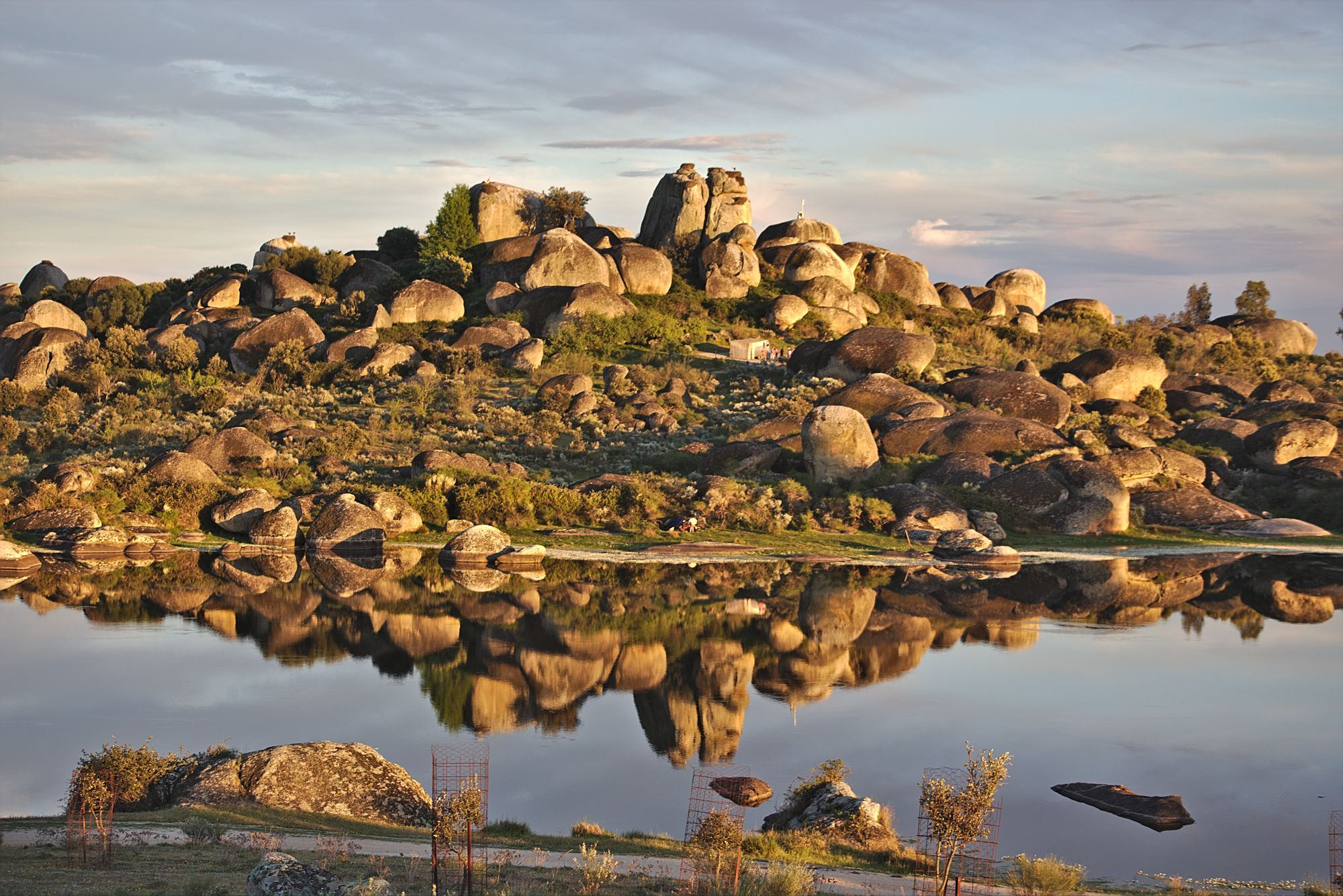
Monumento natural de Los Barruecos, en Malpartida de Cáceres

Extremadura es una de las regiones europeas que cuenta con el sistema natural menos degradado del continente, pese a ello el número y nivel de protección de estos espacios es claramente insuficiente. No obstante, Extremadura posee un parque nacional, dos parques naturales, una reserva natural, un paisaje protegido, un geoparque, cuatro monumentos naturales y numerosas ZEPAs, o zonas especiales de protección de las aves.
Geoparque Villuercas-Ibores-Jara
El 17 de septiembre de 2011 las comarcas de Villuercas, Ibores y Jara fueron incluidas en la red mundial de geoparques de la mano de la Unesco. Geoparque Villuercas-Ibores-Jara es el quinto geoparque de España. Su singularidad geológica (ligada a la formación de los Montes Apalaches en Estados Unidos) y natural hacen de estas comarcas un destino turístico de interés regional.

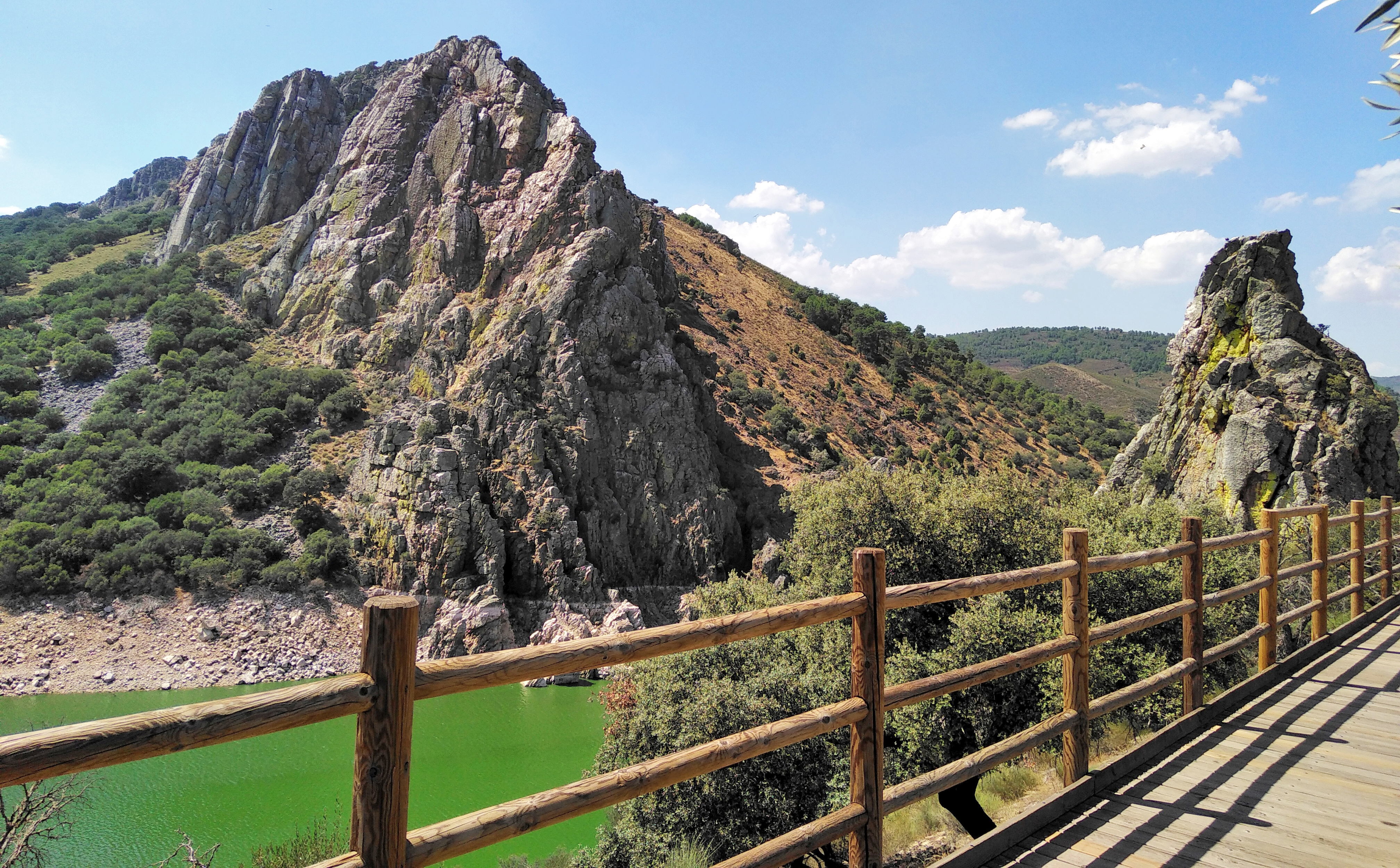
Parque nacional de Monfragüe
El 3 de marzo de 2007 el Consejo de Ministros aprobó declarar Monfragüe como parque nacional, convirtiéndolo en el parque n.º 14 de estas características en España. Anualmente recibe más de 80 000 visitas.
Parques naturales
Extremadura cuenta con dos parques naturales declarados y gestionados por la Junta de Extremadura, que son el parque natural de Cornalvo, en Badajoz y el parque de Tajo Internacional, entre Cáceres y Portugal.
- Parque natural de Cornalvo, en las cercanías de Mérida y con una superficie de 13 143 ha.
- Parque natural del Tajo Internacional, en la provincia de Cáceres y que cuenta con una superficie de 25 088 ha.

Reservas naturales

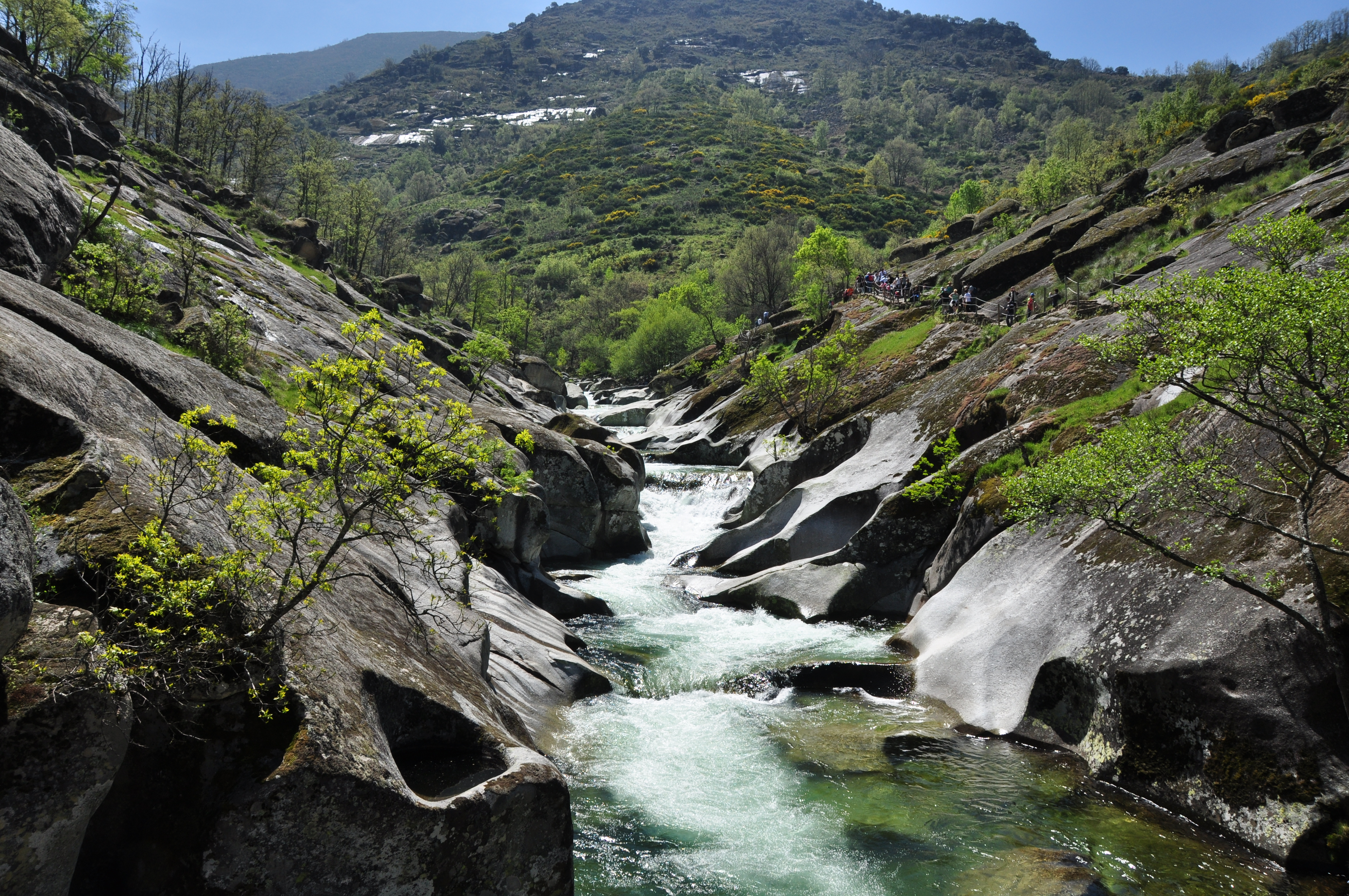
Reserva natural Garganta de los Infiernos, en el Valle del Jerte

- Reserva Natural Garganta de los Infiernos, en el valle del Jerte y con una superficie de 6927 ha y declarada como tal el 14 de noviembre de 1994.

Paisajes protegidos
- Valcorchero y Sierra del Gordo en Plasencia

Monumentos naturales
- Mina La Jayona
- Los Barruecos en Malpartida de Cáceres
- Cuevas de Fuentes de León
- Cueva de Castañar de Ibor
- El Berrocal de La Data

Zonas de interés regional
- Llanos de Cáceres
- Sierra Grande de Hornachos
- Sierra de San Pedro

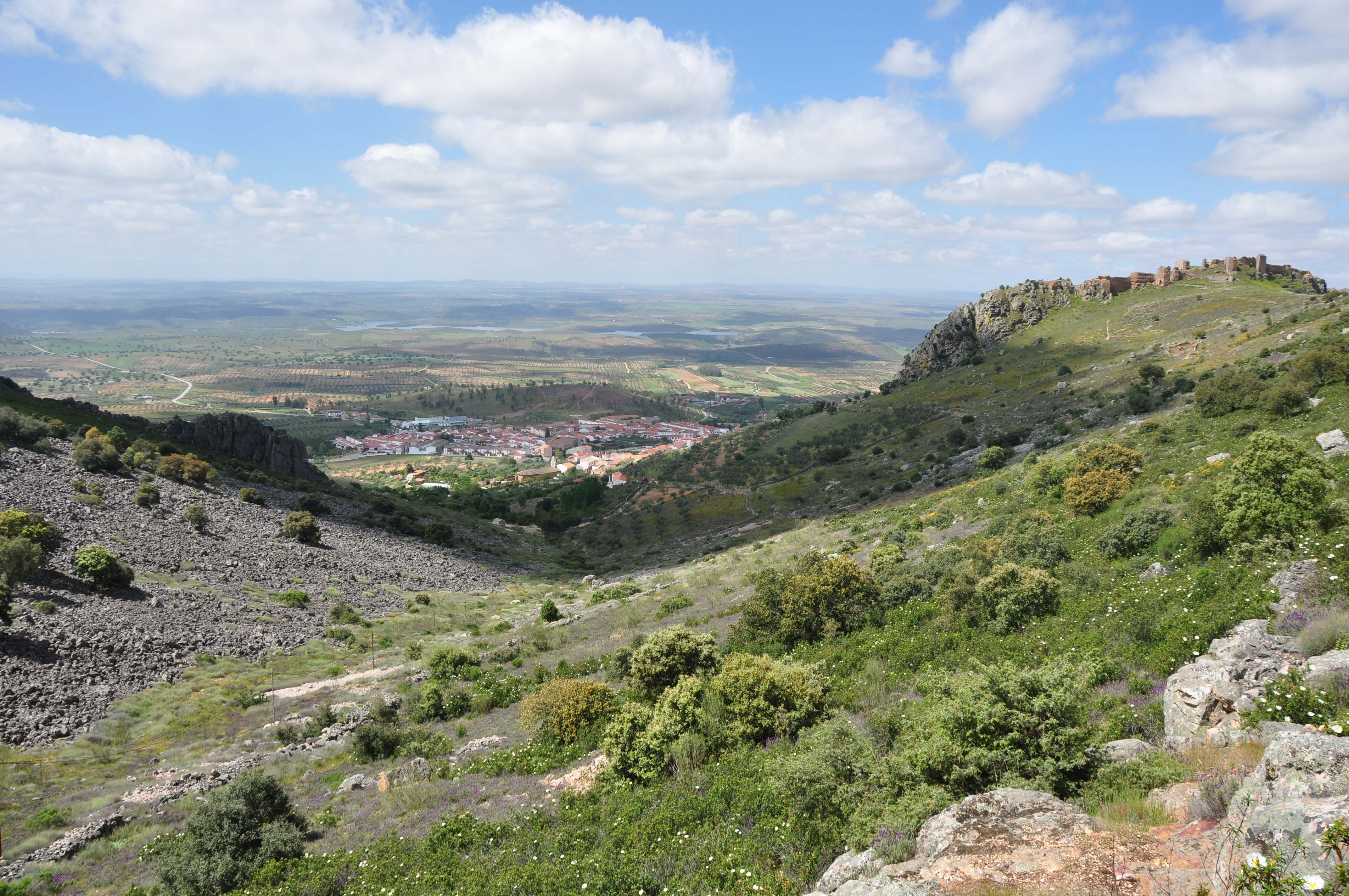
Sierra Grande de Hornachos

- Embalse de Orellana y sierra de Pela
- Tierra de Barros
- Sierra de Tentudía

## Gobierno y política

### Antecedentes
Fueros vigentes propios de Extremadura son el Fuero de Baylío (siglo XIII), reconocidos en su Estatuto de Autonomía (el resto, como el de Badajoz, actualmente no están vigentes).
Las primeras instituciones de las que se tenga constancia son la Capitanía General y el Real Ejército de Extremadura (principios del siglo XVII), conformadas dentro de la antigua provincia de Extremadura (con independencia jurídica en 1653, aunque ya existía previamente una concepción geográfica y cultural de la misma), conformándose formalmente en 1785, con su reconocimiento de facto con la creación de la Real Audiencia de Extremadura (1790); cuya existencia real y unitaria proyecta una particular historia y cultura compartidas, cuyos orígenes más remotos se remontan al siglo XII en la Estremadura leonesa como entidad territorial dentro de la Corona de León (extendiéndose a Badajoz), posteriormente dentro de la Corona castellano-leonesa y más tarde integrada en la Monarquía Hispánica. Las Extremaduras alcanzarían su independencia administrativa en las Cortes de Segovia de 1390.

### Poder legislativo

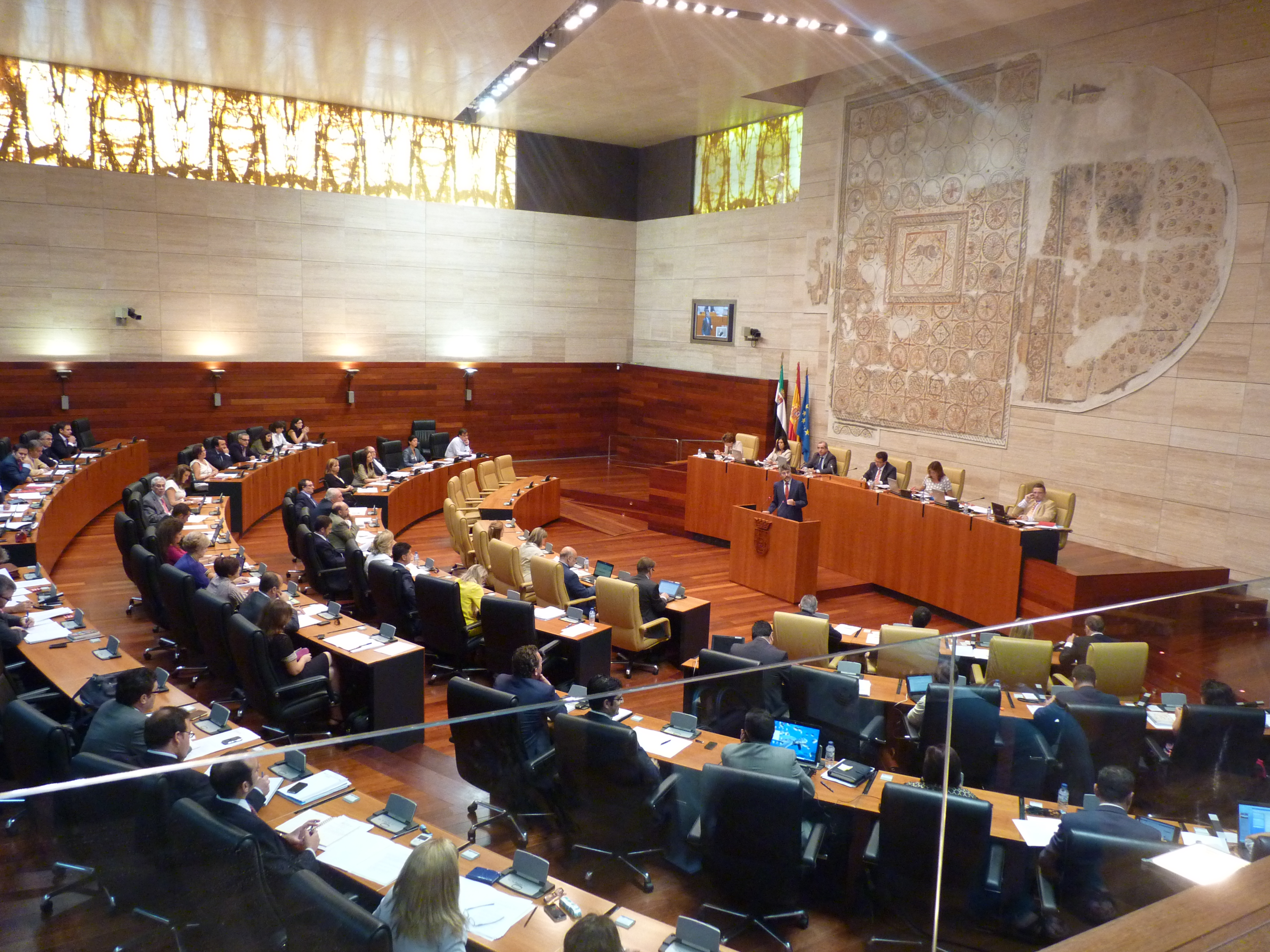
Asamblea de Extremadura

El parlamento autonómico extremeño es la Asamblea de Extremadura, formada por 65 diputados: 36 elegidos por la provincia de Badajoz y 29 por la provincia de Cáceres.
Tras las elecciones a la Asamblea de Extremadura de 2023, esta quedó conformada por 28 diputados del Partido Socialista Obrero Español, 28 del Partido Popular, 5 de Vox y 4 de Unidas por Extremadura.

### Poder ejecutivo
Juan Carlos Rodríguez Ibarra fue presidente de la Junta de Extremadura desde 1983 hasta 2007; previamente, el 20 de diciembre de 1982, había sido elegido presidente de la Junta Regional de Extremadura, aprobándose bajo su mandato el 25 de febrero de 1983 el Estatuto de Autonomía para Extremadura. Le sucedieron en el cargo entre 2007 y 2011 el también socialista Guillermo Fernández Vara y entre 2011 y 2015 el popular José Antonio Monago. Después de las elecciones autonómicas de 2015, Fernández Vara volvió a presidir el ejecutivo extremeño, en una coalición formada por el Partido Socialista Obrero Español y Socialistas Independientes de Extremadura, gracias al apoyo de Podemos. Habiendo pactado el apoyo de Podemos, y con la abstención de PP y Ciudadanos, el candidato socialista Guillermo Fernández Vara obtuvo la investidura como presidente de la Junta. Tras las elecciones autonómicas de 2019, la Asamblea de Extremadura nombró presidente de nuevo a Guillermo Fernández Vara, con el voto a favor de los diputados de su partido, que había obtenido mayoría absoluta en los comicios. En la actualidad, después de las elecciones del 28 de mayo de 2023, la Junta de Extremadura volvió a manos del Partido Popular gracias a un acuerdo de coalición con Vox, convirtiendo a María Guardiola en la primera mujer presidenta de Extremadura.
La Delegación del Gobierno de España en Extremadura se encuentra en la ciudad de Badajoz. 
Presidentes de la Junta de Extremadura

### Organización territorial

#### Provincias
La comunidad autónoma de Extremadura está dividida en dos provincias: la provincia de Cáceres, al norte, y la provincia de Badajoz, al sur. Ambas son circunscripciones electorales en las elecciones legislativas estatales y regionales (véanse circunscripción electoral de Cáceres y circunscripción electoral de Badajoz) y cuentan con sendas diputaciones provinciales (Diputación Provincial de Cáceres y Diputación Provincial de Badajoz).
La provincia de Badajoz, con una superficie de 21 766 km², es la provincia más extensa de España. La provincia de Cáceres, con una superficie de 19 868 km², es la segunda provincia más extensa de España después de Badajoz.
| Provincia | Superficie | Población    | Municipios |
| --------- | ---------- | ------------ | ---------- |
| Cáceres   | 18 868 km² | 389 558 hab. | 223        |
| Badajoz   | 21 766 km² | 669 943 hab. | 165        |

#### Municipios

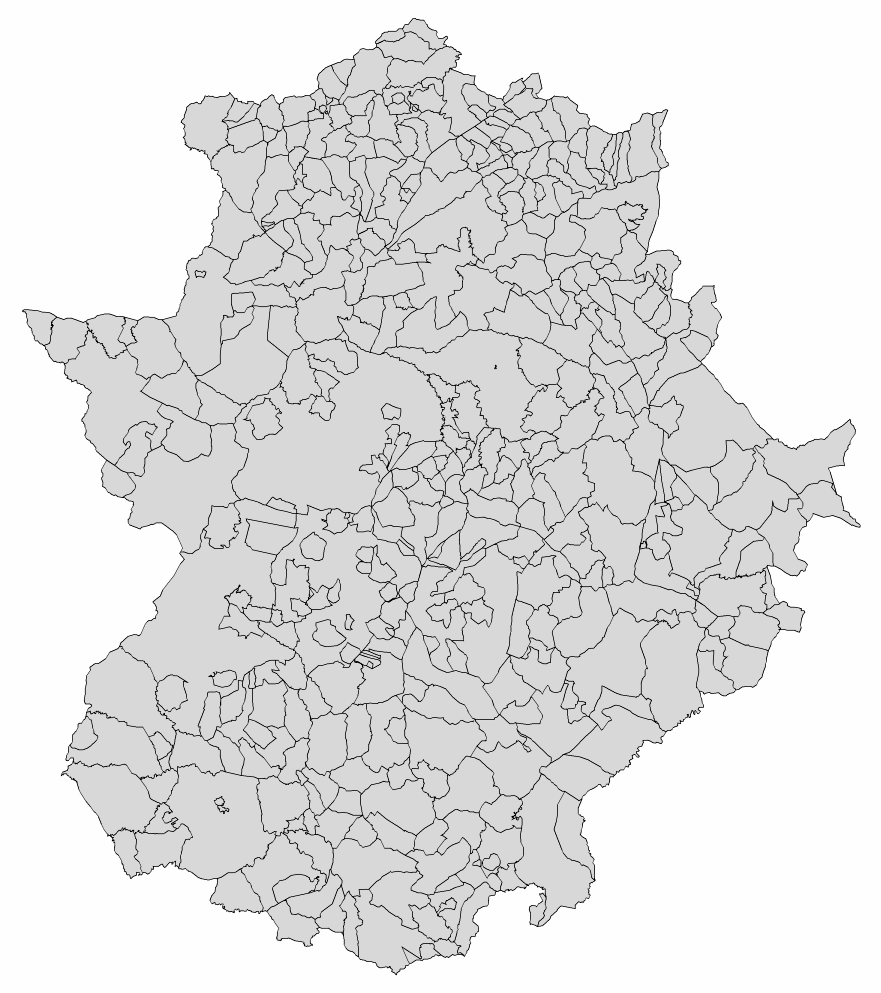
Mapa municipal

Extremadura se organiza territorialmente en 388 municipios, de los cuales, 223 se encuentran en la provincia de Cáceres y los 165 restantes en la provincia de Badajoz. Posee el 4,77 % de los municipios totales que integran el territorio español (8132). Las dos provincias poseen un gran número de municipios. La provincia de Cáceres es una de las provincias españolas con mayor número de ayuntamientos, sitúandose claramente por encima de la media española de 163 municipios por provincia, mientras que Badajoz solo supera ligeramente esa media.
La superficie media de los municipios extremeños es de 131,92 km² en la provincia de Badajoz y 89,09 km² en la provincia de Cáceres, un promedio bajo el que se esconden grandes oscilaciones. Los cinco términos municipales más grandes son Cáceres, con 1750,23 km²; Badajoz, con 1440,37 km²; Mérida, con 865,19 km²; Jerez de los Caballeros, con 739,79 km²; y Alburquerque, con 723,23 km².
Los tres primeros son también los más poblados de Extremadura. Badajoz es el 43.º municipio más poblado de España y el único que sobrepasa los 100 000 habitantes en la comunidad, aunque Cáceres está cercano a esa cifra.

#### Partidos judiciales

Partidos judiciales

El Estatuto de Autonomía de Extremadura dispone que la comunidad autónoma tiene competencia para fijar las demarcaciones de los órganos jurisdiccionales en Extremadura y su localización de acuerdo con lo que establezca la Ley Orgánica del Poder Judicial de España, legislación que atribuye a las comunidades autónomas la determinación de la capitalidad de los partidos judiciales. Existen veintiún partidos judiciales en Extremadura.

#### Mancomunidades integrales
Desde el nacimiento de la comunidad autónoma de Extremadura hasta el año 2008 no existió una división comarcal oficial en Extremadura. El Estatuto de Autonomía preveía la posible división de Extremadura en comarcas a través de una ley, pero no fue hasta 2008 cuando, como consecuencia de la crisis económica y la necesidad de racionalización del gasto público, la Junta de Extremadura impulsó un proceso de comarcalización basado en la creación de mancomunidades integrales. Desde entonces, todos los municipios de Extremadura pertenecen a una, y solo a una, mancomunidad integral. Extremadura se divide en 33 mancomunidades integrales: 15 en la provincia de Badajoz y 18 en la provincia de Cáceres. Todos los municipios, a excepción de Badajoz, Cáceres, Mérida, Plasencia y Navalmoral de la Mata, pertenecen a alguna de las 33 mancomunidades en las que se ha dividido la región. 
Provincia de Badajoz
1. Centro
2. Cijara
3. Guadiana
4. La Serena
5. La Serena-Vegas Altas
6. Lácara-Los Baldíos
7. Llerena
8. Olivenza
9. Siberia
10. Sierra Suroeste
11. Tentudía
12. Tierra de Barros
13. Tierra de Barros-Río Matachel
14. Vegas Bajas
15. Zafra-Río Bodión

Provincia de Cáceres
1. Sierra de Montánchez
2. Valle del Alagón
3. Trujillo
4. Tajo-Salor
5. Valle del Jerte
6. Rivera de Fresnedosa
7. Sierra de San Pedro
8. Trasierra-Tierra de Granadilla
9. Las Hurdes
10. Sierra de Gata
11. Granadilla
12. Valle de Ambroz
13. Valle del Jerte
14. La Vera
15. Valle del Alagón
16. Riberos del Tajo
17. Campo Arañuelo
18. Las Villuercas

Mancomunidades integrales de la provincia de Badajoz

Además pueden existir zonas naturales consideradas popularmente en ocasiones como comarcas pero que no se encuentran reconocidas oficialmente: Valle del Ambroz, Campo Arañuelo, Valle del Jerte, Las Hurdes, Las Villuercas, Los Ibores, La Jara cacereña, Sierra de Gata, y Trasierra-Tierras de Granadilla.
Al margen de la división mancomunal, que es la única oficial en toda Extremadura, la Diputación de Badajoz ha dividido tradicionalmente su provincia en comarcas, aunque estas nunca han sido instituciones oficiales.

## Demografía

### Población y densidad

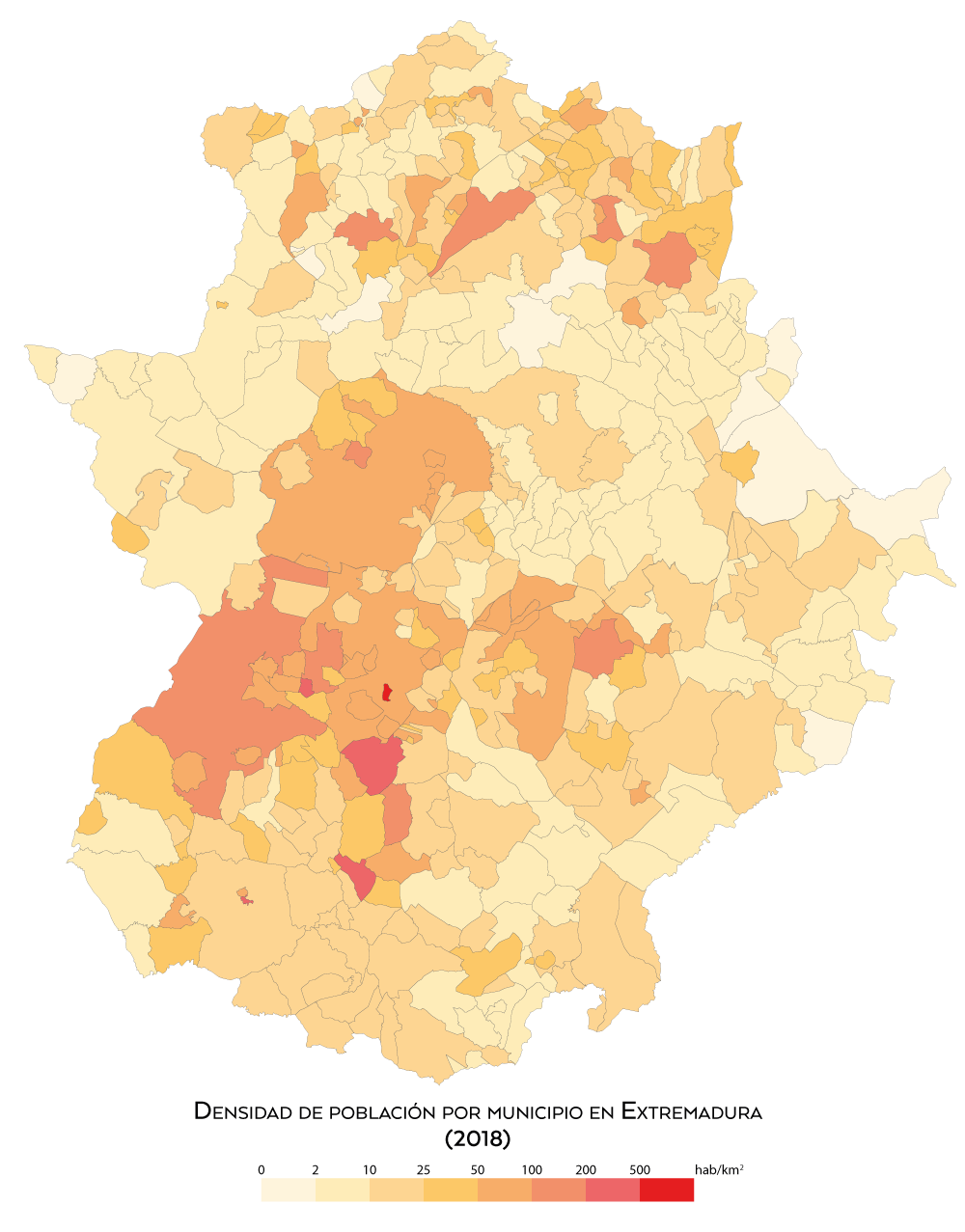
Densidad de población en 2018

La población de Extremadura es de 1 054 681 habitantes (1 de enero de 2024), fuente INE, por tanto, representa el 2,17 % de la población española (48 619 695). Posee una densidad de población de 25,33 hab/km², muy inferior a la media de España. 
La provincia más poblada es Badajoz, con 673 559 habitantes, con una densidad de población de 30,95 hab/km². En Cáceres viven 394 151 habitantes, con una densidad de población de 19,84 hab/km². La población de Extremadura está muy irregularmente repartida. Badajoz acumula 150 702 habitantes, y es la única ciudad de la comunidad que supera los 100 000 habitantes. Solo tres poblaciones tienen más de 50 000 habitantes: Badajoz, Cáceres y Mérida, y otras diez con más de 10 000: Plasencia, Don Benito, Almendralejo, Villanueva de la Serena, Montijo, Zafra, Navalmoral de la Mata, Villafranca de los Barros, Coria y Olivenza.
La mayor parte del territorio de la región tiene un fuerte carácter rural. De los 388 municipios, 217 no llegan a los 1000 habitantes. Hay 9 municipios que no superan los 100 habitantes. La población extremeña tiene un carácter notablemente rural. Solo el 28,67 % de la población vive en las tres ciudades de más de 50 000 habitantes (Badajoz, Cáceres y Mérida, y el 49,55 % en las ciudades de más de 10 000. Las zonas más densamente pobladas son las de Badajoz, Mérida, Plasencia, Jaraíz de la Vera y Talayuela, aunque también Cáceres, cuya densidad está un poco distorsionada debido a que es el municipio más extenso de España. Son densidades de unos 50 hab/km². Los ejes Plasencia–Cáceres–Mérida–Almendralejo–Zafra y Badajoz–Mérida–Don Benito–Villanueva de la Serena son los más poblados de la región, con densidades en torno a los 40 hab/km². El este de la región y la comarca de los Llanos de Olivenza y en Valencia de Alcántara, las densidades no superan los 20 hab/km². 

### Evolución de la población

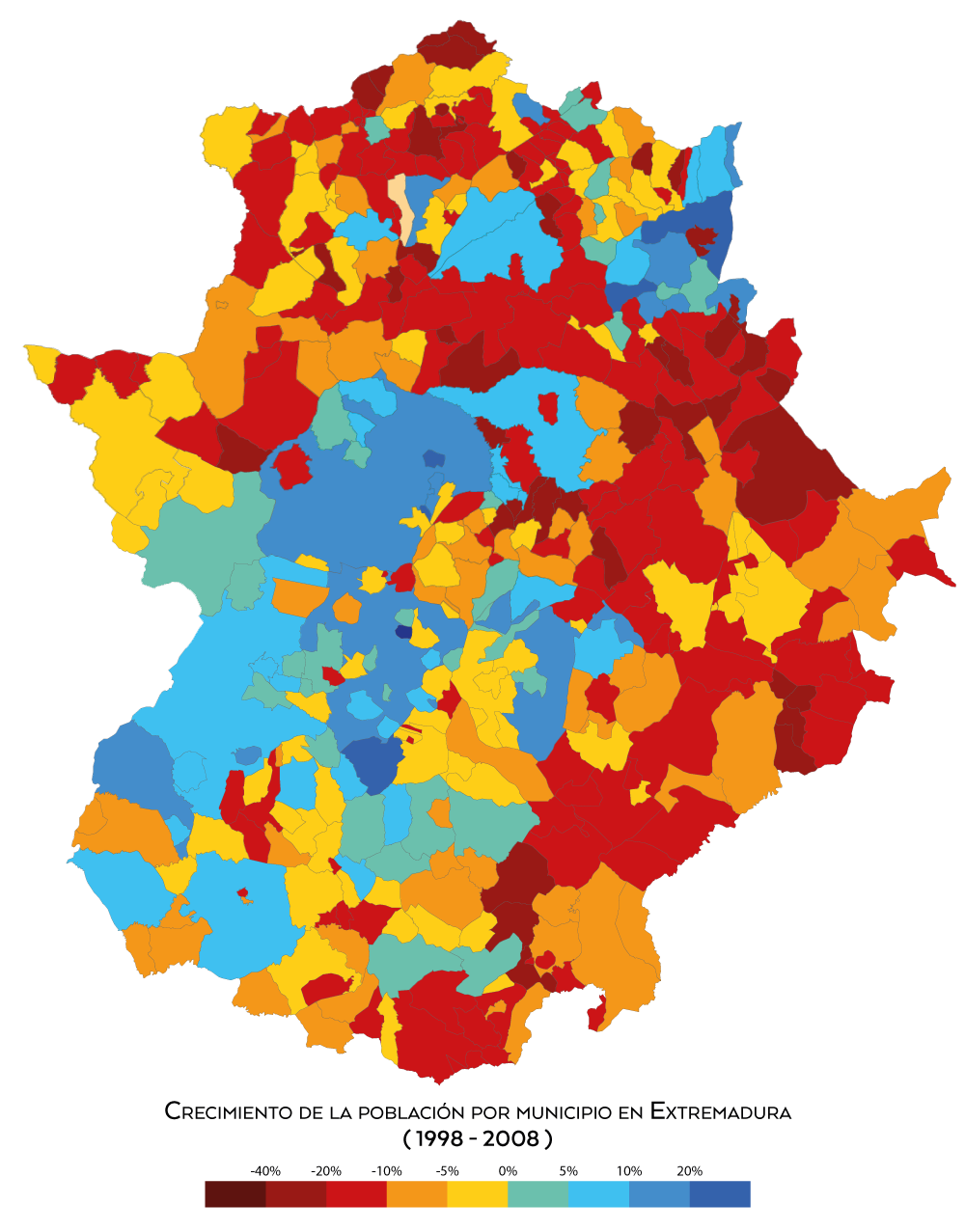
Crecimiento de la población por municipio entre 1998 y 2008

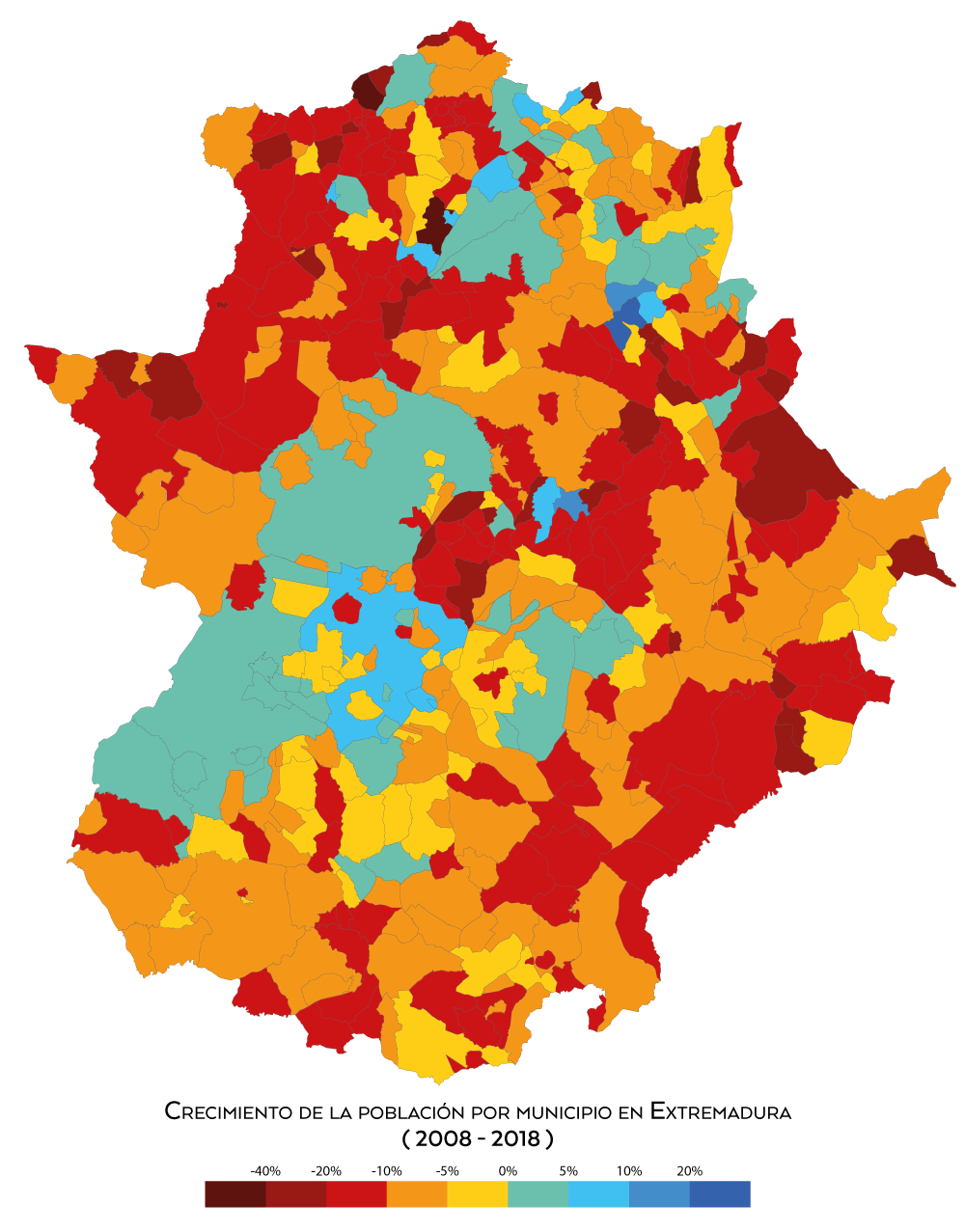
Crecimiento de la población por municipio entre 2008 y 2018

A partir del alarde realizado en septiembre de 1502 por orden de Isabel I de Castilla, se estimó una población de 70 000 vecinos y 350 000 habitantes. La población extremeña, según el censo de 1591 de las provincias de la Corona de Castilla, había ascendido a unos 540 000 habitantes y suponía el 8 % del total de España. No se volvió a realizar un nuevo censo fidedigno en España hasta el año 1717, año en que contaba con 326 358 habitantes.
Desde esta época, se produjo un aumento de la población más o menos constante hasta los años 1960, en el siglo XX (1 379 072 habitantes en 1960), a partir de la cual comenzó un descenso vertiginoso de la población debido a la emigración a otros países y regiones más prósperas de España. Casi un millón de extremeños se vieron obligados a abandonar su tierra natal a lo largo del siglo XX. Un fenómeno que se vio acentuado a partir de la década de los sesenta debido al fuerte crecimiento de la población y a la imposibilidad de encontrar trabajo en la región. Entre 1950 y 1977 salieron de Extremadura 645 000 habitantes, es decir, el 45 % de su población a mediados de siglo. La mayor parte de ellos tenía entre 20 y 40 años. Este éxodo de miles de jóvenes contribuyó al desarrollo de otras regiones a la par que se perpetuó por más tiempo la pobreza y el subdesarrollo de la comunidad extremeña.
Muchos de ellos emigraron a otras regiones peninsulares, pues de hecho, todavía en 1987, 729 532 extremeños vivían en distintas comunidades autónomas españolas, la mayoría en Madrid, Cataluña y el País Vasco por este orden. Sin embargo, otros muchos tuvieron que marchar a otros países europeos, sobre todo a Francia, Alemania, Suiza, Países Bajos y Bélgica. Esto provocó un estancamiento de la población que todavía en el 2006 era inferior a la que tenía la región en 1930.
A lo largo del siglo XX, Extremadura ha ido aumentando su población a un ritmo muy inferior que el conjunto de España, por lo que su peso relativo ha ido descendiendo continuamente. En realidad se pueden distinguir dos períodos, la primera mitad del siglo, donde las tasas de crecimiento están parejas, y la segunda mitad del siglo XX, cuando la tasa de crecimiento de Extremadura cae precipitadamente. No obstante las capitales de provincia, y Mérida, han ganado población, mientras que el resto de la región lo ha perdido. Sobre todo a partir de 1960. En algunas comarcas la pérdida ha sido tan grande que han llegado a convertirse en despoblados, con densidades demográficas inferiores a 5 hab/km². Las tasas de natalidad han sido inferiores a la media española y las de mortalidad un poco superiores debido al envejecimiento de la población. A este proceso hay que añadir la existencia de movimientos migratorios.
Las tasas de natalidad y mortalidad han seguido el ciclo general de la transición demográfica del conjunto de España. No obstante, la natalidad, desde la década de 1960, se sitúa por debajo de la media española, debido a la emigración, que afecta a la población en edad reproductora. A partir de entonces el envejecimiento ha hecho subir un poco la tasa de mortalidad. En las comarcas más despobladas el índice de masculinidad es elevadísimo por lo que sus habitantes tienen grandes dificultades para contraer matrimonio.
| Gráfica de evolución demográfica de Extremadura entre 1842 y 2020                       |
|                                                                                         |
| Fuente: Instituto Nacional de Estadística de España - Elaboración gráfica por Wikipedia |

### Distribución

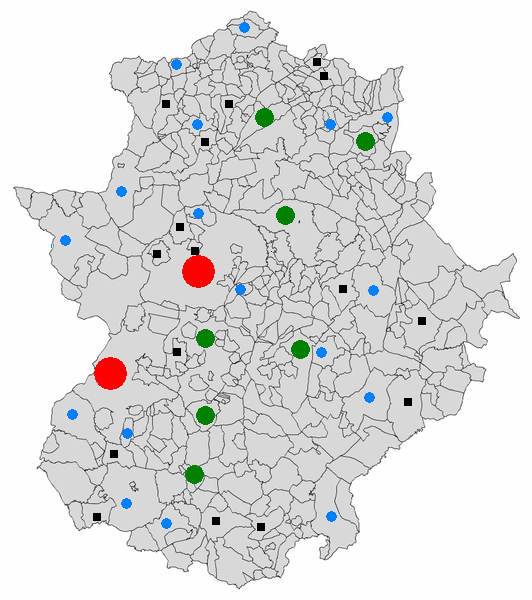
Tipos de núcleos urbanos

En Extremadura no existen grandes ciudades. El centro urbano más poblado es Badajoz, si bien su área de influencia no alcanza a toda la región, salvo para algunos servicios, debido a la ubicación geográfica de la ciudad en el extremo occidental de la región y a la fuerte influencia de otros núcleos de población. Junto con Badajoz, también es núcleo de máximo nivel Cáceres: quinto nivel.
El cuarto nivel está formado por siete capitales comarcales: Mérida, Plasencia, Don Benito, Almendralejo, Zafra, Navalmoral de la Mata, Trujillo y Miajadas. Tienen una gran cantidad de servicios centralizados. El este de la región y el norte dependen, en buena medida, de centros extrarregionales: Ciudad Rodrigo, Béjar o El Barco de Ávila en Castilla y León; Talavera de la Reina o Ciudad Real en Castilla-La Mancha: y Córdoba o Sevilla en Andalucía.
En el tercer nivel se encuentran poblaciones con bastante población pero cuyo nivel de servicios no ha superado ciertos niveles debido a la cercanía de núcleos mayores, más algunos pueblos con poca población que han conseguido un nivel notable de servicios por estar lejos de los grandes centros urbanos: Villanueva de la Serena, Coria, Olivenza, Jerez de los Caballeros, Talayuela, Azuaga, Jaraíz de la Vera, Castuera, Valencia de Alcántara, Fregenal de la Sierra, Casar de Cáceres, Logrosán, Montánchez, Gata, Nuñomoral, Alcántara y Almendral.
En un segundo nivel estarían los núcleos de población que han conseguido atraer unos pocos servicios centrales extendiéndolos así por gran parte de la región: Montijo, Moraleja, Arroyo de la Luz, Cabeza del Buey, Oliva de la Frontera, Llerena, Montehermoso, Fuente de Cantos, Malpartida de Cáceres, Hervás, Herrera del Duque, Barcarrota, Talarrubias, Torrejoncillo, Aliseda, Cabezuela del Valle, Zorita. Por debajo están los núcleos rurales.

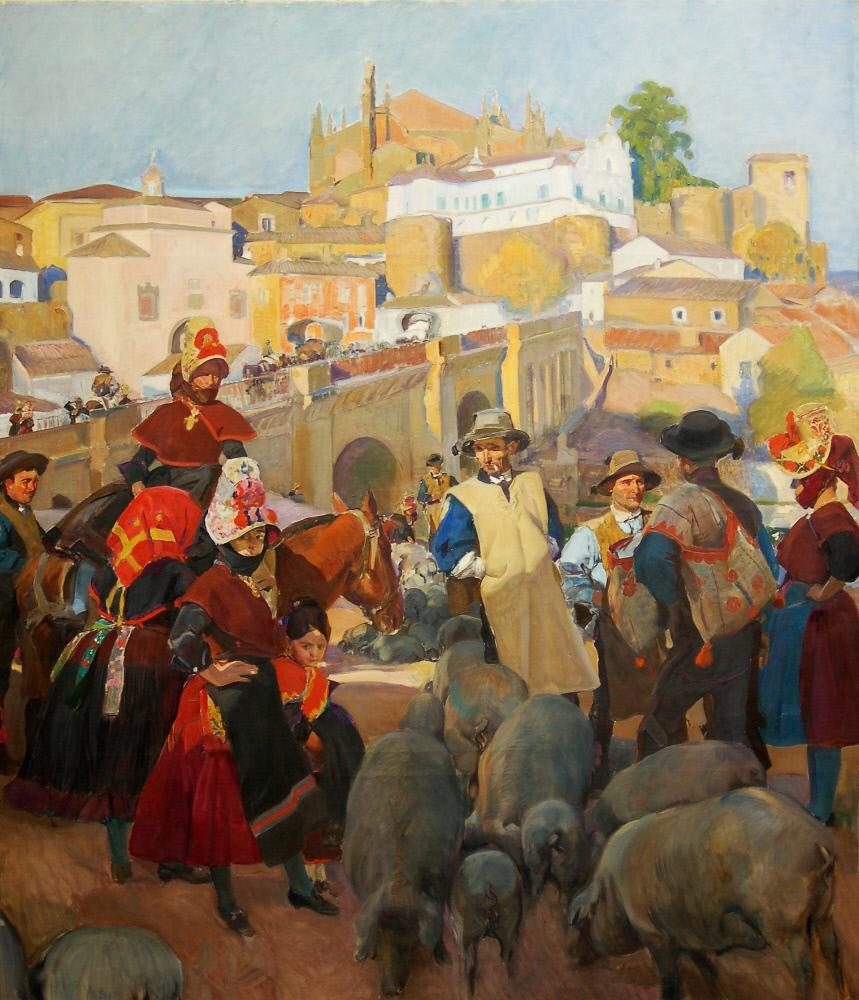
Extremadura, el mercado, célebre pintura de Joaquín Sorolla de 1917. Al fondo, Plasencia, a la izquierda jóvenes de Montehermoso

Los lugares centrales que prestan servicios están muy mal distribuidos y no cubren eficazmente toda la región. A medida que mejoran las comunicaciones estas diferencias tienen menor importancia, pero grandes áreas de la región están muy mal comunicadas.
El poblamiento rural extremeño presenta una tendencia muy fuerte al núcleo concentrado. Muchos son los factores que favorecen esta concentración: baja productividad de la tierra por hectárea, factores históricos y sociales en los que el modo de explotación de la dehesa, por medio del dominio directo y la gran propiedad explica la existencia de grandes pueblos concentrados en los que viven gran número de jornaleros. Los núcleos concentrados de las montañas se explican por la dificultad de encontrar asentamientos adecuados. A pesar de este carácter concentrado, los pueblos al norte del Tajo son muy pequeños. El tamaño aumenta entre el Tajo y el Guadiana, tanto más grandes cuanto más al sur, debido a la mayor presencia de la gran propiedad. Si bien el uso de la cal en fachadas es habitual en la mayor parte de la región, el sur de Badajoz es la tierra de los pueblos blancos por excelencia. En estas comarcas los pueblos se organizan en torno a una gran plaza porticada. Tienen calles que tienden a ser rectas, y tienen en torno al pueblo una corona de pequeñas huertas de propiedad de los vecinos del pueblo, fundamentales en el pasado para completar la dieta de los jornaleros.
El carácter extensivo de la agricultura, reforzado por la política con actos como los del Plan Badajoz, el Plan de Empleo Rural y las ayudas de la Unión Europea ha logrado fijar población en los pueblos, pero con pocas perspectivas de crecimiento. No obstante, en los últimos años, gracias a los avances de la tecnología, la productividad de la tierra ha aumentado y se comienza a notar menos el peso de la gran propiedad. La gran propiedad ha hecho surgir un tipo de casa rural muy extendido: el cortijo. Se trata de una casa con varias edificaciones en torno a un patio que albergan diversas funciones: vivienda, cuadra, almacén de alimentos, etc.

#### Sistema urbano

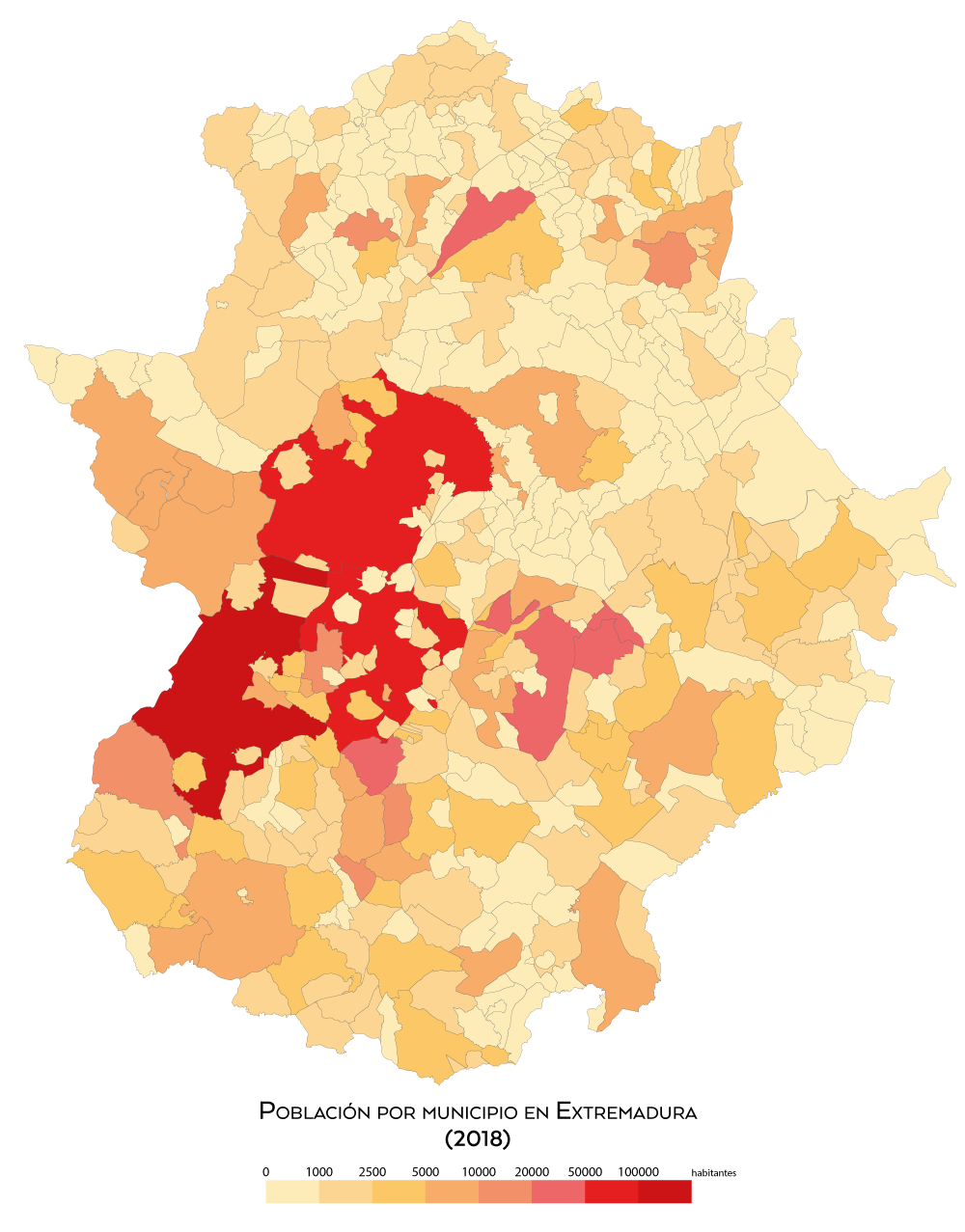
Población por municipios en 2020

Los municipios de Extremadura que poseen más de 7000 habitantes son 19 (INE, 1 de enero de 2024):
| Posición | Municipio                 | N.º de habitantes |
| -------- | ------------------------- | ----------------- |
| 1.º      | Badajoz                   | 150 570           |
| 2.º      | Cáceres                   | 96 441            |
| 3.º      | Mérida                    | 59 857            |
| 4.º      | Plasencia                 | 39 829            |
| 5.º      | Don Benito                | 37 728            |
| 6.º      | Almendralejo              | 34 284            |
| 7.º      | Villanueva de la Serena   | 25 784            |
| 8.º      | Navalmoral de la Mata     | 17 028            |
| 9.º      | Zafra                     | 16 711            |
| 10.º     | Montijo                   | 15 232            |
| 11.º     | Villafranca de los Barros | 12 362            |
| 12.º     | Coria                     | 12 114            |
| 13.º     | Olivenza                  | 11 742            |
| 14.º     | Miajadas                  | 9370              |
| 15.º     | Jerez de los Caballeros   | 9112              |
| 16.º     | Trujillo                  | 8619              |
| 17.º     | Los Santos de Maimona     | 8070              |
| 18.º     | Azuaga                    | 7595              |
| 19.º     | Talayuela                 | 7304              |

En Extremadura, doce municipios tienen el título honorífico de ciudad: en la provincia de Badajoz, las ciudades de Almendralejo, Badajoz, Don Benito, Jerez de los Caballeros, Llerena, Mérida, Olivenza y Villanueva de la Serena; en la provincia de Cáceres, las ciudades de Cáceres, Coria, Plasencia y Trujillo. 
Datan de época medieval los títulos de ciudad de Badajoz, Coria, Mérida, Plasencia y Trujillo. En la Edad Moderna fueron otorgados los títulos de ciudad de Jerez de los Caballeros (1525) y Llerena (1641). Finalmente, en el siglo XIX fueron concedidos los títulos de ciudad de Almendralejo (1851), Don Benito (1856), Villanueva de la Serena (1856), Olivenza (1858) y Cáceres (1882).

### Inmigración
En el territorio extremeño hay 32 451 extranjeros, según el INE a 1 de enero de 2019, de los cuales 19 402 viven en la provincia de Badajoz y los 13 049 restantes en la de Cáceres. La comunidad inmigrante más numerosa es rumana con 8059 personas, seguida por la marroquí con 7202 personas, y después la portuguesa con 3140 personas. Los chinos suman 1675 y los brasileños 1401. Entre los naturales del África subsahariana que viven en Extremadura, la comunidad más numerosa es la de los senegaleses con 208 miembros. En lo que respecta a las personas procedentes de Iberoamérica, salvo Brasil y Colombia, esta última con 1149, el resto de nacionalidades han pasado en los últimos años a ser apenas destacables.

## Economía

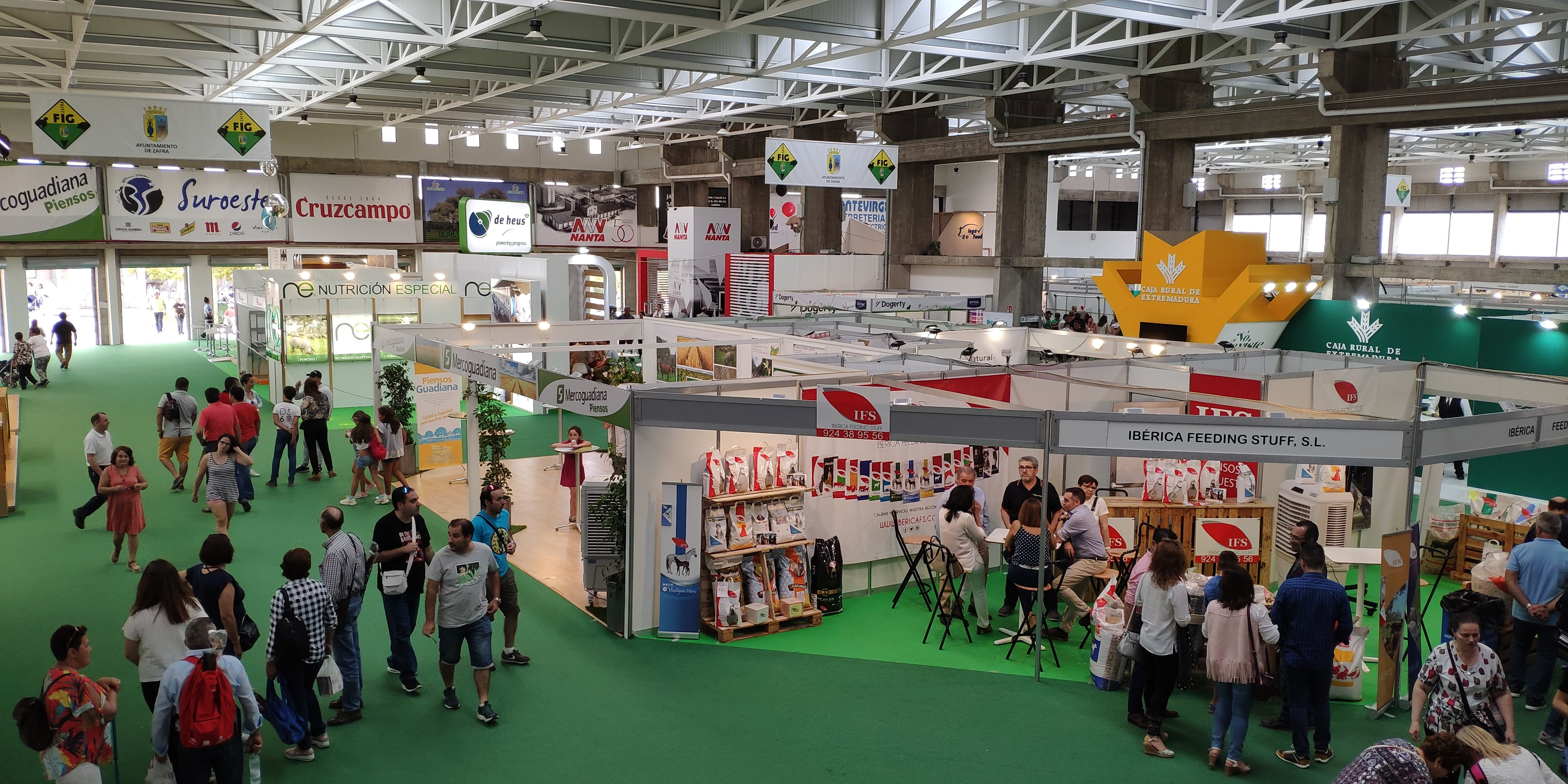
Feria Ganadera de Zafra

El mayor peso en la economía de Extremadura corresponde al sector servicios (57 %). La construcción y las pequeñas y medianas empresas son la base de una economía que está desarrollando un comercio incipiente con las tierras vecinas de Portugal y que mantiene un alto grado de terciarización debido al auge que el turismo medioambiental y cultural está produciendo en los ámbitos rurales, tradicionalmente agrícolas, de su territorio. El turismo constitutía a mediados de la década de 2010 en torno al 5 % del PIB de la región. Económicamente ha sido considerada una de las regiones más atrasadas del país.

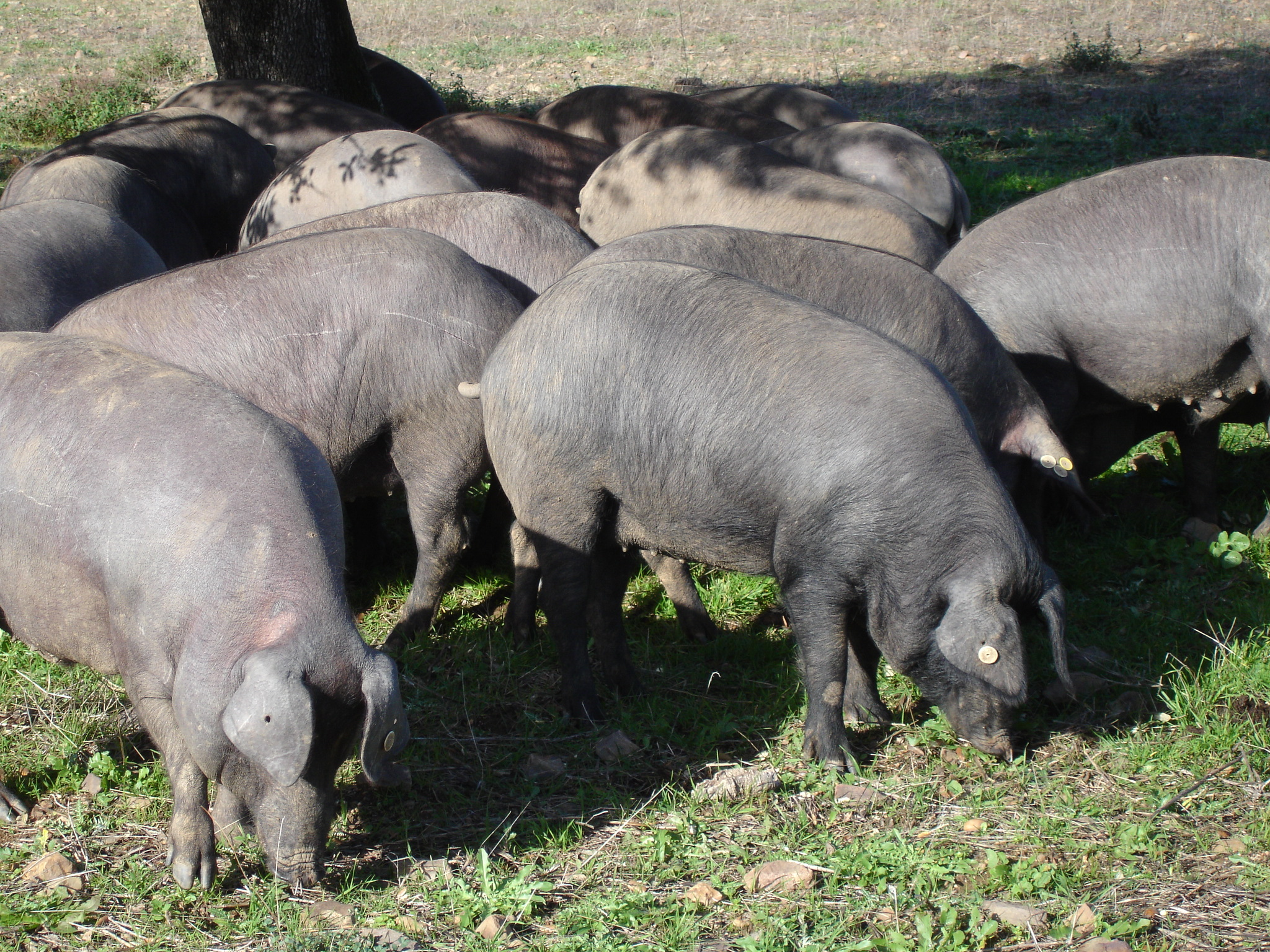
Cerdos ibéricos en la región

Extremadura goza aún hoy día de un crecimiento económico superior al de la media española. En 2017 el PIB creció un 3,7 %, registrando la segunda mejor tasa española. Esto se debe sin duda a un retraso económico histórico, pero se estarían descubriendo y desarrollando nuevas posibilidades de mercado en el sector turístico, del comercio y agroalimentario, principalmente. Un proyecto para instalar una refinería de petróleo en el sur de la región originó una polémica de nivel regional. La región tiene más de 400 000 afiliados a la Seguridad Social, según los datos de 2007.

Exportaciones de Extremadura, 2020

En Extremadura existen alrededor de 8000 industrias, la mayoría son pequeñas y medianas empresas. Los principales subsectores son la energía, agroindustria, corcho, piedra ornamental, maquinaria y textil. En materia energética, el desarrollo de embalses y saltos de agua ha dado paso a una estable explotación de los recursos hidroeléctricos y a una producción de energía mayor que las necesidades de consumo de la propia región.

## Infraestructuras y servicios

### Educación
En Extremadura existe una única universidad: la Universidad de Extremadura, de titularidad pública. Se encuentran en proyecto de aprobación cuatro universidades privadas: dos de educación a distancia y dos de carácter híbrido que combinarían educación a distancia y presencial. De carácter híbrido serían la Universidad Internacional para el Desarrollo, promovida por la Universidad Autónoma de Chile, y la Universidad Europea de Extremadura, en Cáceres, que se añadiría a la red de universidades que la marca Universidad Europea ya tiene en Madrid, Canarias, Valencia y Lisboa. Los dos proyectos de universidades de educación a distancia son la Universidad CEU Núñez de Balboa, promovida por la Asociación Católica de Propagandistas, y la Universidad Abierta de Extremadura, promovida por el Grupo Planeta y un antiguo rector de la Universidad de Extremadura, Segundo Píriz.
La Universidad de Extremadura, a través de su rector, Pedro Fernández Salguero, se ha posicionado en contra de la apertura de más universidades, sean privadas o públicas: "Nuestra impresión es que en Extremadura no hay, ni mucho menos, masa crítica, ni suficiente número de estudiantes como para tener más de una universidad”.

### Energía

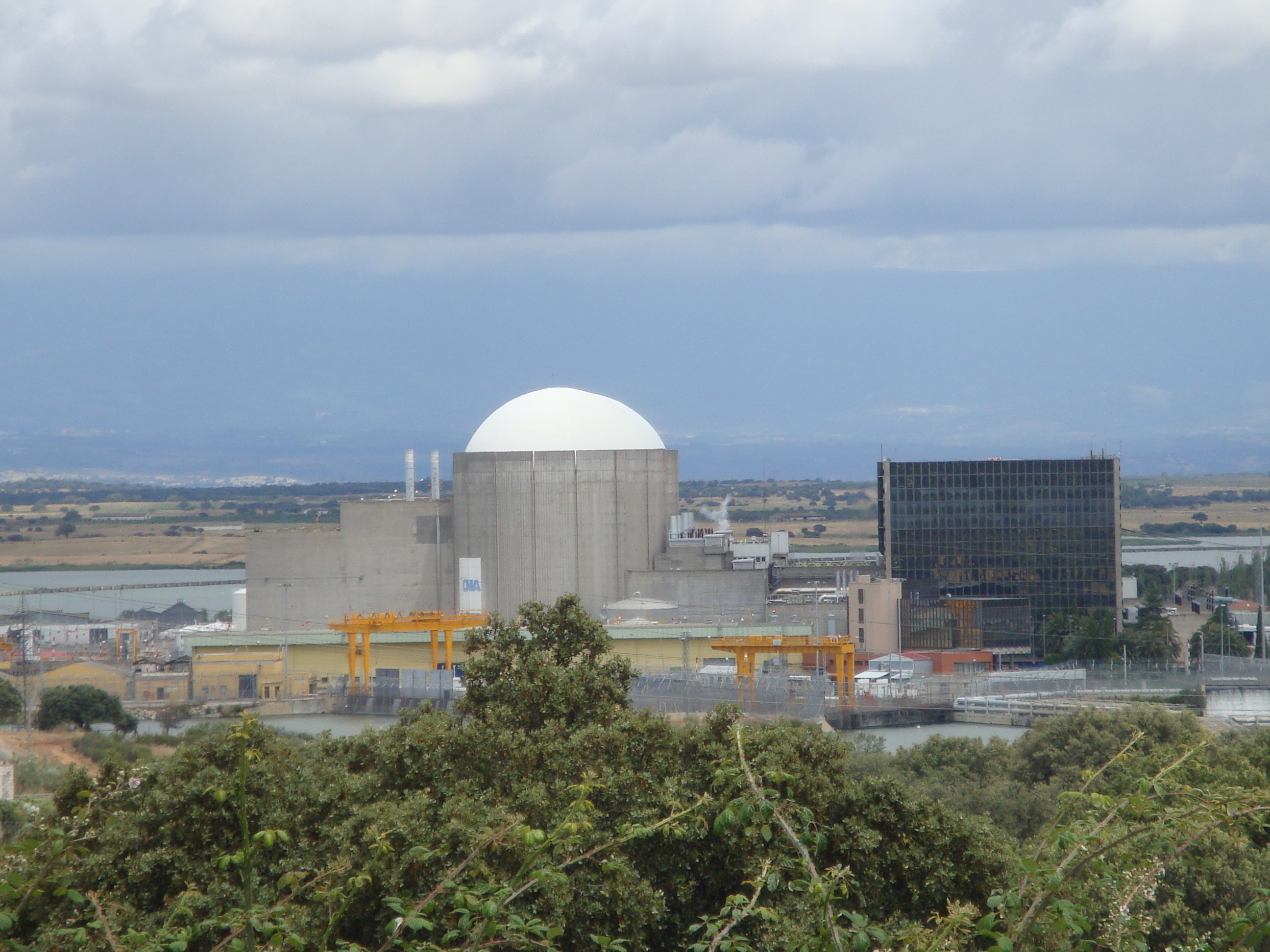
Central nuclear de Almaraz

Extremadura es una región que produce más energía eléctrica de la que consume. En el año 2012, su generación neta fue de 18 506 GWh, mientras que su consumo fue de 4244 GWh, un 5,4 % inferior al año 2011.
En ese año 2012 la capacidad instalada en la comunidad era de 4386 MW en régimen ordinario (hidráulica y nuclear) y 1245 MW en régimen especial, que incluye 539 MW en solar fotovoltaica y 649 MW en solar termoeléctrica. Dentro del régimen ordinario destacan la central nuclear de Almaraz y las centrales hidroeléctricas de Cedillo, José María de Oriol, Gabriel y Galán, Torrejón, Valdecañas y Cíjara.

### Transporte

#### Red viaria
Las carreteras de Extremadura tienen diferentes titularidades. Existen, al menos, cuatro grandes administraciones titulares de carreteras en la comunidad autónoma de Extremadura: el Ministerio de Fomento, la Junta de Extremadura, la Diputación de Badajoz y la Diputación de Cáceres.

##### Autovías
Las autovías del Estado que pasan por Extremadura son:
| Identificador | Denominación                             | Itinerario |
| ------------- | ---------------------------------------- | --- |
|               | Autovía del Suroeste                     | Madrid – Alcorcón – Móstoles – Talavera de la Reina – Navalmoral de la Mata – Miajadas – Mérida – Badajoz – Portugal                               |
|               | Autovía Extremadura-Comunidad Valenciana | Mérida – * – Puertollano – A-41 – Ciudad Real – Manzanares – Argamasilla de Alba – Tomelloso – Villarrobledo – San Clemente – Atalaya del Cañavate |
|               | Autovía Extremeña                        | Trujillo – Cáceres – * – Badajoz |
|               | Autovía Ruta de la Plata                 | Gijón – Oviedo – Campomanes, Onzonilla – Benavente – Zamora – Salamanca – Plasencia – Cáceres – Mérida – Almendralejo - Sevilla                    |
|               | Autovía Badajoz-Granada                  | Badajoz – * – Granada |
|               | Autovía de Huelva                        | Huelva - * - Fregenal de la Sierra - * - Zafra |

Las autovías autonómicas de la comunidad autónoma extremeña son:
| Clave | Denominación                               | Itinerario                                                     | Categoría          | Longitud             |
| ----- | ------------------------------------------ | -------------------------------------------------------------- | ------------------ | -------------------- |
|       | Autovía Navalmoral de la Mata - Portugal   | De Navalmoral de la Mata a Portugal                            | Autovía autonómica | 123 (94 en servicio) |
|       | Autovía de Las Vegas Altas                 | De Miajadas a Vegas Altas (Don Benito-Villanueva de la Serena) | Autovía autonómica | 23 735               |
|       | Autovía de Zafra a Jerez de Los Caballeros | De Zafra a Jerez de los Caballeros                             | Autovía autonómica | En proyecto          |
|       | Autovía de Almendralejo a A-5              | De A-5 (Guadajira) a Almendralejo                              | Autovía autonómica | En proyecto          |
|       | Autovía de Badajoz a Olivenza              | De Badajoz a Olivenza                                          | Autovía autonómica | En proyecto          |

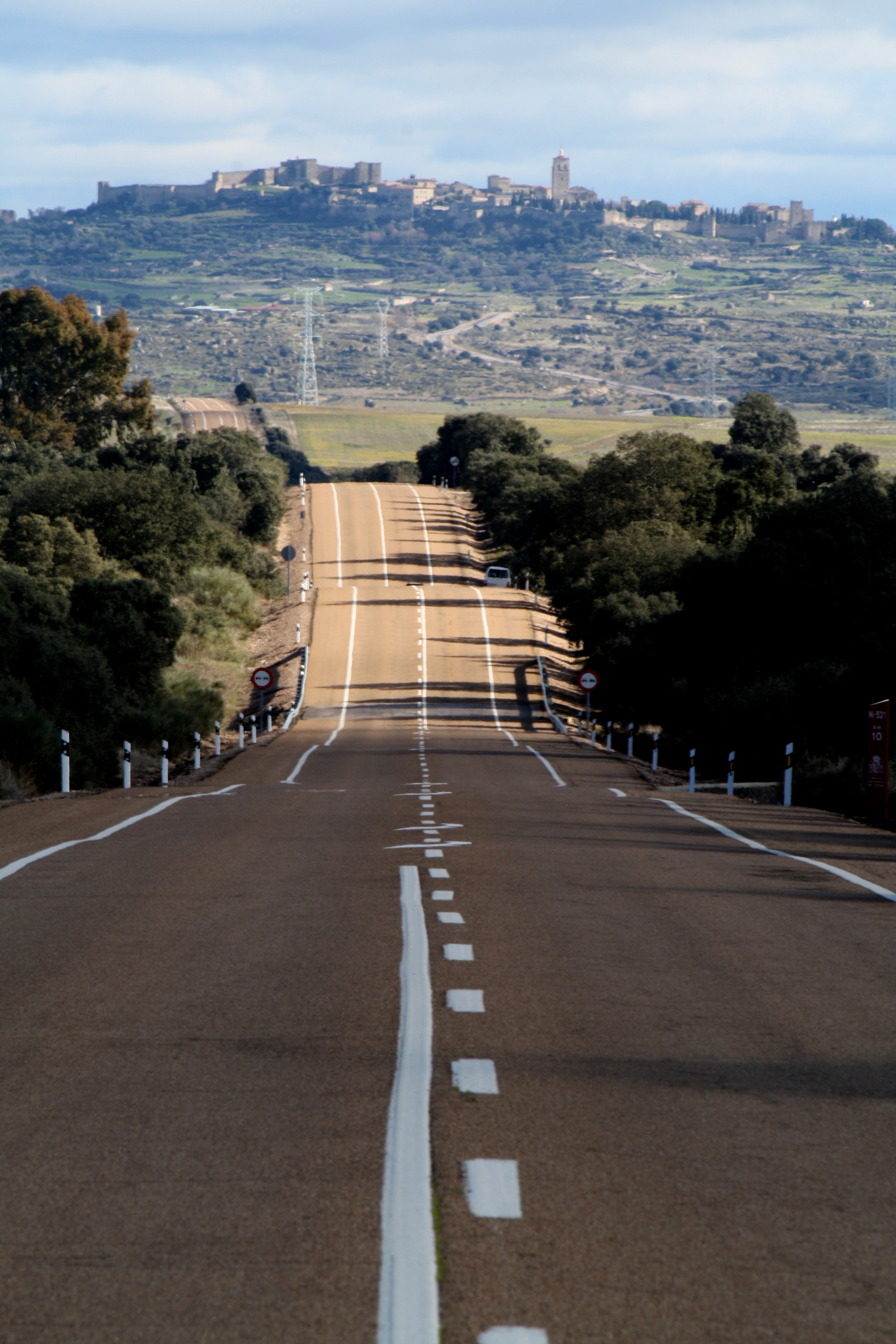
Carretera N-521 en Trujillo

Además, existen otras redes de carreteras gestionadas por los Ayuntamientos en los términos municipales de su competencia.

#### Transporte público

##### Autobuses
En el transporte público de la región, destacan los autobuses sobre cualquier otro medio de transporte público. En la región operan varias empresas para el transporte de viajeros de unas localidades a otras, tales como ALSA, LEDA o CEVESA. En las principales ciudades, como Badajoz, Cáceres, Mérida y Plasencia, existen líneas urbanas de autobús.

##### Ferrocarriles
En cuanto al ferrocarril, las ciudades de Extremadura no cuentan con redes de metro, tren de cercanías ni tranvía. Las únicas líneas de tren son las líneas que unen la región con otros lugares de España y Portugal, que últimamente se encuentran deterioradas, aunque desde 2019 hasta 2023 se han acometido varias reformas para mejorar estas infraestructuras. Se encuentran en marcha las obras para la alta velocidad, con estaciones en Navalmoral de la Mata, Plasencia, Cáceres, Mérida y Badajoz pero con un importante retraso en su puesta en marcha. Hoy en día, Extremadura cuenta con varios trayectos de Regional, Media Distancia además de disponer cada día de tres frecuencias por sentido en Alvia que unen Badajoz con Madrid.
Las líneas que atraviesan Extremadura son:
Ancho ibérico (Adif)
- Aljucén-Cáceres
- Ciudad Real-Badajoz
- Córdoba-Almorchón
- Madrid-Valencia de Alcántara
- Mérida-Los Rosales

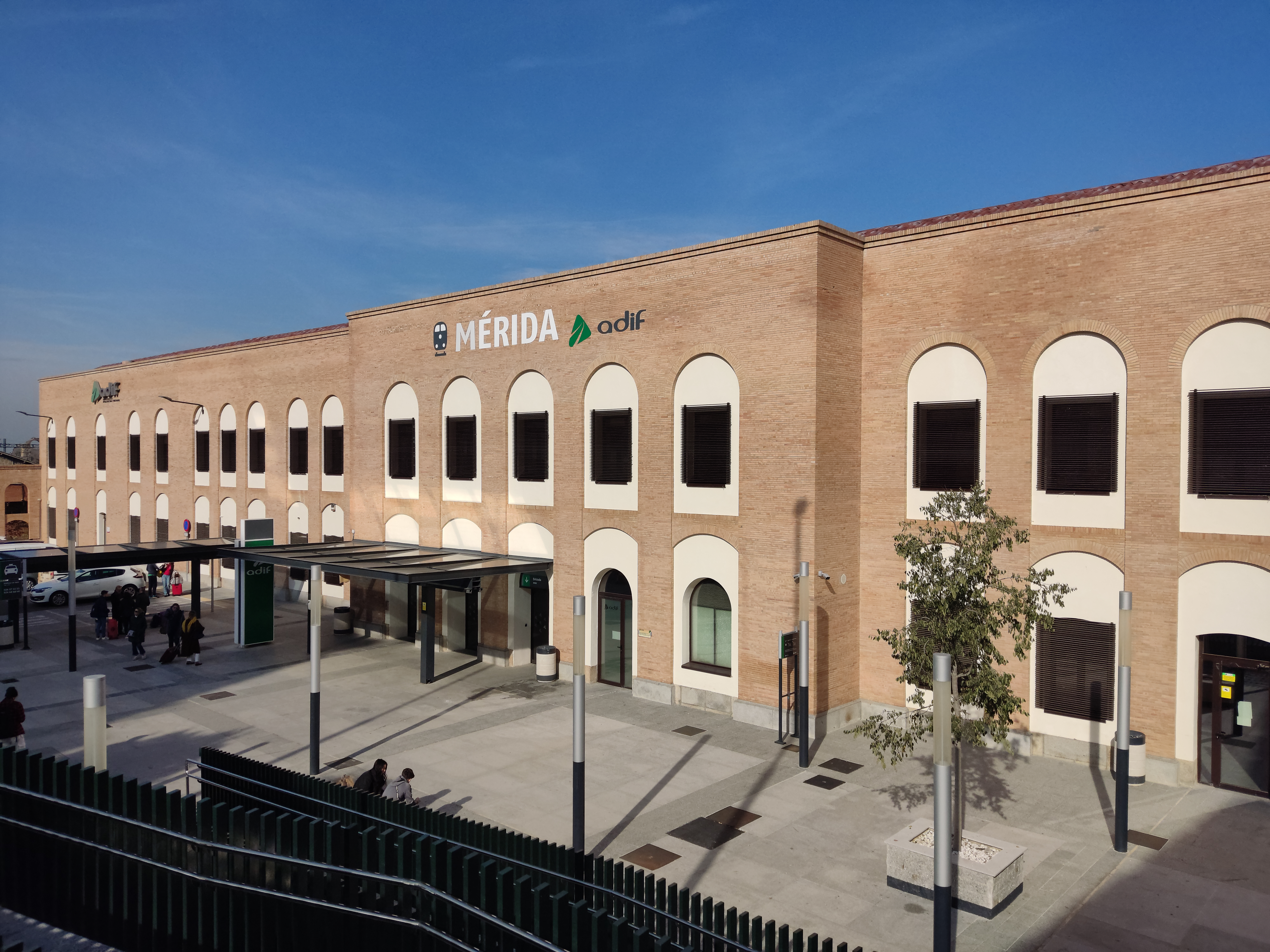
Estación de tren de Mérida

- Plasencia-Astorga (funcionamiento parcial)
- Valencia de Alcántara-Frontera portuguesa (sin servicio)
- Zafra-Huelva
- Zafra-Jerez de los Caballeros

Ancho estándar (Adif)
- Madrid-Extremadura (funcionamiento parcial)

##### Aeropuerto
Existe un aeropuerto en Badajoz, con vuelos a Madrid y Barcelona. Además en verano también hay vuelos a Baleares y Canarias. También se encuentra en proceso la creación de un aeródromo en Cáceres.

## Cultura

### Patrimonio

#### Patrimonio de la Humanidad

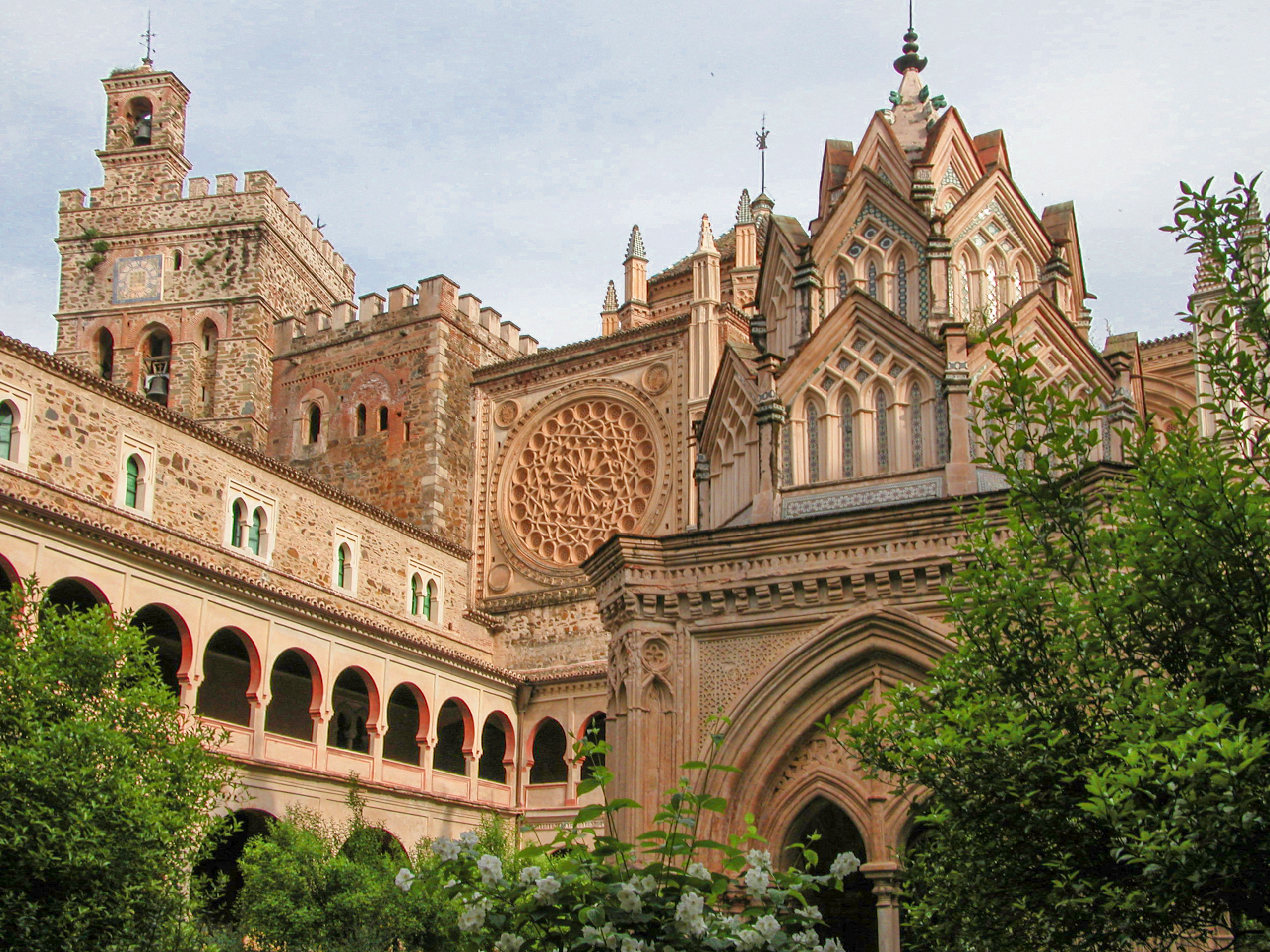
Monasterio de Guadalupe

Extremadura posee tres lugares que han sido declarados Patrimonio de la Humanidad cultural por la Unesco:
- Ciudad Vieja de Cáceres, desde 1986.
- Conjunto arqueológico de Mérida, desde diciembre de 1993.
- Real Monasterio de Nuestra Señora de Guadalupe, desde 1993.

Del mismo modo se ha iniciado el proceso para obtener la designación como Patrimonio de la Humanidad de otros bienes como la ciudad amurallada de Plasencia, la ciudad de Trujillo, el puente de Alcántara, las edificaciones abaluartadas de la Raya entre Extremadura y Portugal, la Vía de la Plata y la ruta del emperador Carlos V.
Por otra parte, se debe mencionar la singularidad de la histórica ciudad de Badajoz, que cuenta con el mayor recinto amurallado de España y la mayor alcazaba de Europa y del mundo en su género y época.

#### Patrimonio europeo

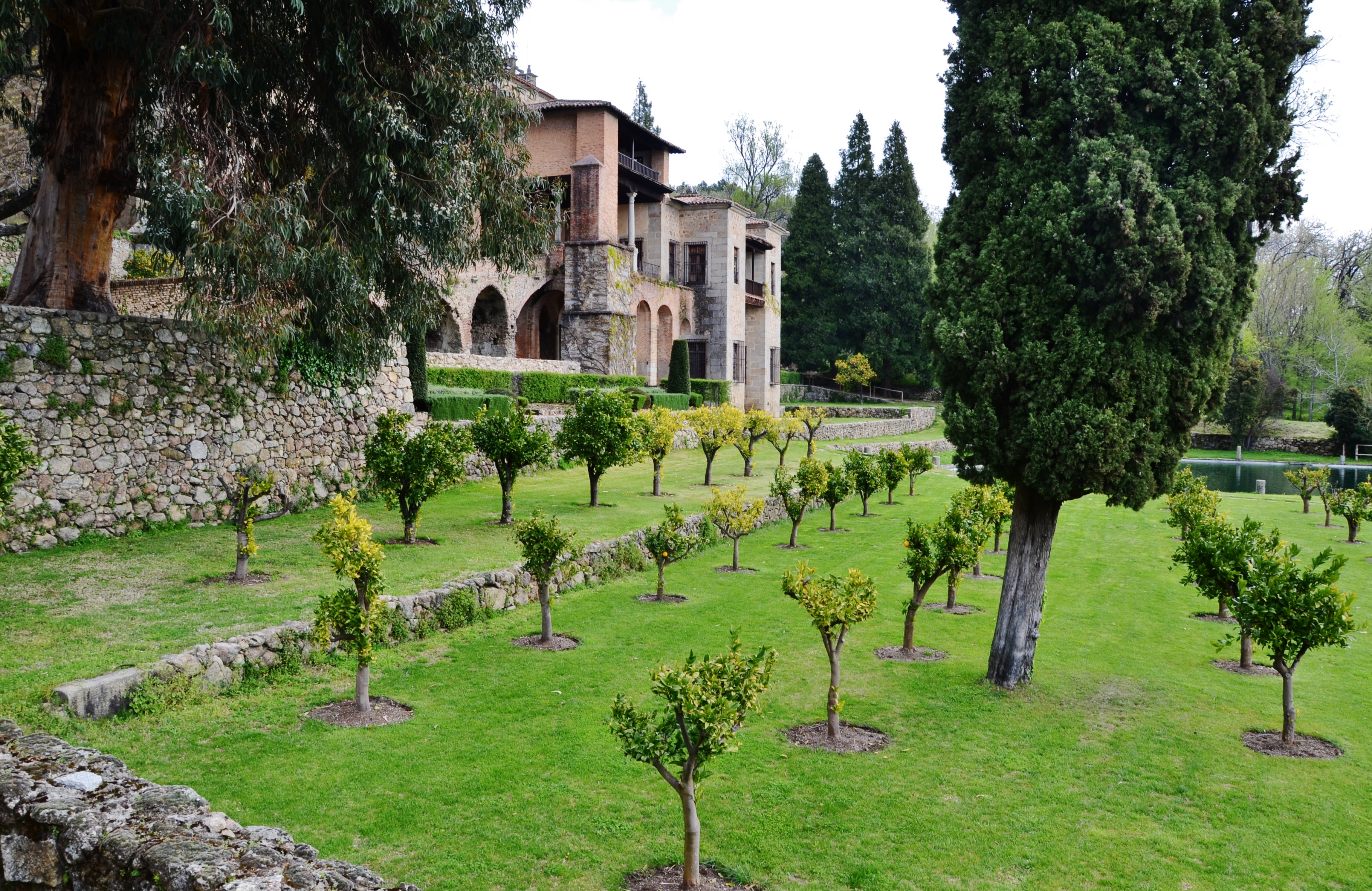
Monasterio de Yuste

El 13 de abril de 2007, el monasterio de Yuste fue declarado Patrimonio Europeo.

#### Vías pecuarias
Las vías pecuarias son rutas o itinerarios por los que hace siglo transitaba el ganado entre los pastos de verano en las montañas del norte y los pastos de invierno en las llanuras del sur. Estas vías se pueden clasificar por su anchura:
- Cañada (75 metros)
- Cordel (37,5 metros)
- Vereda (20 metros)
- Coladas-descansaderos (según determine la clasificación)

En Extremadura, las vías pecuarias alcanzan una longitud de 7200 kilómetros y ocupan una superficie aproximada de 30 000 hectáreas. Además, seis de las grandes cañadas de la red nacional atraviesan la región.
El uso ganadero de estas vías ha decaído en la actualidad y hay factores como la circulación de vehículos o la urbanización, que pueden deteriorarlas e invadirlas. En este sentido, hay que trabajar para frenar este proceso, pero, sobre todo, porque estas vías tienen muchas posibilidades desde el punto de vista turístico y recreativo, esto es, son un recurso endógeno más de gran valor ambiental y cultural que es necesario rentabilizar para el desarrollo rural. El objetivo es reconvertir su uso específicamente ganadero en espacios de ocio en el medio rural recuperando con ello toda una cultura popular y profesional basada en la trashumancia.
Por todo ello, estas vías son un importante elemento para el Desarrollo Rural porque favorecen la fijación de la población en las zonas rurales, debido a su alto potencial en el desarrollo de actividades socioeconómicas como el turismo de naturaleza, la puesta en valor del patrimonio natural y cultural o la promoción de actividades artesanales.

### Cinematografía
Las siguientes películas y series están ambientadas en Extremadura o han sido rodadas en la región:
- Las Hurdes, tierra sin pan (1932)
- La cera virgen (1972)
- Los santos inocentes (1984)
- El Lute: camina o revienta (1987)
- Jarrapellejos (1988)
- 1492: La conquista del paraíso (1992)
- El séptimo día (2004)
- Teresa: el cuerpo de Cristo (2007)
- El hombre de arena (2007)
- Un novio para Yasmina (2008)
- Pájaros muertos (2009)
- La esquina del tiempo (2009)
- Planes para mañana (2010)
- La serie Hispania, la leyenda (2010-2012)
- La serie Isabel (2012-2014)
- Territoriu de bandolerus (2013) primera película realizada en extremeño
- Juego de tronos (serie de televisión)
- La catedral del mar (serie de televisión)

### Folclore
Extremadura posee un papel destacado en el panorama folclórico español. En la región perduran tradiciones y elementos folclóricos que la hacen rica en este sentido, en la línea de buena parte del occidente peninsular. El folclore extremeño posee elementos y órdenes propios, al mismo tiempo que refleja otros provenientes de la influencia de los de los territorios vecinos, especialmente del leonés (influyente por lo general en la provincia de Cáceres y áreas del norte de Badajoz, aunque con algunos de sus elementos presentándose aún incluso en zonas limítrofes de la provincia de Huelva) y del andaluz (más influyente en el resto de la provincia pacense, aunque algunos elementos y formas meridionales también se dan en Cáceres y otras áreas del mediodía peninsular). Destacan igualmente ciertas influencias portuguesas.

#### Fiestas
Extremadura cuenta con unas cuarenta fiestas de interés turístico durante todo el año. La tramitación y concesión del título de las fiestas se realizan a través de la Consejería de Medio Ambiente, Urbanismo y Turismo. Para la obtención del estatus de Fiesta de Interés Turístico Regional, una fiesta debe cumplir los siguientes requisitos:
- Originalidad en la celebración
- Valor cultural, gastronómico o ambiental
- Una antigüedad mínima de diez años
- Capacidad para atraer visitantes fuera de Extremadura
- Celebración de forma periódica

Estas fiestas de interés turístico suelen coincidir, aunque no siempre, con días de fiestas populares en varios lugares de Extremadura, como San Sebastián, San Blas, Carnavales, Semana Santa, agosto o el Día de Todos los Santos. Destacan, entre otras:
- La Semana Santa Cacereña, de Interés Turístico Internacional, algunas de cuyas cofradías son de las más antiguas de España. Así la del Nazareno y de la Misericordia tienen unos estatutos del año 1464, la del Espíritu Santo del año 1493, la de la Santa y Vera Cruz del año 1521 o la de La Soledad que se remonta a 1582. Durante 2008 desfilaron 12 cofradías con 37 pasos en 18 desfiles, con la participación de unos 3000 cofrades. El paso denominado «del Cristo Negro» es uno de los más venerados, destacando por su austeridad y seriedad. Por su peculiaridad, aspira a ser declarada de Interés Turístico Internacional.
- La Semana Santa de Mérida, de Interés Turístico Nacional, cuenta con numerosas cofradías, además de con la celebración de un Vía Crucis con una de sus tallas más antiguas, el Cristo de la O, en el anfiteatro romano de la ciudad. Cuenta tanto con antiguas cofradías de los siglos XVIII y XIX, como con muchas otras fundadas a lo largo de los siglos XX y XXI.
- La Semana Santa de Jerez de los Caballeros, de Interés Turístico Nacional,[72] cuenta con un total de ocho hermandades desfilan durante esos días por las calles de la localidad pacense en un total de once procesiones. Las cuatro principales iglesias (Santa Catalina, San Miguel Arcángel, San Bartolomé y Santa María de la Encarnación) más la ermita de los Santos Mártires, se convierten en centro de atención y de espera para ver salir a las cofradías. Esta localidad del Suroeste extremeño cuenta con una variedad de imágenes de Extremadura y Andalucía, con pasos como la Virgen del Rosario, que procesiona el Domingo de Ramos y el de Resurrección, o la Esperanza Macarena, que hace su estación de penitencia en la Madrugá Jerezana.

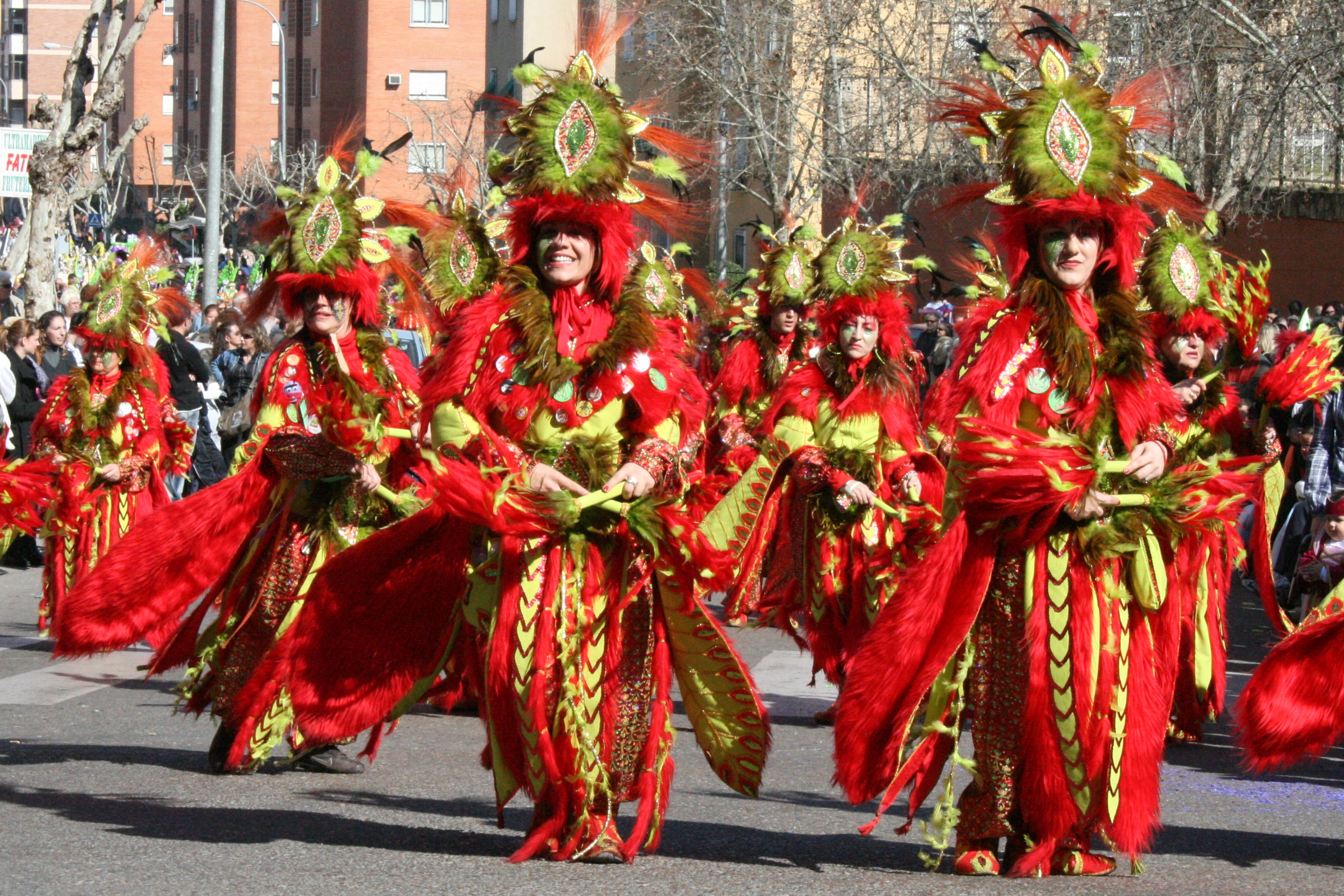
Carnaval de Badajoz, Fiesta de Interés Turístico Internacional

- Los Carnavales de Badajoz, de Interés Turístico Internacional, son unos de los que más participación popular reúnen. En ellos hay multitud de comparsas que llenan las calles pacenses de colorido, con trajes increíblemente elaborados, creando un gran espectáculo el domingo de Carnaval, cuando se celebra el desfile oficial de Comparsas y Artefactos. También destaca el concurso de Murgas, celebrado en el teatro López de Ayala, en el cual numerosas agrupaciones actúan con el objetivo de llegar a la gran final, celebrada el viernes de Carnaval. Son uno de los cuatro carnavales españoles con consideración de Interés Turístico Internacional, junto con los de Cádiz, Santa Cruz de Tenerife y Águilas.
- La Semana Santa pacense, de Interés Turístico Nacional, posee cofradías e imágenes que se llegan a remontar a los siglos XVI y XVII. Momentos señalados de estas celebraciones son el paso de la procesión del Cristo de la Angustia, de la parroquia de San Fernando, sobre el Puente de Palmas, al que se le apagan las luces logrando una preciosa estampa; el vía crucis realizado en la plaza Alta de la ciudad con el paso del Cristo del Prendimiento; o la procesión de la Virgen de la Soledad, patrona de Badajoz.

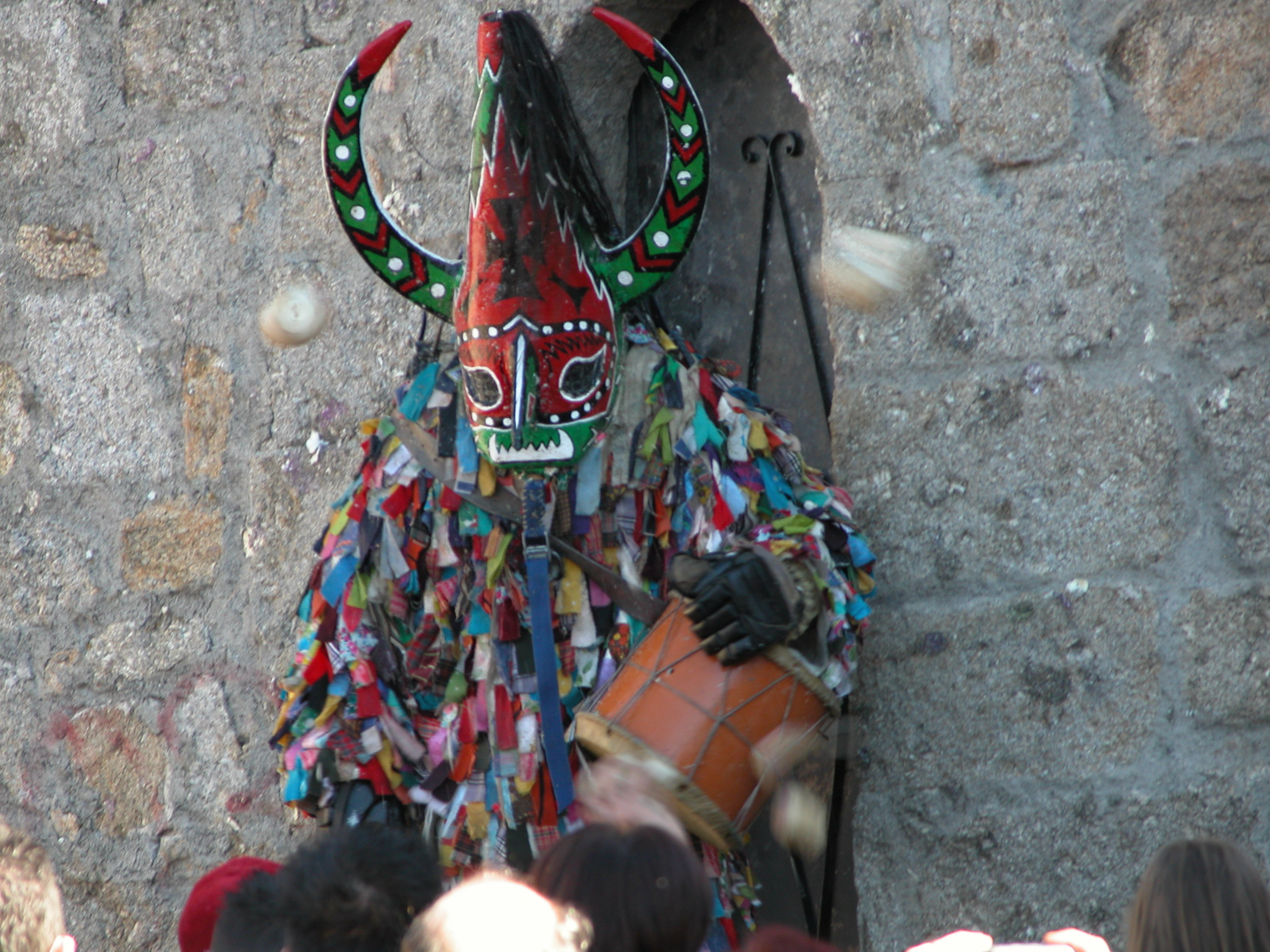
Jarramplas de Piornal

- Jarramplas, de Interés Turístico Nacional, Jarramplas es un personaje vestido con una chaqueta y pantalón de los que cuelgan una multitud de cintas multicolores, la cabeza va cubierta con una máscara cónica de fibra de vidrio que contiene dos cuernos y una gran nariz el cual hace un recorrido por las calles de Piornal tocando un tamboril, a la vez que los vecinos le tiran verduras y hortalizas. Antiguamente se le lanzaban patatas, pero hoy se le tiran nabos.

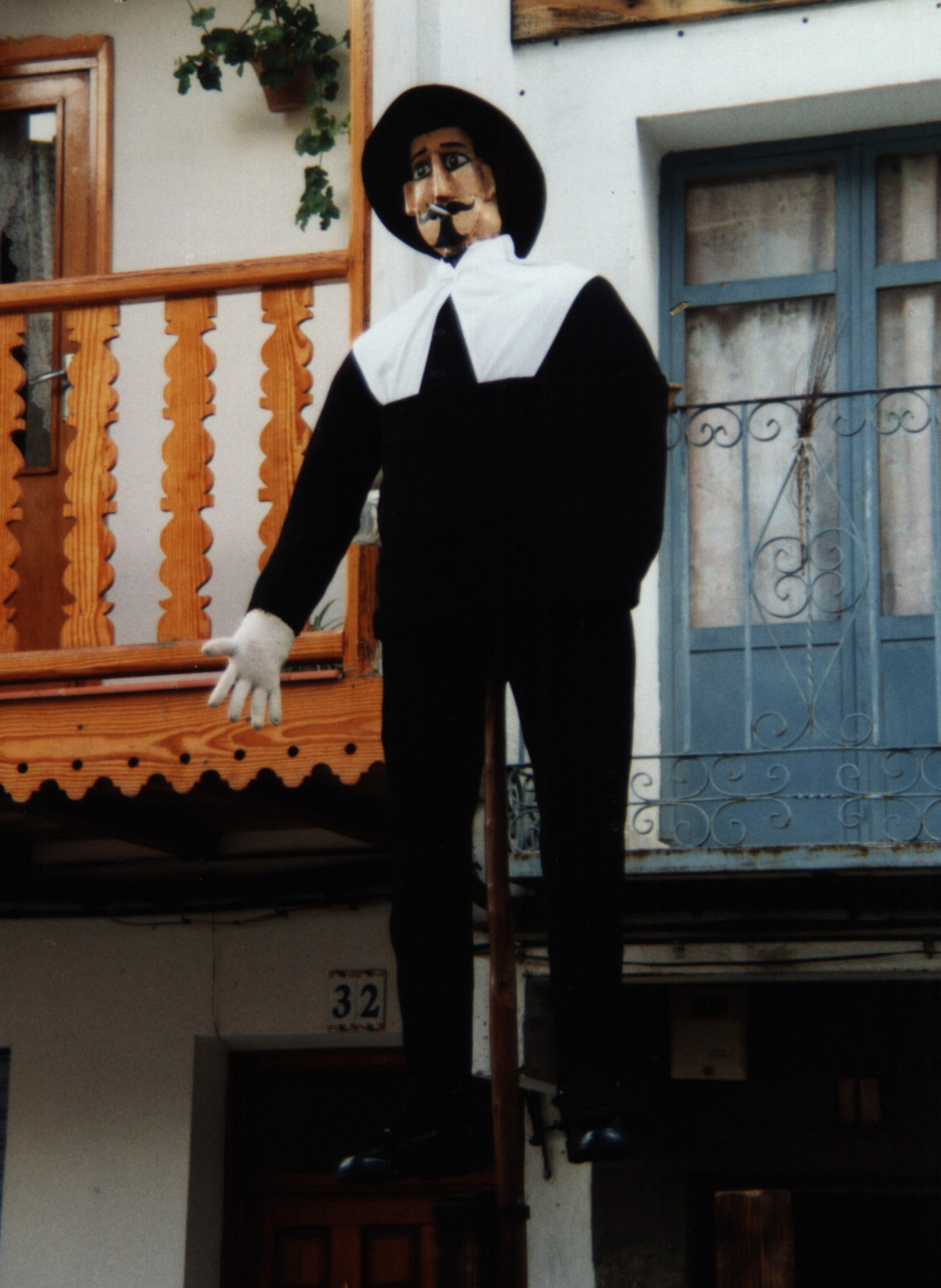
Peropalo de Villanueva de la Vera

En poblaciones menores destacan las fiestas de Interés Turístico Nacional como son la Encamisá de Torrejoncillo o la fiesta del Peropalo en Villanueva de la Vera; también destacan la fiesta de la Chanfaina y la romería de San Isidro Labrador, en Fuente de Cantos, ambas de Interés Turístico Regional (siendo el único municipio con dos fiestas de esta declaración); y el Jarramplas, en Piornal, de Interés Turístico de Extremadura, o la Batalla de La Albuera, también de Interés Regional, entre otras muchas.

#### Bailes y música popular
Extremadura ha conservado entre sus tradiciones gran número de bailes y danzas autóctonas. El cancionero constituye uno de sus grandes tesoros, donde se puede encontrar cantares para todas las ocasiones. Extremadura ha contado con eminentes musicólogos como Bonifacio Gil, Manuel García Matos y Ángela Capdeville, entre otros, que han realizado estudios sobre el cancionero popular de Extremadura, recorriendo los pueblos para recopilar cientos de canciones y sentar las bases del cancionero autóctono.

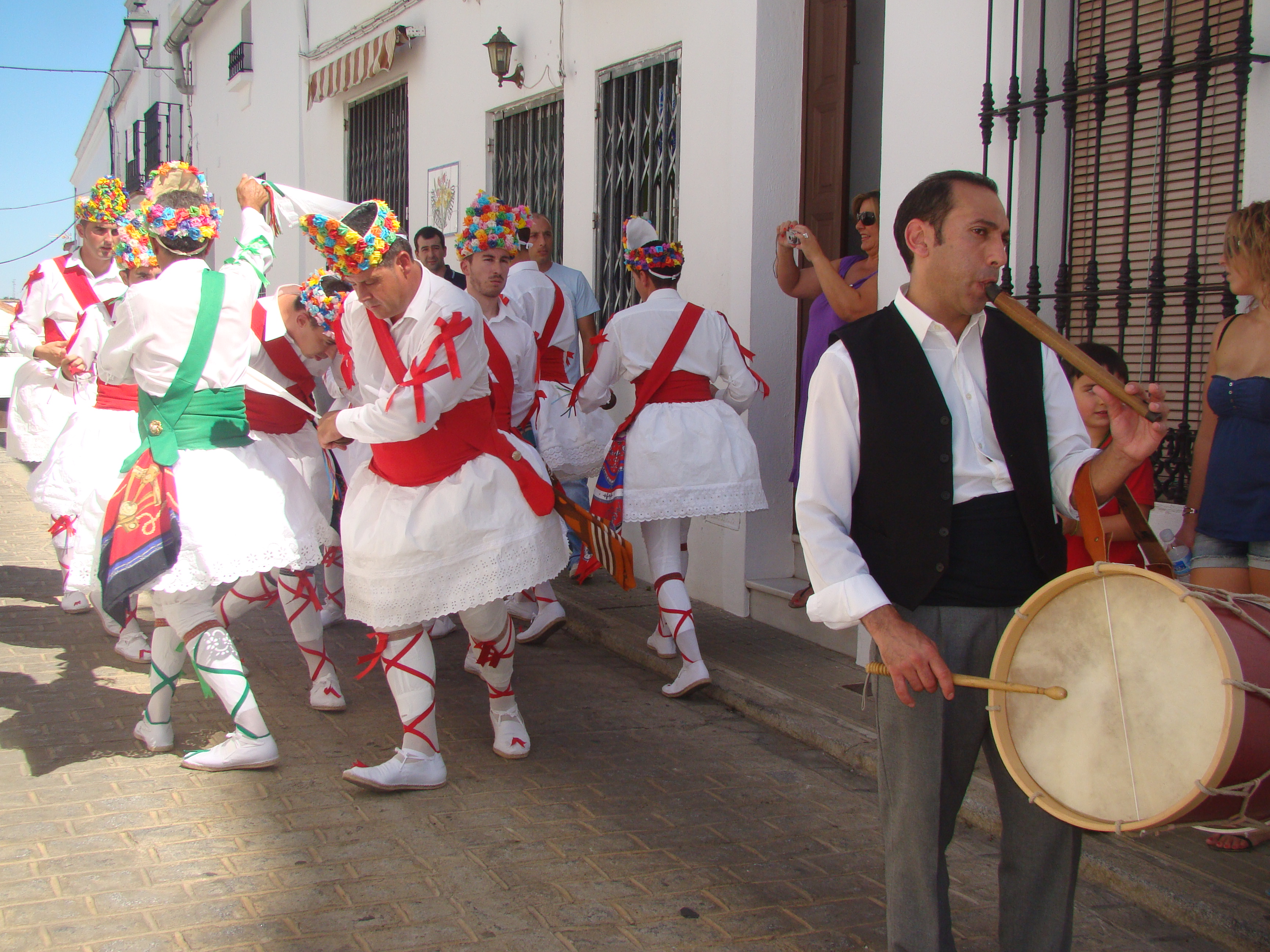
Danzaores en Fregenal de la Sierra

El baile tiene como principal característica la sencillez y la elegancia. La mujer, con sus pasos agitados hace mover sus vistosos refajos. Sus brazos, a pesar de encontrarse sujetos por los policromos pañuelos de «filoseda» que cruzan en sus cuerpos, toman movimiento de ir y venir de acuerdo con el ritmo. El hombre baila con los brazos en alto mirando a su pareja, mientras sus pies marcan fuertemente el ritmo. Las jotas toman en Extremadura gran variedad de formas y matices, también sobresale el fandango, la rondeña, la jota del triángulo, las paleos, el pindongo, el perantón, sones brincaos y sones llanos. También es importante el flamenco (jaleos extremeños, tangos extremeños).
Los instrumentos utilizados son la flauta de tres agujeros (gaita extremeña) y tamboril, guitarra, laúd, rabel, pandero y otros instrumentos de percusión como almireces, castañuelas o botella de anís.

### Gastronomía
La gastronomía de Extremadura es el conjunto de platos y tradiciones culinarias de la región. La apertura de la Vía de la Plata ha hecho que la cocina extremeña se haya divulgado por otras regiones influyendo también en la española, mientras que al mismo tiempo la cocina extremeña se ha visto influenciado por otras cocinas. La existencia de numerosos monasterios, como el de Yuste o el de Guadalupe, ha dado lugar a un esplendor culinario de recetas que han provenido de sus cocinas. Extremadura no da al mar, y los platos que ofrece son fundamentalmente cárnicos y compuestos de hortalizas diversas. Varias comidas, especias o frutas tienen denominación de origen protegida.
En el terreno de la carne cabe destacar la gran producción de subproductos del cerdo como pueden ser los embutidos y la chacinería en general. La producción porcina tiene en esta región unas altas cuotas de calidad, debido a que crían la razas ibéricas alimentadas de las abundantes bellotas. Una de las zonas de mayor producción porcina es las comarcas de Montánchez, se cuenta como leyenda que los buenos jamones (Jamón de Montánchez) de esta tierra se deben a la persecución que hacen los cerdos de las víboras. Los chorizos extremeños tan abundantes en ajo y en pimentón de la Vera. Uno de los platos representativos es la cachuela extremeña, la chanfaina, etc. Como Extremadura es tierra de pastoreo cabe destacar platos con cordero: caldereta de cordero, el frito extremeño. La caza es abundante y cabe destacar la caza menor una de los platos de caza más conocidos son las perdices al modo de Alcántara debido a una historia con las tropas francesas. Entre los pescados, cabe destacar las diversas recetas elaboradas con bacalao en salazón, sobre todo aquellas que contienen la denominación de vigilia: potaje de vigilia. La torta del Casar es un queso extremeño con denominación de origen protegida de ámbito europeo. También hay que destacar el tradicional plato de las Migas extremeñas, en el que se utilizan productos como el Pimentón de la Vera y el chorizo extremeño.

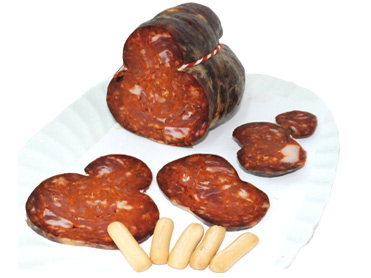
Morcón ibérico
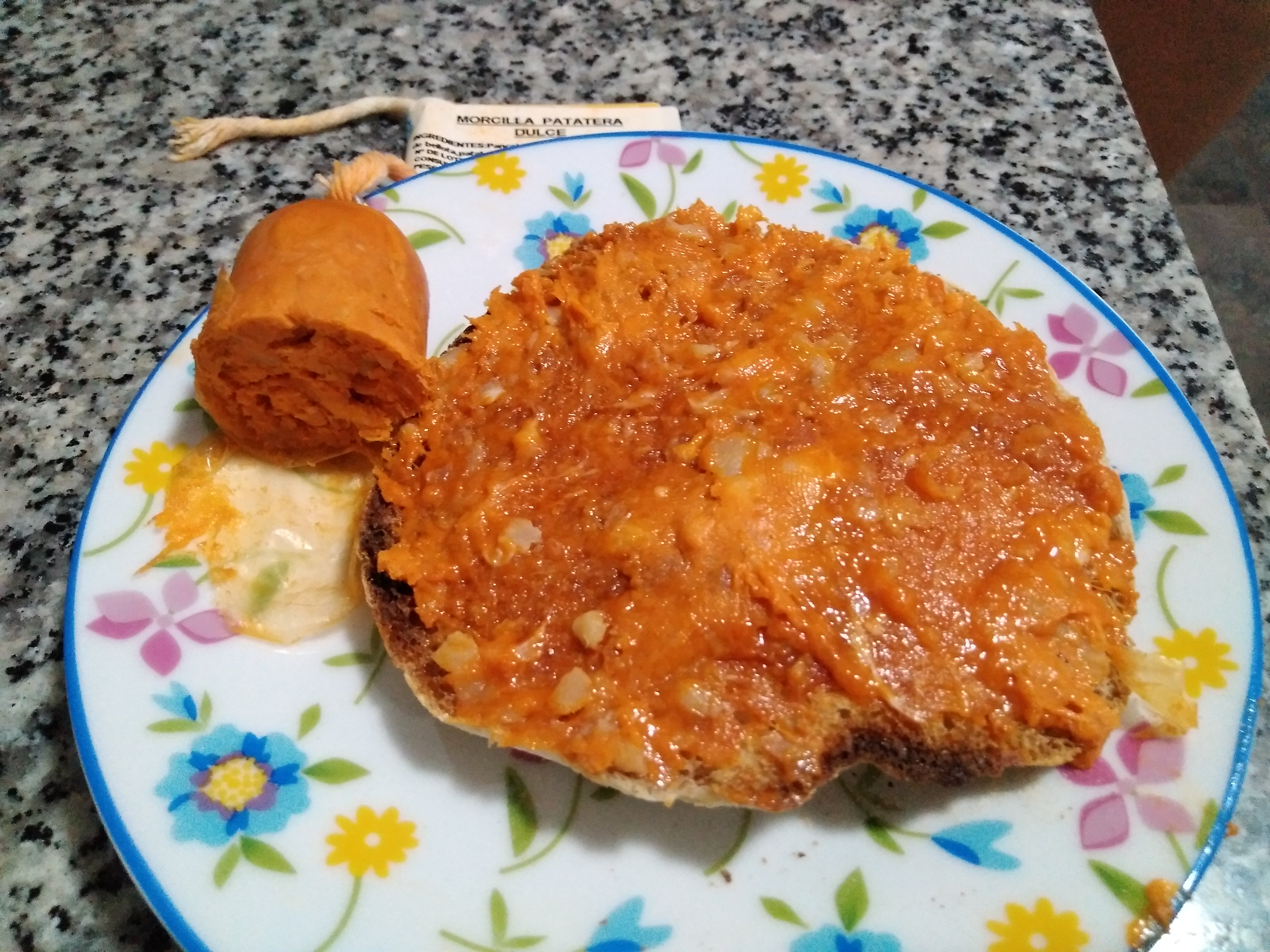
Patatera dulce
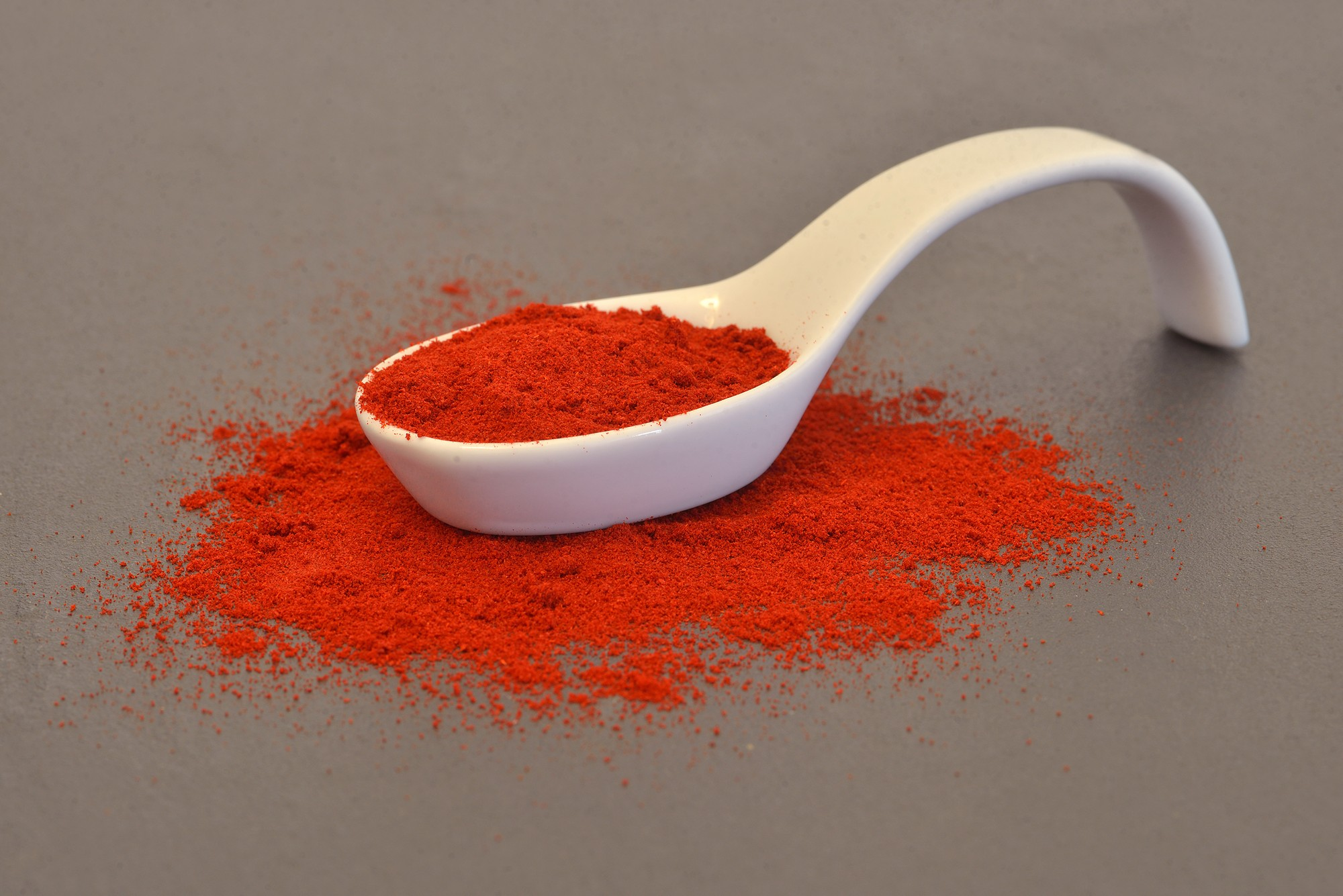
Pimentón de la Vera
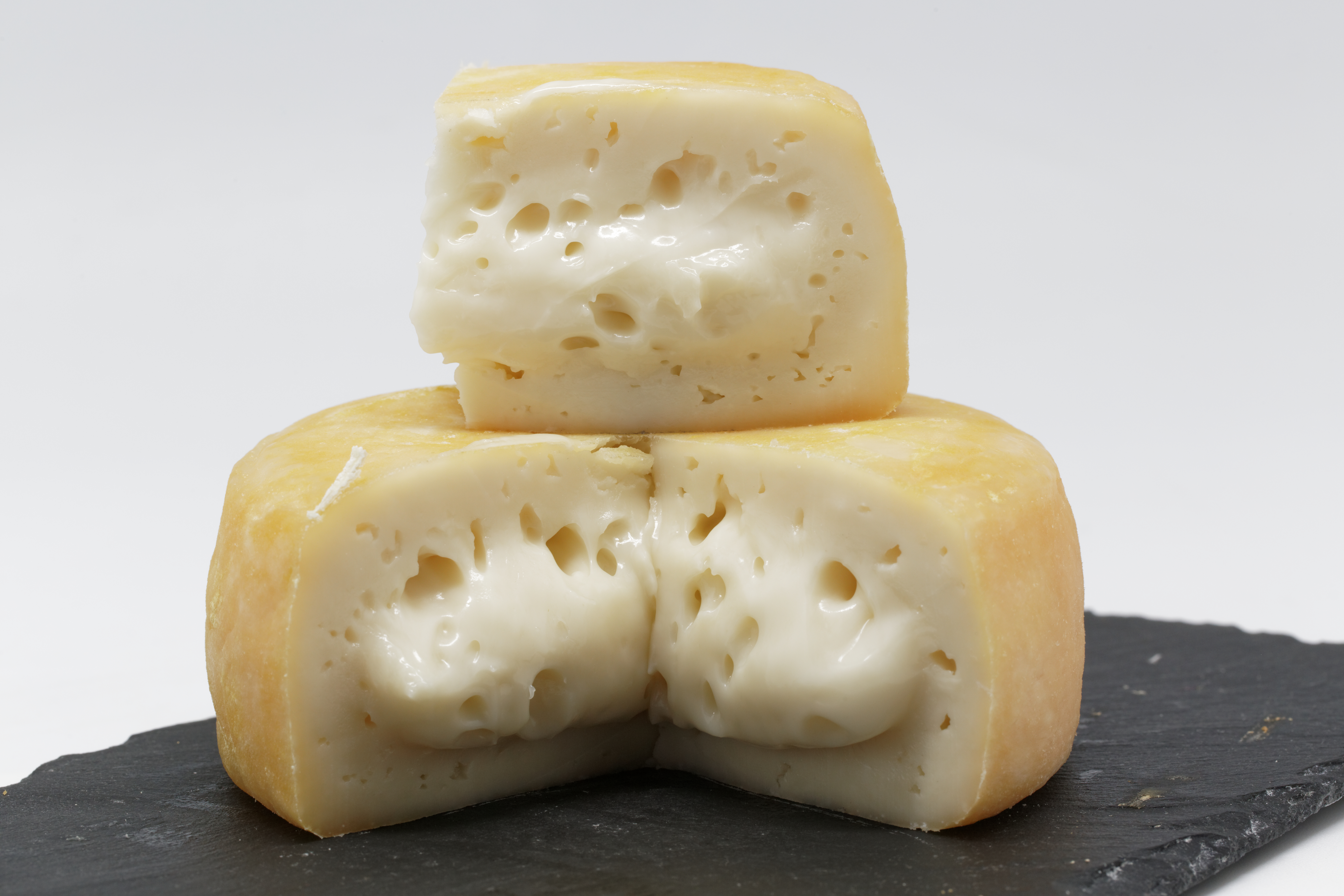
Torta del Casar

### Lenguas
En la región se hablan varias lenguas iberorromances:

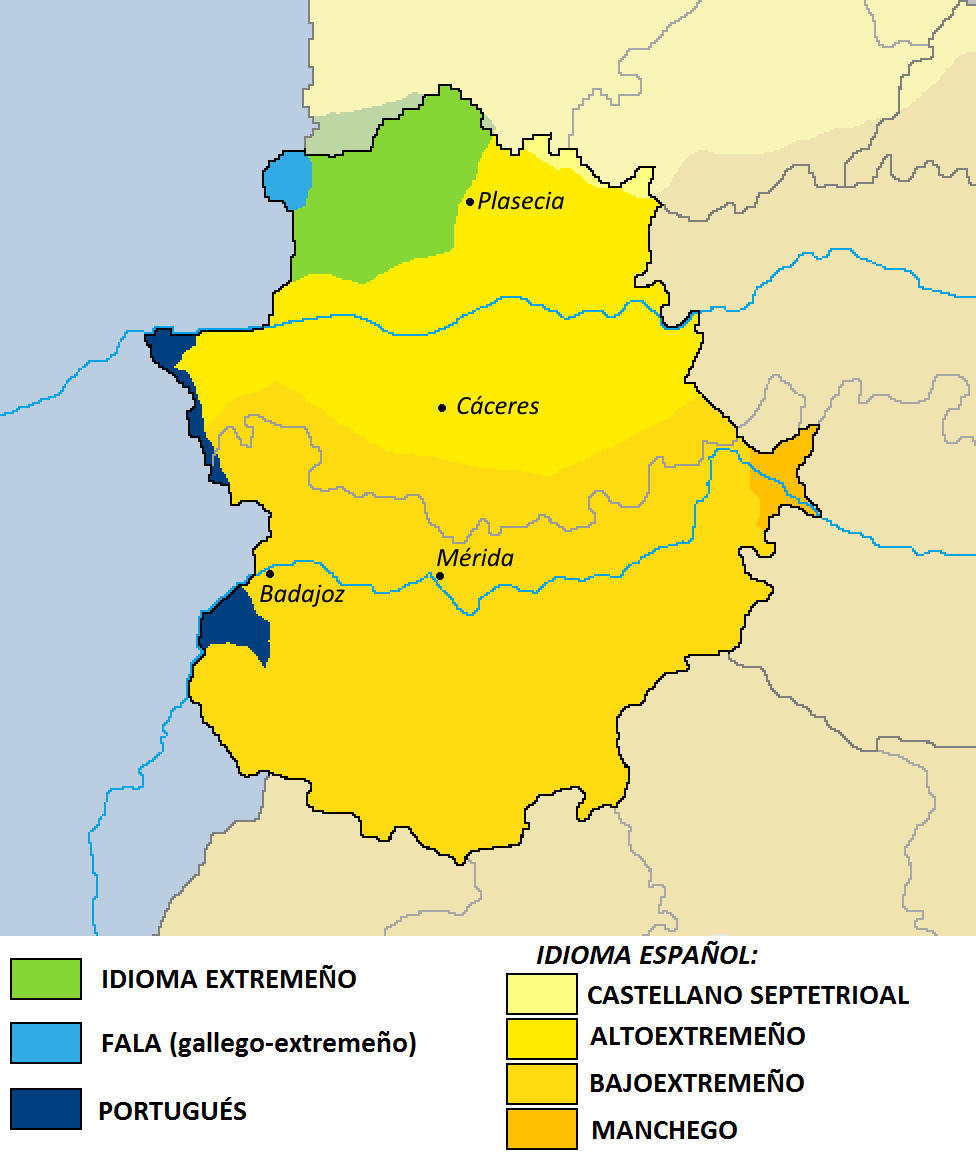
Lenguas de Extremadura

- Castellano, única lengua reconocida en Extremadura como oficial, es además el idioma materno y corriente de más del 97 % de la población.
- Portugués, con sus variantes principales: el portugués oliventino,[76] el de Herrera de Alcántara,[77] y el portugués de Cedillo y la franja fronteriza en Valencia de Alcántara y La Codosera.[78] En la mayoría de estas localidades el portugués se halla en regresión. La variedad oliventina contaba en 2014 con 1000 hablantes, en su mayoría personas mayores.[79] Algunas escuelas extremeñas ofrecen la enseñanza del portugués como lengua extranjera, pero no siempre a niveles que lleven a los alumnos a dominar el idioma.
- Fala, lengua estrechamente vinculada al gallego y al portugués, con fuertes influencias asturleonesas, está catalogada como bien de interés cultural y goza de especial protección por parte de la Junta de Extremadura. Se considera un grupo dialectal del galaico-portugués plenamente diferenciado del portugués del otro lado de la frontera y del resto de variedades de portugués de Extremadura.[80] Se habla en el Valle de Jálama (Xálima en esta lengua).
- Extremeño: lengua formante del tronco asturleonés. Identificada como tal por organismos internacionales[81][82] se encuentra en estado de regresión y carece casi por completo de normalización.

### Religión

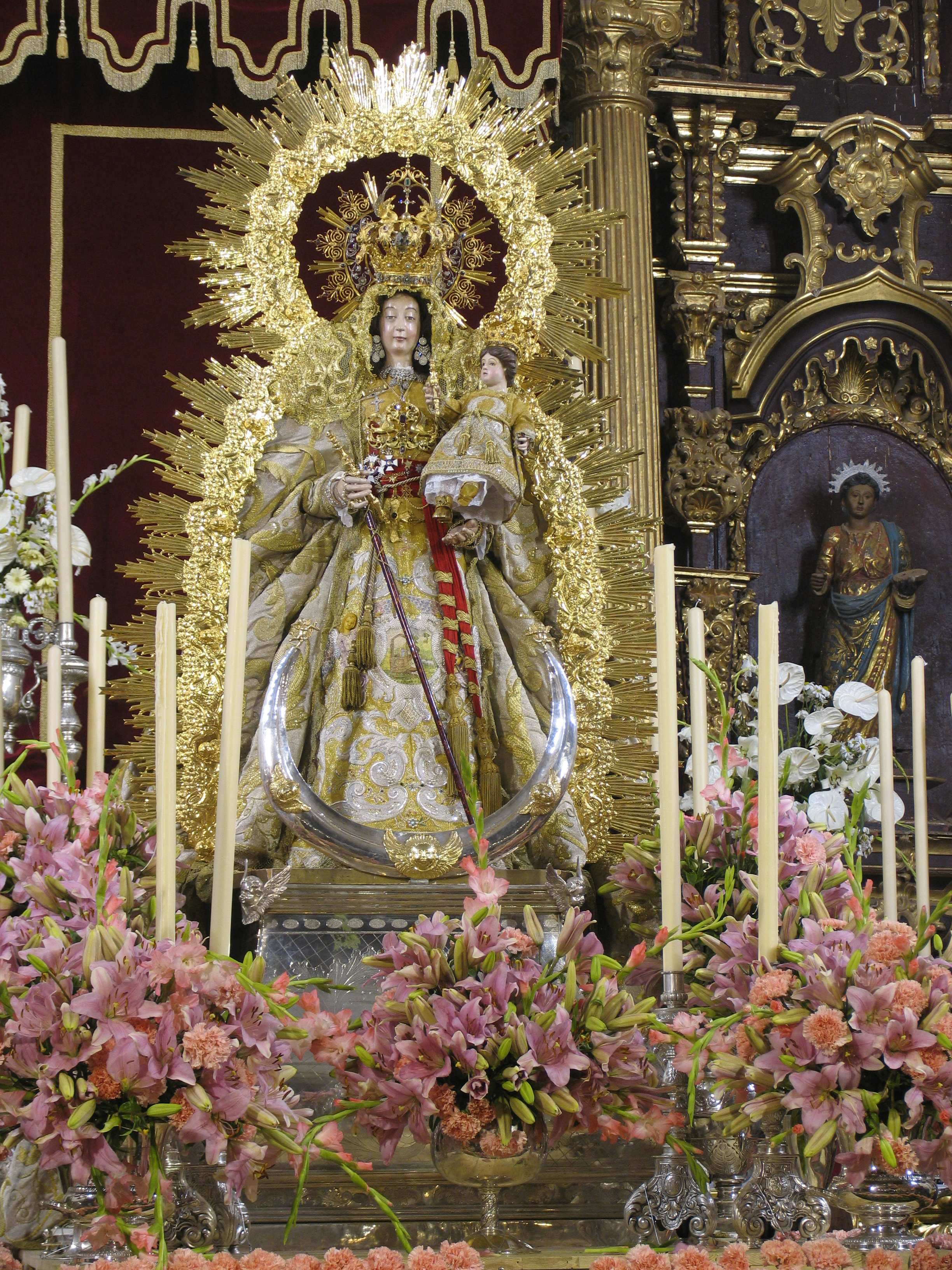
Santa María de los Remedios de Fregenal de la Sierra, primera imagen coronada canónicamente en Extremadura en 1906

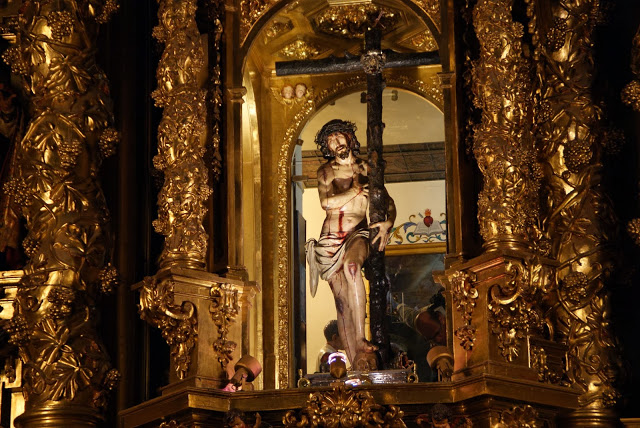
Santo Cristo de la Victoria de Serradilla, una de las imágenes de Cristo con más devotos de España

En Extremadura están presentes numerosas confesiones religiosas. La mayor parte de los extremeños pertenecen a alguna religión cristiana, desde el catolicismo, que es la que más fieles congrega, a las confesiones evangélicas y anglicanas, además, existen en Extremadura Testigos de Jehová y miembros de la Iglesia de Jesucristo de los Santos de los Últimos Días (mormones). No obstante, también hay en la región personas judías y musulmanas.
Según el barómetro autonómico publicado por el CIS (Centro de Investigaciones Sociológicas) en 2012, la afiliación religiosa en Extremadura es:
- 81,2 % católicos
- 1 % otras religiones
- 13,5 % no afiliados (agnósticos + creyentes sin afiliación)
- 3,5 % ateos
- 0,7 N.C.

Ante la pregunta: «¿Con qué frecuencia asiste Ud. a misa u otros oficios religiosos, sin contar las ocasiones relacionadas con ceremonias de tipo social, por ejemplo, bodas, comuniones o funerales?» Las respuestas fueron:
- 52,1 % casi nunca
- 20 % varias veces al año
- 12,1 % alguna vez al mes
- 13,4 % casi todos los domingos y festivos
- 2,4 % varias veces a la semana
- 0 % N.C.

Destacan las devociones a:
- Santa María de Guadalupe
- Santo Cristo de la Victoria de Serradilla
- San Pedro de Alcántara
- Virgen del Puerto de Plasencia
- Santa María de los Remedios de Fregenal de la Sierra
- Nuestra Señora de Piedra-Escrita (la "Barranquera"), patrona de Campanario (Badajoz) y principal de  La Serena , coronada canónicamente con autorización del papa Pío XII el 25 de septiembre de 1955.

- Santísimo Cristo de la Quinta Angustia o de "Zalamea", Zalamea de la Serena (Badajoz).
- Nuestra Señora la Santísima Virgen de la Montaña, patrona de Cáceres.

### Medios de comunicación

#### Prensa escrita
En la región se distribuyen los principales diarios nacionales: El Mundo, El País, ABC, La Razón, La Vanguardia y El Periódico. También se distribuyen las principales revistas sobre todo tipo de temas, por ejemplo: Cuore, Lecturas, El Jueves y Jara y Sedal.
A nivel autonómico existen el diario Hoy perteneciente a Vocento que se centra más en la provincia de Badajoz y El Periódico Extremadura perteneciente al Grupo Zeta que se centra más en la provincia de Cáceres. Ambos diarios tienen sedes en las principales ciudades de Extremadura.
A nivel local el periódico más importante de la región es La Crónica de Badajoz que se distribuye en dicha ciudad. Aparte también existen pequeños periódicos y revistas comarcales y locales de menor importancia que se reparten de forma gratuita o pagando en los quioscos.

#### Radio
En la capital extremeña, Mérida se encuentra la sede principal en la región de la RTVE desde la que emite RNE. Aparte existen sedes más pequeñas de esta institución en Badajoz, Cáceres y Plasencia. Desde estos puntos emite a nivel regional RNE el boletín territorial Crónica de Extremadura, de lunes a viernes. En diferentes puntos de la geografía extremeña hay sedes de las principales radios privadas nacionales por donde emiten a nivel regional. Son, por ejemplo, Los 40, esRadio, COPE, Cadena SER, ABC Punto Radio, Cadena 100, Cadena Dial, Europa FM y Onda Cero.
Actualmente en Mérida se encuentra la sede principal de la radio extremeña pública Canal Extremadura Radio perteneciente a la CEXMA. Además de esta sede tiene otras en Badajoz, Cáceres, Plasencia, Villanueva de la Serena y Madrid. En la actualidad no existe ninguna radio autonómica extremeña que emita en la región.
Actualmente solo existe una radio pública en la región que emita a nivel comarcal/local. Se trata de Radio Miajadas, que emite en dicha localidad y su área de influencia. En Extremadura emiten pequeñas radios que informan de la actualidad comarcal y local, como por ejemplo Radio Plasencia Centro, Canal Norte, Radio Fórum Mérida, Norte Radio Trujillo o Radio Monesterio. 

#### Televisión

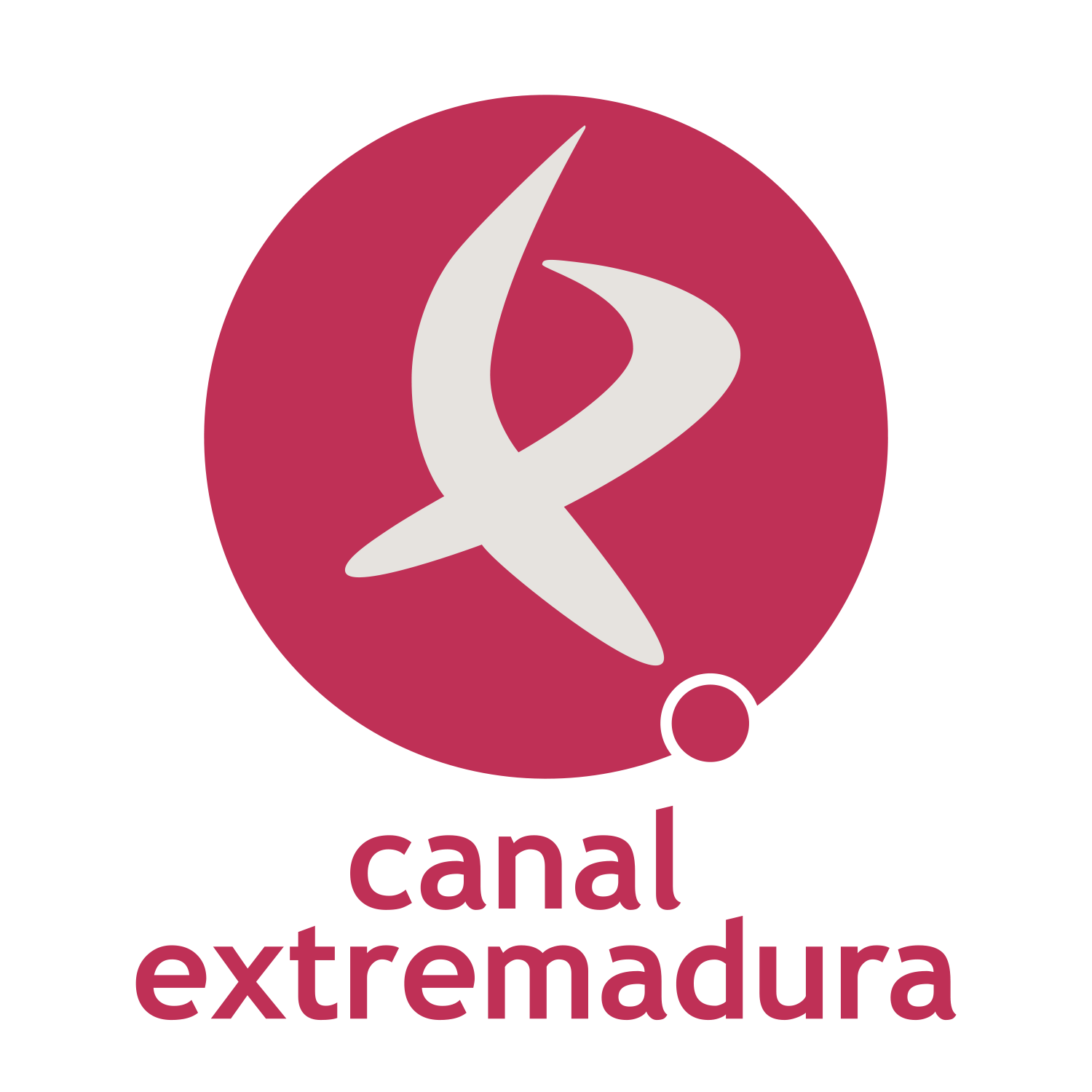
Logotipo de Canal Extremadura Televisión

En la capital, Mérida se encuentra la sede principal en la región de la RTVE desde la que emite TVE. Además existen otras sedes de la corporación en Badajoz y Cáceres. Desde estas ciudades TVE emite a nivel regional el informativo territorial Noticias Extremadura, de lunes a viernes. En la región se pueden sintonizar los canales de televisión nacionales privados de España como, por ejemplo: Antena 3, Cuatro, Telecinco y La Sexta.
Actualmente existe un canal público de televisión que emite a nivel autonómico, se trata de Canal Extremadura TV que pertenece a la CEXMA. Tiene su sede principal en Mérida, y delegaciones en Badajoz, Cáceres, Plasencia, Villanueva de la Serena y Madrid. En la actualidad no emite ningún canal de televisión privado a nivel regional, pero está pendiente que empiece a emitir Kiss TV.
En Extremadura solo existen tres canales de televisión públicos que emiten a nivel comarcal/local, a saber, Almendralejo TV, Villafranca TV Y TV Miajadas. Dichos canales emiten en sus localidades respectivamente y su área de influencia a través de la TDT. En la región, hay canales privados de televisión que emiten a nivel comarcal/local a través de la TDT, como K30 TV, Comarcalia TV, Vía Plata TV, TelePlasencia o TeleZafra.